# Список бійців куреня «Месники» Української Повстанської Армії
Не нам вже носити покірно окови,

Терпіти знущання жахливих катів, —

До рідного краю в нас море любови,

Завзяття й відвага орлів!
Петро Василенко «Волош»,
Марш куреня «Месники»
Нижче подано перелік бійців Української Повстанської Армії, про долю котрих відомо і які боролися за незалежність України на теренах Галичини, в основному на території Закерзоння, в лавах сотні «Залізняка», пізніше реорганізованої в курінь «Месники», під незмінним командуванням Івана Шпонтака.
Список складений на основі архівних матеріалів та спогадів безпосередніх учасників тих подій — колишніх повстанців куреня. Він складається з коротких анкетних даних 569 осіб.
Серед бійців більшість — уродженці Західної України, зокрема Любачівського, колишнього Рава-Руського, Перемишльського, Ярославського повітів, що зараз знаходяться в складі Польщі; Дрогобича, Львова, колишніх Жовківського, Радехівського, Стрийського, Яворівського, Перемишльського та Рава-Руського повітів в складі сучасної Львівської області, Збаразького та Тарнопільського повітів (тепер — Тернопільська область), Станіславського повіту (тепер — Івано-Франківська область), Волині; хоча є представники Закарпаття (наприклад, командир куреня Іван Шпонтак), Полтавщини.
Серед тих, про кого є дані про дату народження — особи, починаючи з 1900-го року народження і по 1930-й рік включно, переважно з 1920-го по 1927-й.
Кандидати в бійці куреня приходили в загін, як правило, вже знайомі з військовою дисципліною та навіть маючи певний бойовий досвід. Представники старшого покоління пройшли дійсну військову службу, найчастіше у Війську Польському, та брали участь у захисті Польщі в 1939 році від збройних сил Третього Рейху й СРСР. Дехто свого часу був бійцем Карпатської Січі й захищав Карпатську Україну від нападу хортистської Угорщини. Значна частина після окупації території вермахтом за завданням ОУН вступила в ряди Української допоміжної поліції і отримала відповідний вишкіл в Поліційній школі у Львові. Інша частина стала добровольцями Першої української дивізії Української Народної Армії й в період з червня 1943 по червень 1944 пройшла муштру під керівництвом німецьких інструкторів. Абсолютна більшість перед переходом до лав УПА була бійцями Української Народної Самооборони (УНС) чи Самооборонних Кущових Відділів (СКВ). Всі вони відгукнулися на заклик про захист в рядах Української Повстанської Армії незалежності Української Держави, акт відновлення якої було проголошено 30 червня 1941 року.
Зафіксовані випадки переходу в «Месники» з інших підрозділів УПА та звільнення з списку особового складу повстанців куреня через поранення, хворобу чи з інших стратегічних міркувань, зокрема, направлення на підпільну роботу. Були поодинокі випадки порушення військової присяги: переходу на бік ворога, видачі бойових побратимів польським каральним органам, дезертирства. Але значно частіше бійці куреня воліли прийняти смерть від власної гранати чи кулі, або, у разі тяжкого поранення, з рук товаришів, ніж здачу в полон та тортури.
З цієї загальної кількості майже половина (272 вояки) за підтвердженими даними загинула в боях, четверта частина (133 бійці) пропали безвісти. 75 повстанців засуджено до смертної кари, 53 з них страчено, 22-м іншим вирок замінено на ув'язнення. Один з страчених був взятий у полон, мордований і, після того, як внаслідок катувань пообіцяв мучителям убити когось з своїх командирів, відпущений. Він повернувся в сотню й після допиту був розстріляний за наказом командування, хоча переважна більшість вояків таке рішення не підтримала. 104 особи залишились живими, але більше половини з них за участь у визвольних змаганнях були репресовані та відбули різні тюремні терміни покарання у в'язницях Польщі та Радянського Союзу.

## Бійці куреня «Месники» Української Повстанської Армії

### Список
| №   | Псевдо, прізвище, ім'я, по батькові                       | Місце народження                                                                                         | Роки життя                            | Звання, посада                                                      | Підрозділ                           | Примітки |
| --- | --------------------------------------------------------- | --- | ------------------------------------- | ------------------------------------------------------------------- | ----------------------------------- | --- |
| 1   | «Лис» Антохів Дмитро                                      | с. Коровиця Любачівського повіту                                                                         | (?) — 2 червня 1945                   | Ст. стрілець, розвідник                                             | Месники-3                           | Закінчив 5 класів початкової школи. Рільник. Загинув у засідці біля присілка Косопуди села Жуків, влаштованій місцевими поляками під керівництвом Антона Ваврува. Похований в селі Гораєць Любачівського повіту. |
| 2   | «Армата» Артимович Григорій                               | с. Люблинець Старий Любачівського повіту                                                                 | 28 вересня 1922 — 2 березня 1945      | Стрілець 2-ї чоти                                                   | Месники-2                           | В лавах УПА з 2 листопада 1944 р. Загинув у бою із спецвідділом НКВД у с. Грушка Томашівського повіту. Похований в селі Монастир Любачівського повіту. |
| 3   | «Ангор» Артимович Іван                                    | с. Люблинець Старий Любачівського повіту                                                                 | (?).1916                              | Стрілець                                                            | Месники-1                           | В лавах УПА з весни 1944 р. Під час бою у с. В'язівниці важко поранений, після чого переведений у СКВ «Трембіта». Заарештований на західних землях Польщі та засуджений на 15 років тюрми. Вирок відбував у Новогарді. Звільнений у 1955 р. |
| 4   | «Артимець», «Ас» Артимович Микола                         | с. Люблинець Старий Любачівського повіту                                                                 | 8 грудня 1916 — 2 березня 1945        | Стрілець 1-ї чоти                                                   | Месники-2                           | В лавах УПА з 15 квітня 1944 р. Загинув у бою із спецвідділом НКВД у с. Мриглоди Томашівського повіту. Похований в селі Монастир Любачівського повіту. |
| 5   | «Левко» Артим'як Юрій                                     | с. Заліська Воля Ярославського повіту                                                                    | (?).1920                              | Ройовий                                                             | Месники-4                           | В лавах УПА з весни 1945 р. Подальша доля невідома. |
| 6   | «Сурма», «Сурмач» Бабик Дмитро                            | с. Монастир Рава-Руського повіту                                                                         | 23 серпня 1916 — 7 вересня 1947       | Чотовий                                                             | Месники-2                           | 5 вересня 1947 р. схоплений у криївці біля с. Монастиря, заповненій паралітичним газом. Помер у Любачеві від тортур на допитах. За іншим джерелом: загинув у бою з ВП на присілку Дагани біля Верхрати. |
| 7   | «Сорока» Бабик Микола                                     | с. Башня Горішня Любачівського повіту                                                                    | 30 листопада 1922 — 16 грудня 1946    | Ст. вістун, ройовий                                                 | Месники-3                           | Закінчив 6 класів початкової школи. Кравець. В лавах УПА з квітня 1944 р. Загинув у засідці, влаштованій на відділ польських прикордонних військ (пол. Wojska Ochrony Pogranicza, WOP) між селами Лукавець — Великі Очі Любачівського повіту. Місце поховання не встановлене. |
| 8   | «Брилько» Бабляк Олександр                                | с. Люблинець Новий Любачівського повіту                                                                  | (?).1920                              | Стрілець, кулеметник                                                | Месники-1                           | Член та організатор УНС в рідному селі. З осені 1944 р. в лавах УПА. Восени 1946 р. тяжко поранений та схоплений солдатами ВП. Засуджений на 15 років ув'язнення. Вирок відбував у Штумі. Звільнений у вересні 1954 р. Живе у Польщі. |
| 9   | «Заяць», «Соловей» Балух Михайло Михайлович               | с. Верхрата Рава-Руського повіту                                                                         | 25 грудня 1926                        | Стрілець                                                            | Месники-2                           | З весни 1945 р. — в лавах УПА. В 1947 р. схоплений у криївці солдатами ВП. 20.11.1947 р. в Ряшеві засуджений на смертну кару. 3.12.1947 р. — помилуваний (вирок замінено на довічне ув'язнення). Звільнився, жив у с. Грушеві біля Гурова Ілавецького. |
| 10  | «Кавка» Банах Ярослав Григорович                          | с. Василів Великий Рава-Руського повіту                                                                  | 29 серпня 1928                        | Стрілець                                                            | Месники                             | 28.08.1947 р. в Любліні засуджений на смертну кару. 16.09.1947 р. — помилуваний (вирок замінено на 15 років ув'язнення). Покарання відбував у Штумі. |
| 11  | «Комар» Бартман Степан                                    | с. Вербиця Рава-Руського повіту                                                                          | (?).1929 — 8 червня 1947              | Стрілець                                                            | Месники-3                           | Загинув у бою з солдатами ВП у с. Вербиця Томашівського повіту. Похований у селі. |
| 12  | «Нечай» Бартошко Степан                                   | с. Ветлин Ярославського повіту                                                                           | 29 квітня 1924 — 24 травня 1946       | Стрілець                                                            | Месники                             | Закінчив 6 класів початкової школи. Рільник. Загинув під час атаки ВП на Люблинецький ліс. Похований у районі села Люблинець Новий Любачівського повіту. |
| 13  | «Соловей» Басалик Ярослав Григорович                      | с. Торки Перемишльського повіту                                                                          | 25 квітня 1927 — 29 липня 1947        | Стрілець                                                            | Месники-2                           | Син Григорія і Ксені. 25 липня 1947 р. в Ряшеві засуджений на смертну кару. Там же страчений. |
| 14  | «Смик» Безноско Ілля                                      | с. Лівча Любачівського повіту                                                                            | (?).1917                              | Стрілець                                                            | Месники-1                           | В 1942 р. за наказом ОУН вступає на службу до української допоміжної поліції. З весни 1944 р. — в лавах УПА. 1947 р. схоплений солдатами ВП та засуджений на 15 років тюрми. Звільнений у 1956 р. |
| 15  | «Біль», «Гебельс» Білий Андрій                            | с. Люблинець Новий Любачівського повіту                                                                  | 23 листопада 1921 — 27 лютого 1988    | Ройовий                                                             | Месники-2                           | Син Михайла. Член ОУН з 1938 р., з початком війни працює в її підпільних структурах разом із своїми ровесниками на теренах Любачівщини, Равщини та Ярославщини. Співорганізатор і учасник УНС в рідному селі. З весни 1944 р. в лавах УПА. Літом 1947 р. переїхав на північні землі Польщі, де перебував у конспірації. З 1951 р. працює в підпільній сітці. 22 грудня 1953 р. заарештований. 24 грудня 1953 р. втікає і три роки переховується у добрих людей. В 1956 р., після амністії, повертається до сім'ї та переїжджає жити до м. Перемишля. В 1961 р. — свідок на суді командира «Залізняка», де дав свідчення про те, що Військо Польське в один день 1945 р. вимордувало багато мирних селян у його селі, в тому числі і його батька. За це був покараний шестимісячним ув'язненням. Похований в місті Перемишль. |
| 16  | «Бас» Білий Григорій                                      | с. Гораєць Любачівського повіту                                                                          | 20 березня 1919 — 2 березня 1945      | Стрілець, боєць 2-ї чоти                                            | Месники-2                           | В лавах УПА з 5 лютого 1945 р. Загинув у бою із спецвідділом НКВД у с. Грушка Томашівського повіту. Похований в селі Монастир Любачівського повіту. |
| 17  | «Бук» Білий Іван                                          | с. Люблинець Новий Любачівського повіту                                                                  | (?).1921                              | Стрілець, боєць 2-го рою 1-ї чоти                                   | Месники-3                           | Заарештований і засуджений на 15 років ув'язнення. Вирок відбував у Голєнові. Звільнений у вересні 1956 р. |
| 18  | «Лемко» Білий Іван                                        | с. Корні Рава-Руського повіту                                                                            | (?).1928 — 12 червня 1946             | Стрілець                                                            | Месники-3                           | Закінчив 4 класи початкової школи. Рільник. В лавах УПА від осені 1945 р. Загинув у бою з солдатами ВП під час розвідки біля Старого Села гміна Олешичі Любачівського повіту. Похований там же. |
| 19  | «(?)» Білий Степан                                        | с. Люблинець Новий Любачівського повіту                                                                  | (?).1921 — (?).07.1947                | Стрілець, кулеметник                                                | Месники-3                           | Член ОУН з 1940 р. та УНС в рідному селі. З осені 1944 р. — в лавах УПА. Загинув у бою з солдатами ВП в лісі біля села Старий Диків. |
| 20  | «Білий» Білий Петро                                       | с. Лівча Любачівського повіту                                                                            | (?).1920                              | Ройовий 1-го рою 2-ї чоти                                           | Месники-3                           | В лавах УПА з осені 1944 р. Літом 1948 р. заарештований та засуджений на 15 років тюрми. Вирок відбував у в'язниці в Потуліцах. |
| 21  | «Бідота» Біль Роман                                       | с. Брусно (?) гміна Горинець-Здруй Любачівського повіту                                                  | 8 серпня 1927 — 11 вересня 1947       | Стрілець                                                            | Месники-3                           | Син Івана та Марії. Проживав у селі Гораєць. Схоплений солдатами ВП і 29 серпня 1947 р. в Ряшеві засуджений до смертної кари. Там же страчений. |
| 22  | «Ярко» Бловацький Дмитро                                  | с. Нове Село гміна Чесанів Любачівського повіту                                                          | 17 жовтня 1925 — 15 лютого 1946       | Ст. стрілець, ланковий                                              | Месники-1                           | Закінчив 6 класів початкової школи. Рільник. Загинув у бою з солдатами ВП на присілку Заставні біля села Молодич Ярославського повіту. Похований там же. |
| 23  | «Гамалія» Боднар Іван                                     | на Равщині                                                                                               | (?).1918                              | Бунчужний                                                           | Сотня «Залізняка»                   | За наказом ОУН служив у допоміжній українській поліції. З весни 1944 р. — в лавах УПА, курінь «Залізняка». З осені 1945 р. — на лікуванні, пізніше направлений для підпільної праці на Львівщину. |
| 24  | «Славко» Боднар Степан                                    | с. Грушовичі Яворівського повіту (тепер Польща)                                                          | 25 травня 1925 — 11 червня 1947       | Стрілець, політвиховник                                             | Месники-1                           | Син Івана та Анни. Схоплений солдатами ВП 11 червня 1947 р., в Ряшеві засуджений до смертної кари і (за непідтвердженим джерелом інформації) того самого дня страчений. |
| 25  | «Біб» Бойко Михайло                                       | с. Лівча Любачівського повіту                                                                            | (?).1921                              | Стрілець                                                            | Месники-1                           | В лавах УПА з осені 1944 р. Заарештований на західних землях Польщі та засуджений на 15 років тюрми. Звільнений літом 1956 р. |
| 26  | «Бук» Бориско Ілько                                       | с. Старе Село (присілок Липина) Любачівського повіту                                                     | 20 квітня 1922 — 2 березня 1945       | Стрілець, боєць 1-ї чоти                                            | Месники-2                           | Загинув у бою із спецвідділом НКВД у с. Мриглоди Томашівського повіту. Похований в селі Монастир Любачівського повіту. |
| 27  | «Береза» Борівець Іван                                    | с. Люблинець Новий Любачівського повіту                                                                  | 28 січня 1917 — 2 березня 1945        | Стрілець, зв'язковий, боєць 2-ї чоти                                | Месники-2                           | В 1936—1938 рр. навчався в механічній школі у м. Перемишлі. В 1938 р. мобілізований до польського війська, де служив у підрозділах артилерії та брав участь у німецько-польській війні 1939 р. Член ОУН з 1938 р., організатор УНС в рідному селі. З вересня 1944 р.- в лавах УПА. Загинув у бою із спецвідділом НКВД у с. Грушка Томашівського повіту. Похований в селі Монастир Любачівського повіту. |
| 28  | «Бистрий» Бошкович Мирон                                  | с. Заліська Воля Ярославського повіту                                                                    | 4 квітня 1927 — 3 червня 1947         | Стрілець                                                            | Месники-4                           | Син Володимира і Пелагії. Схоплений солдатами ВП та 3 червня 1947 р. в Ряшеві засуджений до смертної кари і (за непідтвердженим джерелом інформації) того самого дня страчений. |
| 29  | «Підкова», «Сук» Бростко Степан                           | с. Зарадава Ярославського повіту                                                                         | 27 грудня 1925                        | Стрілець, кулеметник                                                | Месники-1                           | Член 1-ї української дивізії УНА «Галичина». Учасник битви під Бродами, де попав у большевицький полон, з якого утік. Повернувся на терени Ярославщини, нав'язує контакт з українським підпіллям і вступає в ряди УПА, спочатку в СКВ Щебивовки (командир «Скала»), під псевдо «Сук», а згодом в СКВ командира «Медведя», відомі теж як «Похвальончики». З січня 1946 р. — в сотні «Яра». Від грудня 1947 р. — в сотні «Калиновича». В червні 1947 р. в рамках акції «Вісла» виїхав на західні землі Польщі, мобілізований до польського війська. Пізніше працював у ремонтно-будівельних групах, аж до виходу на пенсію. Живе в Квятково, гміна Лельково. |
| 30  | «Костурик» Брусь Іван                                     | с. Люблинець Новий Любачівського повіту                                                                  | (?).1913                              | Стрілець                                                            | Сотня «Залізняка»                   | Член УНС в рідному селі. З березня 1944 р. в лавах УПА. Весною 1945 р. переведений до СКВ «Трембіта». 1948 р. заарештований на західних землях Польщі і засуджений на 15 років тюрми. Вирок відбував у Новогарді та Шубіні. Звільнений 1954 р. |
| 31  | «Балай», «Бень» Булас Теодор                              | с. Вілька Горинецька Любачівського повіту, тепер в гміні Горинець-Здруй                                  | 6 березня 1913 — 11 червня 1946       | Сотенний                                                            | Месники-3                           | Закінчив 6 класів початкової школи. Рільник. 1933—1934 рр. служив у ВП, закінчив підстаршинську школу. 1941—1944 рр. — в українській поліції. В лавах УПА з весни 1944 р., командир чоти у сотні «Залізняка». З осені 1944 р.- командир чоти у сотні «Месники-2», а з квітня 1945 р. — командир новоствореної сотні «Месники-3». Загинув у бою з солдатами ВП біля Старого Села: щоб не попасти живим у руки ворога, підірвав себе гранатою. Похований у лісі біля присілка Щебивовки с. Сурмачівка Ярославського повіту. |
| 32  | «(?)» Булат Михайло                                       | с. Заліська Воля гміна Радимно Ярославського повіту                                                      | (?).1927 — 29 червня 1946             | Стрілець                                                            | Месники-4                           | Загинув у бою з солдатами ВП на присілку Халупки Хотинецькі біля Заліської Волі. |
| 33  | «Тигрис» Булат Пантелеймон                                | с. Заліська Воля Ярославського повіту                                                                    | (?) — (?).04.1946                     | Стрілець                                                            | Месники-4                           | Загинув у бою біля с. Сурмачівка. |
| 34  | «(?)» Булат Петро                                         | с. Заліська Воля Ярославського повіту                                                                    | (?).1926 — 29 червня 1946             | Стрілець                                                            | Месники-4                           | В лавах УПА від весни 1945 р. Загинув у бою з солдатами ВП на присілку Халупки Хотинецькі біля Заліської Волі Ярославського повіту. |
| 35  | «Буш» Бульвінський                                        | м. Перемишль                                                                                             | (?) — (?)                             | Стрілець                                                            | Месники-1                           | Подальша доля невідома. |
| 36  | «(?)» Бумбар Іван                                         | с. Нове Село Любачівського повіту                                                                        | (?).1922 — 20 травня 1944             | Стрілець                                                            | Сотня «Залізняка»                   | Закінчив 5 класів початкової школи. Член ОУН з 1941 р. Під час війни — член 1-ї української дивізії УНА «Галичина». З квітня 1944 р. — в лавах УПА. Загинув у селі Горайці Любачівського повіту, вбитий помилково стійковим своєї ж сотні. Похований в Новому Селі. |
| 37  | «Граб» Бумбар Іван                                        | с. Гораєць Любачівського повіту                                                                          | 8 червня 1922 — 1 жовтня 1947         | Стрілець                                                            | Месники-1                           | Син Андрія та Анастасії. В лавах УПА з осені 1944 р. 10 вересня 1947 р. в Ряшеві засуджений до смертної кари. Там же страчений. |
| 38  | «Циган» Бунда Іван                                        | с. Корні Рава-Руського повіту                                                                            | (?).1929 — (?).12.1946                | Стрілець                                                            | Месники-4                           | В лавах УПА з осені 1945 р. Загинув у бою з солдатами ВП в лісі між селами Тухлею та Млинами. |
| 39  | «(?)» Бурий Іван                                          | с. Заліська Воля Ярославського повіту                                                                    | (?).1924 — 29 червня 1946             | Стрілець                                                            | Месники-4                           | В лавах УПА з весни 1944 р. Загинув у бою з солдатами ВП на присілку Халупки Хотинецькі біля Заліської Волі Ярославського повіту. |
| 40  | «Лис» Бучко Ілько                                         | с. Грушів Любачівського повіту                                                                           | 1 лютого 1919 — 2 березня 1945        | Стрілець, кулеметник, боєць 2-ї чоти                                | Месники-2                           | В лавах УПА з 8 листопада 1944 р. Загинув у бою із спецвідділом НКВД у с. Грушка Томашівського повіту. Похований в селі Монастир Любачівського повіту. |
| 41  | «Бук» Бучко Михайло                                       | с. Люблинець Старий Любачівського повіту                                                                 | (?).1923 — (?).06.1947                | Стрілець, кулеметник                                                | Месники-2                           | Член УНС в рідному селі. З весни 1944 р. — в лавах УПА. Загинув у бою з солдатами ВП в селі Журавці. |
| 42  | «(?)» Ваврикович Андрій                                   | с. Жуків Любачівського повіту                                                                            | (?).1922                              | Боєць першої чоти                                                   | Месники-1                           | Син Василя. Подальша доля невідома. |
| 43  | «Вах» Ваврикович Григорій                                 | с. Жуків Любачівського повіту                                                                            | 4 лютого 1920 — 15 вересня 1945       | Ройовий                                                             | Месники-1                           | Син Івана. Закінчив 5 класів початкової школи. Член ОУН з 1939 р. З листопада 1944 р. — в лавах УПА. Загинув у бою в селі Нова Гребля Любачівського повіту. Місце поховання не встановлене. |
| 44  | «Лозовий» Ваврикович Олекса                               | с. Жуків Любачівського повіту                                                                            | 25 березня 1924                       | Стрілець                                                            | Месники-3                           | Син Андрія і Катерини. В лавах УПА з осені 1944 р. Учасник боїв в Угневі, Новому Селі, Башні та ін. 1953—1957 рр. був ув'язнений. Живе у Перемишлі. |
| 45  | «Видра» Ваврикович Степан                                 | с. Жуків Любачівського повіту                                                                            | 4 лютого 1921 — 8 квітня 1945         | Стрілець                                                            | Месники-1                           | Син Дмитра. Закінчив 5 класів початкової школи. Член ОУН з 1940 р. З осені 1944 р. — в лавах УПА. Загинув у бою під час акції на с. В'язівницю. Місце поховання не встановлене. |
| 46  | «Мокрий» Вальвиць Олекса (Ілля)                           | с. Серники Бібрського повіту                                                                             | 28 липня 1914 — 11 грудня 1946        | Булавний, чотовий                                                   | Месники-4                           | Закінчив 7 класів початкової школи і 3 класи професійної школи. 1937—1938 рр. служив капралом у Війську Польському. З весни 1944 р. — в лавах УПА. Загинув у бою під час оборони повстанської криївки в лісі між селами Млини та Кобильниця. |
| 47  | «Війт» Вальницький Іван                                   | с. Люблинець Новий Любачівського повіту                                                                  | (?).1921                              | Стрілець, санітар                                                   | Месники-1                           | Член ОУН з 1938 р. 1940—1941 рр.- на роботах у Німеччині. Член та організатор УНС в Люблинці Новім. З весни 1944 р. — в лавах УПА. Під час бою з солдатами ВП восени 1946 р. важко поранений. Заарештований на західних землях Польщі, засуджений на довічне ув'язнення. Вирок відбував у Барчеві. Звільнений у липні 1956 р. Живе в Польщі. |
| 48  | «Верба» Ванкевич Іван                                     | с. Люблинець Новий Любачівського повіту                                                                  | (?).1921 — (?).06.1947                | Стрілець, кулеметник                                                | Месники-1                           | Член ОУН з 1938 р. Співорганізатор та член УНС у рідному селі. З весни 1944 р. — в лавах УПА. Загинув у бою з солдатами ВП в Люблинецькім лісі над рікою Танвою. |
| 49  | «Вовк» Ванкевич Іван                                      | с. Люблинець Новий Любачівського повіту                                                                  | (?).1922                              | Стрілець, розвідник                                                 | Месники-1                           | Співорганізатор і член УНС в рідному селі. З осені 1944 р. — в лавах УПА. Заарештований на західних землях Польщі та засуджений на 15 років тюрми. Вирок відбував у Новогарді. Звільнений восени 1954 року. |
| 50  | «Вівчар» Ванкевич Маркіян                                 | с. Люблинець Новий Любачівського повіту                                                                  | 19 лютого 1920 — 2 березня 1945       | Стрілець, боєць 1-ї чоти                                            | Месники-2                           | В лавах УПА з 8 жовтня 1944 р. Загинув у бою із спецвідділом НКВД у с. Мриглоди Томашівського повіту. Похований в селі Монастир Любачівського повіту. |
| 51  | «Винний» Вапляк Степан                                    | с. Люблинець Старий Любачівського повіту                                                                 | (?).1920                              | Стрілець                                                            | Месники-2                           | В лавах УПА з осені 1944 р. Літом 1947 р. перейшов на радянську Україну, де був заарештований і засуджений. Вирок відбував у таборах Сибіру. |
| 52  | «Сокира» Вархоміка Іван (Степан)                          | с. Лази Ярославського повіту                                                                             | 20 травня 1920 — 29 червня 1946       | Стрілець, санітар                                                   | Месники-4                           | Закінчив початкову школу в рідному селі і працював на господарстві батьків. 1943 р., на заклик Українського Центрального Комітету, пішов добровольцем до 1-ї української дивізії УНА «Галичина». Учасник битви під Бродами. Повернувся до рідного села. З весни 1945 р. вступає до місцевого СКВ, від лютого 1946 р.- ройовий, а згодом сотенний санітар. Смертельно поранений у бою з солдатами ВП на присілку Халупки Хотинецькі біля Заліської Волі Ярославського повіту. Похований в селі Заліська Воля Ярославського повіту. |
| 53  | «(?)» Варцаба Михайло                                     | с. Цетуля Яворівського повіту, тепер Яворівського району Львівської області                              | (?).1923 — (?).06.1946                | Стрілець                                                            | Месники-1                           | Син Дмитра та Параскевії. В 1942 р. забраний німцями на примусові роботи в Німеччину. В лавах УПА з літа 1945 р. Загинув у бою з солдатами ВП біля села Молодич Ярославського повіту. Там же похований. |
| 54  | «Волош», «Гетьманець», «Полтавець» Василенко Петро        | с. Війтівці на Полтавщині (?)                                                                            | (?).1921 — 21 травня 1946             | Стрілець, політвиховник                                             | Сотня «Залізняка», курінь «Месники» | Походив з селянської родини. Батько був освіченим і свідомим українцем, його 1936 р. заарештувало НКВД і засудило на 10 років таборів, де він загинув. Після закінчення десятирічки Петро вступає до Педагогічного інституту, але війна перешкодила закінчити навчання. Працював учителем середньої школи на Полтавщині. З липня 1944 р.- політвиховник сотні «Залізняка», куреня «Месники». Опісля — редактор журналу УПА «Лісовик», що видавався на Закерзонні. Поет, автор збірки віршів «Мої повстанські марші» та пісні «Марш месників», що стала гімном куреня. Загинув у бою з солдатами ВП над рікою Танва. Похований у спільній могилі на цвинтарі с. Люблинець Новий. |
| 55  | «Вус» Васильовський Іван                                  | с. Лівча Любачівського повіту                                                                            | (?).1919                              | Стрілець                                                            | Месники-1                           | Член ОУН з 1941 р. За її наказом вступає на службу до української допоміжної поліції. З весни 1944 р. — в лавах УПА. Живе у Канаді. |
| 56  | «Веселий» Ващишин Василь                                  | с. Вербиця Рава-Руського повіту                                                                          | (?).1927 — (?).09.1947                | Стрілець                                                            | Месники-3                           | Загинув на Львівщині. |
| 57  | «Щирба» Величко Михайло                                   | с. Цетуля Яворівського повіту, тепер Яворівського району Львівської області                              | (?).1926                              | Стрілець                                                            | Месники-1                           | У 1948 р. засуджений на 15 років ув'язнення. Подальша доля невідома. |
| 58  | «Горобець» Вербовий Дмитро                                | с. Корні Рава-Руського повіту                                                                            | (?).1926                              | Стрілець                                                            | Месники-2                           | В лавах УПА з весни 1945 р. Подальша доля невідома. |
| 59  | «Оріх» Вільховий Микола                                   | с. Люблинець Новий Любачівського повіту                                                                  | (?).1917 — літо 1947                  | Стрілець                                                            | Месники-2                           | В лавах УПА з осені 1944 р. Загинув біля с. Дагани, що на Равщині. |
| 60  | «Довбуш», «Соловей» Влашинович Микола                     | с. Заліська Воля Ярославського повіту                                                                    | 22 грудня 1922 — 14 жовтня 1947       | Стрілець, боєць 1-го рою 3-ї чоти                                   | Месники-4                           | Син Онуфрія й Анни. В лавах УПА з 1945 року. 7 серпня 1947 р. в Ряшеві засуджений до смертної кари. Там же страчений. |
| 61  | «Орлик» Вороняк Дмитро                                    | с. Суха Воля Любачівського повіту                                                                        | 8 листопада 1923 — 2 березня 1945     | Стрілець                                                            | Месники-2, боєць 2-ї чоти           | В лавах УПА з 1 листопада 1944 р. Загинув у бою із спецвідділом НКВД у с. Грушка Томашівського повіту. Похований в селі Монастир Любачівського повіту. |
| 62  | «Хом'як» Врабатий Михайло                                 | с. Вовчинці Станіславського повіту, тепер Івано-Франківська область                                      | 5 жовтня 1919 — 1 листопада 1945      | Вістун, зв'язковий                                                  | Сотня «Залізняка», курінь «Месники» | Закінчив 7 класів початкової школи. Швець. Загинув у с. Хотинець Ярославського повіту під час облави ВП. Похований там же. |
| 63  | «Перо» (?) Гавриляк Григорій                              | с. Люблинець Новий Любачівського повіту                                                                  | 8 квітня 1922 — 2 березня 1945        | Стрілець, санітар                                                   | Месники-2, боєць 1-ї чоти           | В лавах УПА з 1 січня 1945 р. Загинув у бою із спецвідділом НКВД у с. Мриглоди Томашівського повіту. Похований в селі Монастир Любачівського повіту. |
| 64  | «Граб» Гайда Михайло                                      | с. Дибків (присілок Черче) Ярославського повіту                                                          | 21 листопада 1920 — 17 червня 1946    | Стрілець, харчовий                                                  | Месники-4                           | Закінчив 4 класи початкової школи. Рільник. Загинув під час заготівлі харчів для сотні в селі Райхав Любачівського повіту (вбитий помилково стрільцем із куща «Палія»). Похований в селі Синявка Любачівського повіту. |
| 65  | «Гай» Галабуда Микола                                     | с. Вілька Горинецька Любачівського повіту                                                                | 10 грудня 1919 — 16 грудня 1947       | Чотовий                                                             | Месники-1                           | Син Михайла й Катерини. В лавах УПА з весни 1944 р. 3 грудня 1947 р. засуджений в Ряшеві до смертної кари. Там же страчений. |
| 66  | «Влодко», «Карпо», «Крук-Карпо» Гарасим Олександр         | с. Заліська Воля Ярославського повіту                                                                    | 30 березня 1915 — 4 червня 1947       | Ройовий                                                             | Месники-4                           | Син Дмитра і Катерини. 4 червня 1947 р. в Ряшеві засуджений до смертної кари. Там же страчений. |
| 67  | «Курай» (?), «Курас» (?), «Курач» (?) Гарасимович Михайло | с. Старе Село (присілок Липина) Любачівського повіту                                                     | 10 жовтня 1922 — 2 березня 1945       | Стрілець, боєць 2-ї чоти                                            | Месники-2                           | В лавах УПА з 14 листопада 1944 р. Загинув у бою із спецвідділом НКВД у с. Грушка Томашівського повіту. Похований в селі Монастир Любачівського повіту. |
| 68  | «(?)» Гардибала Іван                                      | с. Ляшки Ярославського повіту                                                                            | (?).1922 — 11 грудня 1946             | Стрілець                                                            | Месники-4                           | Загинув у бою під час оборони повстанської криївки в лісі між селами Млини та Кобильниця. |
| 69  | «Запорожець» Гах Михайло                                  | с. Гораєць Любачівського повіту                                                                          | (?)                                   | Стрілець, розвідник                                                 | Месники-2                           | У вересні 1947 р. став на шлях зради, перейшов на бік ворога. Показав місце знаходження криївки, де перебував командир «Шум» та ще кілька стрільців. |
| 70  | «Чорний» Гелета Адрій                                     | м. Чесанів Любачівського повіту                                                                          | (?).1924 — (?).08.1947                | Ройовий                                                             | Месники-2                           | Член ОУН з 1941 р. В 1943 р. добровольцем вступив до 1-ї української дивізії УНА «Галичина». Учасник бою під Бродами. З осені 1944 р. — в лавах УПА. Загинув, правдоподібно, при переході польського кордону біля с. Річиця. |
| 71  | «(?)» Герасим Григорій                                    | с. Люблинець Старий Любачівського повіту                                                                 | (?).1915                              | Стрілець                                                            | Месники-2                           | Член ОУН з 1938 р. Організатор та член УНС в рідному селі. До осені 1944 р. — станичний ОУН-УПА. З осені 1944 р. — в лавах УПА. |
| 72  | «Гіт» Гинька Дмитро                                       | с. Люблинець Новий Любачівського повіту                                                                  | (?).1921 — (?).1947                   | Стрілець                                                            | Месники-1                           | Член ОУН з 1940 р., а також УНС в рідному селі. З осені 1944 р. — в лавах УПА. Засуджений в Ряшеві до смертної кари і там же страчений. |
| 73  | «Бузько» Глубуш Андрій                                    | с. Маковисько Ярославського повіту                                                                       | 9 грудня 1925 — 15 вересня 1947       | Стрілець                                                            | Месники-2                           | Син Андрія і Марії. В лавах УПА — з весни 1945 р. 6 вересня 1947 р. в Ряшеві засуджений до смертної кари. Там же страчений. |
| 74  | «Зорян» Гнатейко Володимир                                | с. Піддубці Рава-Руського повіту, тепер с. Піддубне Сокальський район Львівської області                 | 11 вересня 1928 — 15 вересня 1947     | Стрілець                                                            | Месники-2                           | Син Василя та Юлії. В лавах УПА — з осені 1945 р. 5 вересня 1947 р. в Ряшеві засуджений до смертної кари. Там же страчений. |
| 75  | «Баюра» Гнилиця Дмитро                                    | с. Люблинець Новий Любачівського повіту                                                                  | (?).1921 — (?).07.1947                | Стрілець                                                            | Месники-1                           | Член ОУН з 1940 р. і УНС в рідному селі. З осені 1944 р. — в лавах УПА. Загинув у бою з солдатами ВП під селом Милків. |
| 76  | «Горошко» Головатий Роман                                 | с. Нове Село Любачівського повіту                                                                        | 15 жовтня 1924 — 15 лютого 1946       | Стрілець, ланковий, старший вістун (посмертно)                      | Месники-1                           | Закінчив 6 класів початкової школи. Рільник. Загинув у бою з солдатами ВП на присілку Заставні біля с. Молодич Ярославського повіту. Похований в тому ж селі. Наказом Головного Штабу УПА Воєнної Округи «Сян» від 23 травня 1946 р. йому посмертно присвоєно звання старшого вістуна. |
| 77  | «Лісковий» Головатий Семко                                | с. Нове Село Любачівського повіту                                                                        | 8 серпня 1928 — 22 травня 1947        | Стрілець                                                            | Месники-2                           | Син Олекси і Марії. В лавах УПА з осені 1945 р. 15 травня 1947 р. в Сяноку засуджений до смертної кари і там же страчений. |
| 78  | «(?)» Головач Іван                                        | с. Нове Село Любачівського повіту                                                                        | (?).1922 — 11 квітня 1944             | Стрілець                                                            | Сотня «Залізняка»                   | Закінчив 4 класи початкової школи. Під час війни — член 1-ї української дивізії УНА «Галичина». Загинув біля Нового Села, помилково застрілений членами місцевого СКВ, коли їхав по харчі для сотні й потрапив у засідку, організовану на польську банду. Похований в рідному селі. |
| 79  | «Бігун» Головач Іван                                      | с. Заліська Воля Ярославського повіту                                                                    | (?).1922                              | Ройовий                                                             | Месники-4                           | В лавах УПА з весни 1945 р. Подальша доля невідома. |
| 80  | «Снігур» Головач Михайло                                  | с. Лази Ярославського повіту                                                                             | (?).1920                              | Чотовий                                                             | Месники-4                           | В лавах УПА з весни 1945 р. Подальша доля невідома. |
| 81  | «Чуприна» Головка Ярослав                                 | с. Дахнів Любачівського повіту                                                                           | (?) — 15 вересня 1945                 | Стрілець                                                            | Месники-1                           | Закінчив 5 класів початкової школи. Загинув у бою в с. Новій Греблі. Місце поховання не встановлене. |
| 82  | «Пімста» Голувка Василь                                   | с. Губинок Рава-Руського повіту                                                                          | 3 листопада 1925                      | Стрілець                                                            | Месники-2                           | Син Ігнатія та Анастасії. Проживав в Ульгівку Томашівського повіту. З осені 1944 р. — в лавах УПА. В квітні 1946 р. звільнений від служби в УПА за станом здоров'я, займався заготівлею харчів для сотні. 17 липня 1947 року здався ВП. 3 вересня 1947 р. засуджений у Ряшеві на довічне ув'язнення. Подальша доля невідома. |
| 83  | «(?)» Горат Іван                                          | с. Дахнів Любачівського повіту                                                                           | (?) — 04 або 05.1944                  | Стрілець                                                            | Месники-1                           | Закінчив 4 класи початкової школи. Під час війни — член 1-ї української дивізії УНА «Галичина». Через необережність важко поранив себе під час чищення зброї. Помер у шпиталі. Похований в рідному селі. |
| 84  | «Гак» Горбачевський Володимир                             | м. Олешичі Любачівського повіту                                                                          | 2 червня 1907 — 2 березня 1945        | Стрілець, боєць 1-ї чоти                                            | Месники-2                           | В лавах УПА з 18 квітня 1944 р. Загинув у бою із спецвідділом НКВД у с. Мриглоди Томашівського повіту. Похований в селі Монастир Любачівського повіту. |
| 85  | «Меч» Гордій Степан                                       | (?) | (?)                                   | Стрілець                                                            | Месники-3                           | Подальша доля невідома. |
| 86  | «Скала» Горечий Володимир                                 | м. Рава-Руська, тепер в Львівській області                                                               | 16 жовтня 1916 — 10 грудня 1946       | Булавний, бунчужний                                                 | Месники-3                           | Син Івана. Закінчив 6 класів гімназії. Залізничний службовець. 1933—1934 рр. служив у Війську Польському, закінчив підстаршинську школу. 1941—1944 рр. — в українській поліції. З весни 1944 р. — в лавах УПА, інтендант сотні «Залізняка». 30 травня 1946 р. важко поранений у бою з солдатами ВП біля Старого Села Любачівського повіту, потрапив у полон. 28 жовтня 1946 р. військовий гарнізонний суд у Перемишлі засудив його до смертної кари. 10 грудня 1946 р. — вирок виконано. За іншим джерелом — у червні 1946 р. загинув у бою біля села Воля Олешицька. |
| 87  | «Горщак» Горошко Петро                                    | с. Лівча Любачівського повіту                                                                            | (?).1918 — (?) літо 1947              | Чотовий                                                             | Месники-2                           | В лавах УПА з весни 1944 р. Загинув у бою з солдатами ВП біля с. Річиця. |
| 88  | «(?)» Гримак Іван                                         | с. Люблинець Новий Любачівського повіту                                                                  | (?).1921                              | Стрілець                                                            | Месники-3                           | Подальша доля невідома. |
| 89  | «Купак» Гринишин Василь                                   | с. Мервичі Жовківського повіту, тепер Львівська область                                                  | 18 листопада 1906 — 2 березня 1945    | Стрілець, боєць 1-ї чоти                                            | Месники-2                           | В лавах УПА з 2 листопада 1944 р. Загинув у бою із спецвідділом НКВД у с. Мриглоди Томашівського повіту. Похований в селі Монастир Любачівського повіту. |
| 90  | «Галушка» Гриняк Михайло                                  | с. Хотилюб Любачівського повіту                                                                          | (?).09.1925 — 2 березня 1945          | Стрілець, боєць 1-ї чоти                                            | Месники-2                           | В лавах УПА з 5 квітня 1944 року. Загинув у бою із спецвідділом НКВД у с. Мриглоди Томашівського повіту. Похований в селі Монастир Любачівського повіту. |
| 91  | «Дубенко» Грицаль Дмитро                                  | с. Дахнів Любачівського повіту                                                                           | 7 листопада 1917 — 11 березня 1946    | Ст. стрілець                                                        | Месники-3                           | Закінчив 6 класів початкової школи. Водій. 1939 р. — стрілець у Війську Польському. В лавах УПА з весни 1944 р. Загинув у бою з солдатами ВП у с. Гаях Ярославського повіту. Похований у с. Грушовичі Ярославського повіту. |
| 92  | «Громовий» Гриців Юрій                                    | с. Брусно Старе Любачівського повіту                                                                     | (?).1911 — 4 квітня 1946              | Стрілець                                                            | Месники                             | Закінчив 4 класи початкової школи. Рільник. Загинув у бою з військами НКВД у лісі біля Горайця Любачівського повіту. Похований в селі Гораєць. |
| 93  | «Гаєвий» Грицко Іван                                      | с. Хотинець Яворівського повіту                                                                          | 28 травня 1925                        | Стрілець, господарчий                                               | Месники-4                           | Син Івана (селянин) і Теодозії. Восени 1941 р. виїхав на роботу до Німеччини, звідки повернувся в листопаді 1945 р. З весни 1946 р. в лавах УПА — спочатку у СКВ командира «Сірого», а з весни 1947 р. в курені «Месники». В кінці липня 1947 р. схоплений солдатами ВП. В серпні 1947 р. засуджений на довічне ув'язнення. Вирок відбував у Штумі. Звільнений весною 1954 р. Одружився. Зараз проживає в Польщі. |
| 94  | «Голота» Грицько Іван (Грицко)                            | с. Люблинець Новий Любачівського повіту                                                                  | 1 липня 1921 — 15 вересня 1945        | Стрілець, санітар                                                   | Месники-3                           | Закінчив 4 класи початкової школи. Рільник. Член ОУН з 1939 р. Співорганізатор та член УНС в рідному селі. З осені 1944 р. — в лавах УПА. Загинув у бою під час акції на залізничну станцію в Олешичах. |
| 95  | «Ворона» Гудз Дмитро                                      | с. Старе Село Любачівського повіту                                                                       | (?).1921                              | Інтендант                                                           | Месники-1                           | В лавах УПА від осені 1944 р. Перейшов до американської окупаційної зони у Німеччині. Живе у Канаді. |
| 96  | «Дуб» Гудз Євстахій                                       | с. Вілька Журавецька                                                                                     | (?).1920                              | Стрілець                                                            | Месники-1                           | В лавах УПА від осені 1944 р. Репресований польською владою. |
| 97  | «Гарт» Гук Василь                                         | м. Дрогобич, тепер Львівська область                                                                     | 22 лютого 1913 — 8 липня 1947         | Стрілець                                                            | Месники-2                           | Син Йосифа і Теклі. Після 1945 р. проживав у Верхраті Любачівського повіту. 3 липня 1947 р. в Ряшеві засуджений до смертної кари і там же страчений. |
| 98  | «Гузар» Гуль Олекса                                       | с. Нове Село Любачівського повіту                                                                        | 2 березня 1926                        | Стрілець                                                            | Месники-1                           | Син Катерини. З лютого 1945 р. — в лавах УПА. 7 липня 1947 р. здався ВП. 4 вересня 1947 р. засуджений у Ряшеві на довічне ув'язнення. Подальша доля невідома. |
| 99  | «Гопак» Гуль Степан                                       | с. Нове Село Любачівського повіту                                                                        | (?).1918 — 8 квітня 1945              | Вістун, кухар                                                       | Месники-1                           | Закінчив 5 класів початкової школи. Член ОУН з 1939 р. За «перших совітів» — в'язень тюрми на Лонцького, дивом уник розстрілу. Вступив в ряди української поліції, де служив до її саморозпуску. В лавах УПА з квітня 1944 р. 5 вересня 1944 в селі Гораєць, рятуючи товаришів від облави, схоплений поляками. Утік, за що поляки вбили його батька. Загинув у бою під час акції на село В'язівниця. Місце поховання не встановлене. |
| 100 | «Бульчак» Гутинь Михайло                                  | с. Диків Старий Любачівського повіту                                                                     | 17 вересня 1922 — 2 березня 1945      | Стрілець, боєць 1-ї чоти                                            | Месники-2                           | В лавах УПА з 7 травня 1944 р. Загинув у бою із спецвідділом НКВД у с. Мриглоди Томашівського повіту. Похований в селі Монастир Любачівського повіту. |
| 101 | «Босий» Ґах (Фах) Адам                                    | с. Гораєць Любачівського повіту                                                                          | (?).1916 — 4 квітня 1946              | Стрілець                                                            | Месники                             | Закінчив 4 класи початкової школи. Рільник. Загинув у бою з військами НКВД біля Горайця Любачівського повіту. Похований в рідному селі. |
| 102 | «Ґонта» Ґіль Іван                                         | с. Вербиця Рава-Руського повіту                                                                          | (?).1918 — (?).06.1947                | Чотовий, командир 1-ї чоти                                          | Месники-2                           | Член ОУН з 1938 р. З весни 1944 р. — в лавах УПА. Загинув у бою при викритті криївки у селі Журавці Томашівського повіту. |
| 103 | «Пугач» Ґнап Василь                                       | с. Прісся Рава-Руського повіту                                                                           | (?).1910 — літо 1947                  | Стрілець                                                            | Месники-2                           | В лавах УПА від весни 1944 р. Загинув у бою з солдатами ВП біля села Річиця. |
| 104 | «Вишня» Ґой Іван                                          | с. Верхрата Рава-Руського повіту                                                                         | (?).1919 — (?).1946                   | Інтендант                                                           | Сотня «Залізняка», Месники-1        | В лавах УПА від весни 1944 р. — сотня «Залізняка». Важко поранений від вибуху власної гранати. Застрелений товаришем на його вимогу. |
| 105 | «Дах» Дева Василь                                         | с. Потелич Рава-Руського повіту, тепер с. Потелич Львівської області                                     | 17 січня 1912 — 25 липня 1946         | Вістун, жандарм                                                     | Месники-4                           | Закінчив 5 класів початкової школи і 3 класи промислової школи. Кафляр. 1933—1935 рр.- стрілець у Війську Польському. 1941—1944 рр.- член української поліції. Загинув у бою з солдатами ВП у лісі біля Нового Села Любачівського повіту. Похований біля с. Тимці (присілок Гримаки) Любачівського повіту. |
| 106 | «Хмель» Дева Іван                                         | с. Німстів Любачівського повіту                                                                          | (?).1925 — 29 травня 1946             | Стрілець, кулеметник                                                | Месники-2                           | Закінчив 4 класи початкової школи. Рільник. В лавах УПА від осені 1944 р. Загинув у засідці, влаштованій на дорозі Гребенне-Потоки на автомобіль, яким їхали солдати НКВД. |
| 107 | «Димчишин» Денека Андрій                                  | с. Люблинець Старий Любачівського повіту                                                                 | 14 листопада 1912                     | Стрілець                                                            | Месники-1                           | Син Павла і Параскевії. З листопада 1944 р. — в лавах УПА. 4 серпня 1947 р. зголосився на пост МО в Люблинці. 10 вересня 1947 р. засуджений у Ряшеві на довічне ув'язнення. Вирок відбував у Штумі. Звільнений восени 1955 р. |
| 108 | «Довбуш» Денека Григорій                                  | с. Люблинець Новий Любачівського повіту                                                                  | 9 березня 1922 — 25 грудня 1945       | Ст. стрілець, ракетник                                              | Месники-1                           | Закінчив 5 класів початкової школи. Коваль. Член ОУН з 1938 р. Співорганізатор і член УНС в рідному селі. З квітня 1944 р.- в лавах УПА. 21 листопада 1945 р. важко поранений у бою під час акції на с. Дахнів. Від отриманих ран помер 25 грудня. Похований в с. Молодич Ярославського повіту. |
| 109 | «Камінь» Дигінь Іван                                      | с. Заліська Воля Ярославського повіту                                                                    | (?).1922                              | Стрілець                                                            | Месники-4                           | Член ОУН з 1941 р. З осені 1944 р. — в лавах УПА. Спочатку в самодіяльній сотні УПА командира «Дорошенка», яка в той час опинилася на Закерзонні, а з осені 1945 р.- в курені «Месники». Схоплений у березні 1947 р. та засуджений на довічне ув'язнення. Вирок відбував у тюрмах Кракова, Віснічі, Сосновєц-Радохів, Голєнові та вугільних шахтах «Димітров» у Битомі. Звільнений восени 1954 р. Живе у Польщі. |
| 110 | «Диль» Дідух Йосиф                                        | с. Любича Рава-Руського повіту                                                                           | 30 березня 1910 — 9 квітня 1946       | Вістун, жандарм                                                     | Месники-2                           | Закінчив 6 класів початкової школи. Мельник. 1931—1932 рр.- стрілець «Korpusu Ochrony Pogranicza». 1941—1944 рр.- в українській поліції. В лавах УПА з весни 1944 р., загинув у бою із спецпідрозділами НКВД біля с. Кобильниці Руської Любачівського повіту на присілку Мельники. Похований там же. |
| 111 | «Дим» Дмитришин Василь                                    | с. Дениська Рава-Руського повіту                                                                         | 11 січня 1921 — 2 березня 1945        | Чотовий, командир 2-ї чоти                                          | Месники-2                           | В лавах УПА з 12 червня 1944 р. Загинув у бою із спецвідділом НКВД у с. Грушка Томашівського повіту. Похований в селі Монастир Любачівського повіту. |
| 112 | «Нечай» Дмитришин Павло                                   | с. Заліська Воля Ярославського повіту                                                                    | 22 серпня 1923 — 3 червня 1947        | Стрілець                                                            | Месники-4                           | Син Івана та Анни. В лавах УПА з осені 1945 р. 3 червня 1947 р. в Ряшеві засуджений до смертної кари і (за непідтвердженим джерелом інформації) того самого дня страчений. |
| 113 | «Дуб» Дода Михайло                                        | с. Монастир Ярославського повіту                                                                         | (?).1919 — 25 квітня 1945             | Стрілець, кулеметник, боєць 1-ї чоти                                | Месники-1                           | Закінчив початкову школу. Рільник. Служив у польському війську. З осені 1944 р.- в лавах УПА. Загинув у бою під час акції на село В'язівниця. |
| 114 | «Чумак» Дорош Петро                                       | с. Заліська Воля Ярославського повіту                                                                    | 12 липня 1925 — 13 червня 1972        | Стрілець, політвиховник                                             | Месники-4                           | Син Івана та Анни. 1942—1944 р.- навчався у народній школі народного мистецтва в м. Яворові. З 1942 р.- член ОУН, де працював у підпільній сітці референтом пропаганди та підпільних видань на території Ярославщини і Любачівщини. З 1946 р. — в лавах УПА. Восени 1946 р. схоплений солдатами ВП в криївці і в Ряшеві засуджений до смертної кари, яку пізніше замінено на довічне ув'язнення. Вирок відбував у Штумі. Звільнений весною 1956 р. Помер, похований в населеному пункті Раковець біля Квідзина. |
| 115 | «Грушка» Дранка Іван                                      | с. Люблинець Новий Любачівського повіту                                                                  | (?).1923                              | Стрілець                                                            | Месники-3                           | Член ОУН з 1941 р. Учасник УНС в рідному селі. З весни 1945 р. — в лавах УПА. Восени 1947 р. схоплений солдатами ВП та засуджений до смертної кари. Вирок замінено на довічне ув'язнення. Вирок відбував у Штумі. Звільнений літом 1954 р. |
| 116 | «Чорний» Древко Михайло                                   | с. Ніновичі Ярославського повіту                                                                         | (?).1923                              | Стрілець                                                            | Месники-4                           | Подальша доля невідома. |
| 117 | «Максим» Дробецький Єфрин                                 | с. Суха Воля Любачівського повіту                                                                        | 15 січня 1922 — 2 березня 1945        | Стрілець, санітар, боєць 1-ї чоти                                   | Месники-2                           | В лавах УПА з 1 квітня 1944 р. Загинув у бою із спецвідділом НКВД у с. Мриглоди Томашівського повіту. Похований в селі Монастир Любачівського повіту. |
| 118 | «Дебляк» Дрозд Іван                                       | с. Люблинець Старий Любачівського повіту                                                                 | (?).1922 — (?).06.1947                | Стрілець, санітар                                                   | Месники-2                           | Член ОУН з 1941 р. Учасник УНС в рідному селі. З осені 1944 р.- в лавах УПА. Загинув у бою з солдатами ВП біля села Мости Великі. |
| 119 | «Буйтур» Дубер Леонід                                     | с. Дибків Ярославського повіту                                                                           | (?)                                   | Стрілець                                                            | (?)                                 | Колишній студент ветеринарії у Львові. Командир групи, яка прийшла з Синявщини (12 осіб). Група ця не витримала режиму куреня і дезертирувала, а сам «Буйтур» виявився донощиком НКВД. В 1947 р. засуджений польським судом на довічне ув'язнення, яке пізніше замінено на 10 років. Вирок відбував у Барчеві. |
| 120 | «Орест» Дубик Микола                                      | с. Коровиця (?) Любачівського повіту                                                                     | (?).1920                              | Чотовий                                                             | Месники-3                           | В лавах УПА з весни 1944 р. Літом 1947 р. перейшов на радянську Україну. |
| 121 | «Дуб» Дуда Ілля                                           | с. Люблинець Новий Любачівського повіту                                                                  | (?).1921                              | Стрілець                                                            | Месники-2                           | Член ОУН з 1939 р. Співорганізатор і учасник УНС в рідному селі. З весни 1944 р.- в лавах УПА, курінь «Месники», з осені 1944 р. — переведений до боївки СБ Надрайону «Батурин» на Закерзонні. Подальша доля невідома, правдоподібно загинув у бою під час акції «Вісла». |
| 122 | «Орел» Дуда Олександр                                     | с. Верхрата Рава-Руського повіту                                                                         | 13 лютого 1922 — 16 грудня 1947       | Стрілець, жандарм                                                   | Месники-2                           | Син Теодора. Член ОУН з 1941 р. З весни 1944 р. — в лавах УПА. 5 вересня 1947 р. схоплений солдатами ВП у криївці біля с. Монастир, заповненій паралітичним газом. 21 листопада 1947 р. в Ряшеві засуджений до смертної кари. Там же страчений. |
| 123 | «Шагай», «Шугай» Євстахевич                               | м. Олешичі Любачівського повіту                                                                          | (?).1927 — 9 січня 1945               | Стрілець, ст. вістун, політвиховник                                 | Месники-1                           | В лавах УПА з осені 1944 р. Загинув у бою на присілку Тепили біля Люблинця Нового з відділом НКВД і польської міліції. З 9 січня 1945 р. наказом Штабу Воєнної Округи УПА «Сян» від 23 травня 1946 р. присвоєно звання старшого вістуна. Похований на цвинтарі в Люблинці Новому. |
| 124 | «Жан» Ждан Ілько                                          | с. Башня Горішня (присілок Солотвини) Любачівського повіту, тепер в гміні Любачів                        | 7 серпня 1924 — 12 червня 1946        | Вістун, ланковий                                                    | Месники-2                           | Закінчив 4 класи початкової школи. Рільник. Загинув від вибуху міни біля села Башня Горішня Любачівського повіту. Похований в с. Синявка Любачівського повіту. |
| 125 | «(?)» Жила Василь                                         | с. Люблинець Новий Любачівського повіту                                                                  | (?).1920                              | Стрілець                                                            | Месники-1                           | Учасник УНС в рідному селі. З весни 1944 р. — в лавах УПА. Восени 1944 р. — звільнений. Подальша доля невідома. |
| 126 | «Богдан» Жолинський Микола (Михайло)                      | с. Батичі Перемишльського повіту, тепер в гміні Журавиця                                                 | 5 травня 1927 — 11 вересня 1947       | Стрілець                                                            | Месники-2                           | Син Михайла і Катерини. В лавах УПА з осені 1945 р. 4 вересня 1947 р. в Ряшеві засуджений до смертної кари. Там же страчений. |
| 127 | «Жур» Жук Василь                                          | с. Дахнів Любачівського повіту                                                                           | (?)                                   | Стрілець                                                            | (?)                                 | Став на шлях зради. Опинившись на північних землях Польщі, видав багатьох повстанців та членів українського підпілля. |
| 128 | «Муха» Жук Семен                                          | с. Борова Гора Любачівського повіту, тепер в гміні Любачів                                               | (?).1918 — 8 квітня 1945              | Ройовий, сапер                                                      | Месники-1                           | Закінчив 3 класи гімназії. Купець. Член ОУН з 1938 р. Співорганізатор та учасник УНС на Любачівщині. Під час війни — член 1-ї української дивізії УНА «Галичина». В лавах УПА з квітня 1944 р. Загинув під час акції на с. В'язівницю. Місце поховання не встановлене. |
| 129 | «Дух» Забавський Дмитро                                   | с. Лівча Любачівського повіту                                                                            | 8 вересня 1922 — 29 жовтня 1946       | Вістун, жандарм                                                     | Сотня «Залізняка»                   | Закінчив 4 класи початкової школи. Рільник. 1941—1944 рр. служив в українській поліції. З весни 1944 р. — в лавах УПА у сотні «Залізняка». Загинув у бою з солдатами ВП. Важко поранений, застрелив себе, щоб не попасти в руки ворога. Похований в рідному селі. |
| 130 | «Зенко» Задорожний Остап                                  | с. Дубрівка Руська Сяніцького повіту                                                                     | 10 січня 1922 — 11 грудня 1946        | Булавний, чотовий, командир 3-ї чоти                                | Месники-4                           | Закінчив 6 класів початкової школи. Слюсар. 1940—1941 рр. — стрілець Українського Легіону. З весни 1944 р. — в лавах УПА. 11 грудня 1946 р. — важко поранений під час оборони повстанської криївки в лісі між селами Млини і Кобильниця, потрапив у полон. Помер від ран. Похований в с. Ляшки Ярославського повіту. |
| 131 | «Зелений» Захарко                                         | с. Лази Ярославського повіту                                                                             | (?).1925                              | Стрілець, лікар                                                     | Месники-4                           | Подальша доля невідома. |
| 132 | «Заруба» Зборовський Гриць                                | с. Піддубці Рава-Руського повіту, тепер с. Піддубне Львівської області                                   | 20 вересня 1908 — 2 березня 1945      | Інтендант                                                           | Месники-2                           | В лавах УПА з 18 липня 1944 р. Член I чоти. Загинув у бою із спецвідділом НКВД у с. Мриглоди Томашівського повіту. Похований в с. Монастир Любачівського повіту. |
| 133 | «Зелений» Зінкевич Дмитро                                 | с. Люблинець Старий Любачівського повіту                                                                 | (?).1919                              | Стрілець                                                            | Месники-2                           | Учасник УНС в рідному селі. З весни 1944 р. — в лавах УПА. Заарештований на західних землях Польщі і засуджений до 15 років тюрми. Вирок відбував у Новогарді та Голєнові. Звільнений літом 1956 р. |
| 134 | «Зимний» Зінкевич Дмитро                                  | с. Люблинець Старий Любачівського повіту                                                                 | (?).1922                              | Стрілець, кулеметник                                                | Месники-3                           | Член ОУН з 1941 р. Співорганізатор і учасник УНС в рідному селі. З осені 1944 р. — в лавах УПА. В 1948 р. заарештований на північних землях Польщі та засуджений на довічне ув'язнення. Вирок відбував у Барчеві. Звільнений весною 1955 р. Живе у Польщі. |
| 135 | «Лісний», «Пізний» Зінко Микола                           | с. Річки Рава-Руського повіту, тепер Жовківського району Львівської області                              | 23 квітня 1920 — 2 березня 1945       | Стрілець, боєць 1-ї чоти                                            | Месники-2                           | В лавах УПА з 7 лютого 1945 р. Загинув у бою із спецвідділом НКВД у с. Мриглоди Томашівського повіту. Похований в с. Монастир Любачівського повіту. |
| 136 | «Заяць» Зола Іван                                         | с. Люблинець Новий Любачівського повіту                                                                  | (?).1920                              | Стрілець, кулеметник                                                | Месники-1                           | Член ОУН з 1938 р. Співорганізатор і учасник УНС в рідному селі. З осені 1944 р. — в лавах УПА. Подальша доля невідома. |
| 137 | «(?)» Іваненьо Атаназій                                   | с. Люблинець Старий Любачівського повіту                                                                 | (?).1924                              | Стрілець                                                            | Месники-2                           | В УПА від 2.11.1944 р. Загинув у бою із спецвідділом НКВД в с. Мриглоди Томашівського повіту. Похований в с. Монастир Любачівського повіту. |
| 138 | «Їж» Іванко Михайло                                       | с. Люблинець Новий Любачівського повіту                                                                  | (?).1923 — (?).1946                   | Стрілець, кулеметник                                                | Месники-2                           | В ОУН з 1939 р. З осені 1944 р. в лавах УПА. Загинув у бою із спецвідділом НКВД у селі Кобильниця. |
| 139 | «Кійко» Ігнат Михайло                                     | с. Щутків Любачівського повіту                                                                           | (?).1923 — (?).02.1947                | Ройовий, боєць 1-ї чоти                                             | Месники-1                           | В ОУН з 1940 року. В лавах УПА — з осені 1944 р. Загинув у бою з солдатами ВП у селі Щутків. За іншими даними — був захоплений у полон в березні 1947 року у присілку «Курнаги» села Щутків, катований. Військовим судом групи акції «Вісла» засуджений до смертної кари. Вирок було виконано 10 травня 1947 року в тюрмі Перемишля. Похований разом з іншими 67-а вояками УПА в братській могилі на старому військовому цвинтарі Перемишля (під № 37 в списку на пам'ятній таблиці). |
| 140 | «Новий» Ігнаш Дмитро                                      | с. Нова Гребля Любачівського повіту                                                                      | (?).1927 — 2 березня 1945             | Стрілець, боєць 2-ї чоти                                            | Месники-2                           | В лавах УПА з 15 лютого 1945 р. Загинув у бою із спецвідділом НКВД у с. Грушка Томашівського повіту. Похований в с. Монастир Любачівського повіту. |
| 141 | «Моряк» Каламай Микола                                    | с. Вербиця Рава-Руського повіту                                                                          | 15 жовтня 1929                        | Стрілець, боєць 2-го рою 2-ї чоти                                   | Месники-3                           | В лавах УПА з грудня 1945 року. В червні 1947 р. заарештований і засуджений на довічне ув'язнення. Вирок відбував в Сєрадзу, Стшельцах, Вронках. Звільнений у грудні 1954 р. Проживає на Бранєвщині (Польща). |
| 142 | «Орел» Каламай Теодор                                     | с. Вербиця Рава-Руського повіту                                                                          | 28 лютого 1929                        | Стрілець                                                            | Месники-1                           | Син Василя та Анни. З червня 1946 р.- в лавах УПА. Від грудня 1946 р. переховувався в рідному селі. 6 червня 1947 р. — заарештований. 25 вересня 1947 р. засуджений у Ряшеві на довічне ув'язнення. Подальша доля невідома. |
| 143 | «Комар» Карвацький Степан                                 | с. Кам'янка Старе Село Рава-Руського повіту, тепер Старе Село Львівської області                         | 7 грудня 1921 — 2 березня 1945        | Ройовий, командир рою 2-ї чоти                                      | Месники-2                           | В лавах УПА з 1 квітня 1944 р. Загинув у бою із спецвідділом НКВД у с. Грушка Томашівського повіту. Похований в с. Монастир Любачівського повіту. |
| 144 | «(?)» Карпінський Іван                                    | с. Люблинець Старий Любачівського повіту                                                                 | (?).1922 — (?).06.1947                | Стрілець                                                            | Месники-2                           | Член ОУН з 1941 р. Учасник УНС в рідному селі. З осені 1944 р. — в лавах УПА. Загинув у бою з солдатами ВП у селі Вербиця. |
| 145 | «Куля» Карпінський Степан                                 | с. Люблинець Новий Любачівського повіту                                                                  | (?).1917                              | Стрілець                                                            | Месники-1                           | Учасник УНС в рідному селі. З осені 1944 р. — в лавах УПА. Заарештований на західних землях Польщі та засуджений на 15 років тюрми. Вирок відбував у Новогарді та Голєнові. Звільнений літом 1957 р. |
| 146 | «Карпо» Кас'ян Атанасій                                   | с. Люблинець Старий Любачівського повіту                                                                 | (?).1920                              | Стрілець                                                            | Месники-1                           | Член ОУН з 1939 р. З початком війни працював на роботах у Німеччині. 1943 р. — повертається в рідне село. Учасник УНС в рідному селі. З осені 1944 р.- в лавах УПА. 8 січня 1945 р., під час бою на Тепилах, поранений. Після лікування переведений до СКВ «Трембіта». Літом 1948 р. заарештований на західних землях Польщі і засуджений на довічне ув'язнення. Вирок відбував у Штумі. Звільнений літом 1955 р. |
| 147 | «Медвідь» Качор Григорій                                  | с. Гораєць Любачівського повіту                                                                          | (?).1923 — (?).06.1947                | Стрілець                                                            | Месники-2                           | В лавах УПА з осені 1944 р. Загинув у бою з солдатами ВП біля села Корні. |
| 148 | «Карий» Кащак Іван (Коваль, Ловаль)                       | с. Заліська Воля Ярославського повіту                                                                    | 7 лютого 1925 — 21 травня 1946        | Стрілець, ланковий                                                  | Месники-3                           | Закінчив 4 класи початкової школи. Рільник. В лавах УПА з весни 1945 р. Загинув у бою з солдатами ВП над річкою Танвою у Люблинецькому лісі. |
| 149 | «Морава» Келлєр Володимир                                 | с. Корні Рава-Руського повіту                                                                            | 22 квітня 1927 — 11 грудня 1946       | Стрілець                                                            | Месники-4                           | Закінчив 5 класів початкової школи. Рільник. В лавах УПА з осені 1945 р. Загинув у бою під час оборони повстанської криївки в лісі між селами Млини та Кобильниця. Похований у лісі на полі бою. |
| 150 | «(?)» Кінах Михайло                                       | с. Річиця Рава-Руського повіту                                                                           | (?).1925 — (?).06.1946                | Стрілець                                                            | Месники-2                           | В лавах УПА з осені 1944 р. Спочатку — стрілець чоти «Довбуша» в сотні УПА командира «Штиля», пізніше переведений до сотні «Месники-2». Загинув у бою з солдатами ВП над річкою Танвою. |
| 151 | «Коваль» Кіт Василь                                       | с. Люблинець Новий Любачівського повіту                                                                  | (?).1917 — 20 жовтня 1946             | Ройовий, жандарм                                                    | Месники-2                           | Член ОУН з 1938 р. В 1940—1943 рр. перебував на роботах в Австрії. Організатор УНС і УПА на теренах Равщини і Любачівщини. З осені 1944 р. — в лавах УПА. Загинув у бою з солдатами ВП у с. Махнів. Похований в с. Журавці Томашівського повіту. |
| 152 | «Лісовий» Кіт Павло                                       | с. Золочівка Бережанського повіту                                                                        | 1 березня 1922 — 6 жовтня 1945        | Стрілець                                                            | Месники-3                           | Закінчив 4 класи початкової школи. Рільник. Загинув під час акції на міст і залізничну станцію в Новій Греблі Любачівського повіту. Місце поховання не встановлене. |
| 153 | «Курган» Кіх Теодор                                       | с. Вербиця Рава-Руського повіту                                                                          | (?).1927                              | Стрілець                                                            | Месники-3                           | 12 червня 1947 р. заарештований та засуджений на 15 років тюрми. Проживає в Польщі. |
| 154 | «Кріпак» Клачко Микола                                    | с. Німстів Любачівського повіту                                                                          | 9 листопада 1914 — 2 березня 1945     | Ройовий, командир рою 1-ї чоти.                                     | Месники-2                           | В лавах УПА від 14 квітня 1944 р. Загинув у бою із спецвідділом НКВД у с. Мриглоди Томашівського повіту. Похований в с. Монастир Любачівського повіту. |
| 155 | «Сабойда», «Сагайдака», «Сагайдачний» Климко Іван         | с. Ніновичі Ярославського повіту                                                                         | 27 квітня 1927                        | Стрілець                                                            | Месники-2                           | Син Михайла. В лавах УПА з осені 1944 р. 3 вересня 1947 р. у Ряшеві засуджений до смертної кари, 4 жовтня 1947 р.-помилуваний (вирок замінено на 15 років ув'язнення). Вирок відбував у Штумі. Звільнений літом 1955 р. |
| 156 | «Крутій» Клиско Іван                                      | с. Заліська Воля Ярославського повіту                                                                    | (?).1923                              | Ройовий                                                             | Месники-4                           | Член ОУН з 1941 р. Під час війни — член 1-ї української дивізії УНА «Галичина», учасник боїв під Бродами. З осені 1944 р. в лавах УПА. Схоплений весною 1947 р. солдатами ВП і засуджений до смертної кари, яку замінили на довічне ув'язнення. Вирок відбував у Явожні, Кракові та Голєнові. Звільнений весною 1955 р. |
| 157 | «Сірко» Клочник Павло                                     | с. Краковець Яворівського повіту, тепер Львівська область                                                | (?).1900 — (?).11.1945                | Майор УПА, стрілець, лікар                                          | Месники-4, Месники-3                | Учасник Визвольних Змагань 1918—1920 рр. (Див. Українсько-польська війна 1918—1919 та Радянсько-українська війна). Довголітній політичний емігрант, відданий боротьбі за визволення України. Закатований червоно-польськими бандитами у селі Кальників. |
| 158 | «(?)» Клюфас Михайло                                      | с. Ніновичі Ярославського повіту                                                                         | (?).1921                              | Стрілець, ройовий, командир 1-го рою 1-ї чоти                       | Месники-4                           | Рільник. В лавах УПА з осені 1945 року. Заарештований на північних землях Польщі і засуджений на довічне ув'язнення. Вирок відбував у Барчеві. Живе у Польщі. |
| 159 | «Сойка» Кметь Євстахій                                    | с. Воля Велика Любачівського повіту                                                                      | 12 вересня 1925                       | Стрілець, санітар                                                   | Месники-2                           | В лавах УПА з березня 1945 року. Схоплений солдатами ВП і в липні 1947 р. засуджений на довічне ув'язнення. Вирок відбував у Штумі. Звільнений у липні 1954 р. Проживає у США. |
| 160 | «Коблик» Кобак Василь                                     | с. Жуків Любачівського повіту                                                                            | 16 березня 1922 — 2 березня 1945      | Стрілець, боєць 2-ї чоти                                            | Месники-2                           | В лавах УПА з 9 листопада 1944 р. Загинув у бою із спецвідділом НКВД у с. Грушка Томашівського повіту. Похований в с. Монастир Любачівського повіту. |
| 161 | «Когут» Кобак Михайло                                     | с. Гораєць Любачівського повіту                                                                          | 11 листопада 1911                     | Стрілець                                                            | Месники-2                           | Син Андрія та Анастасії. В лавах УПА з березня 1946 р. 6 липня 1947 р. здався ВП. 12 серпня 1947 р. засуджений у Ряшеві на довічне ув'язнення. Подальша доля невідома. |
| 162 | «Кіт» Кобрин Володимир                                    | м. Львів                                                                                                 | 28 серпня 1914 — 2 березня 1945       | Стрілець, боєць 1-ї чоти                                            | Месники-2                           | В лавах УПА з 8 червня 1944 року. Загинув у бою із спецвідділом НКВД у с. Мриглоди Томашівського повіту. Похований у с. Монастир Любачівського повіту. |
| 163 | «Корінь» Ковалик Микола                                   | с. Люблинець Старий Любачівського повіту                                                                 | (?).1923 — (?).06.1947                | Стрілець                                                            | Месники-2                           | Член ОУН з 1940 року. Учасник УНС в рідному селі. З осені 1944 р. в лавах УПА. Під час акції на с. В'язівницю поранений. Загинув у бою з солдатами ВП. |
| 164 | «Качор» Ковалишин Іван                                    | с. Коровиця Голодівська Любачівського повіту                                                             | (?).1912 — (?).04.1946                | Ст. стрілець, боєць 3-го рою 2-ї чоти                               | Месники-3                           | Закінчив 6 класів початкової школи. Купець. Загинув у бою із спецпідрозділами НКВД в Коровицькому лісі. Похований на роздоріжжі біля села Боблі. |
| 165 | «(?)» Козак Григорій                                      | с. Вербиця Рава-Руського повіту                                                                          | (?).1926 — (?).06.1946                | Стрілець                                                            | Месники-2                           | В лавах УПА з осені 1944 р. Спочатку — стрілець чоти «Довбуша» в сотні УПА (ймовірно, сотня «Кочовики») командира «Штиля», пізніше переведений до сотні «Месники-2». Загинув у бою з солдатами ВП над річкою Танвою. |
| 166 | «Луг» Козак Дмитро                                        | с. Вербиця Рава-Руського повіту                                                                          | 8 грудня 1923 — 15 липня 1947         | Стрілець                                                            | Месники-3                           | Син Василя та Анни. 1941 р. вивезений на примусові роботи до Німеччини. 1945 р., повернувшись з Німеччини, вступає у лави УПА. В червні 1947 р. — схоплений солдатами ВП. 9 липня 1947 р. в Ряшеві засуджений до смертної кари. Там же страчений. |
| 167 | «Кір» Козак Матвій                                        | м. Любачів                                                                                               | 17 серпня 1919 — 2 березня 1945       | Ройовий, командир рою 2-ї чоти                                      | Месники-2                           | В лавах УПА з 1 грудня 1944 р. Загинув у бою із спецвідділом НКВД у с. Грушка Томашівського повіту. Похований в с. Монастир Любачівського повіту. |
| 168 | «Карпо» Козак Степан                                      | с. Щутків Любачівського повіту                                                                           | 2 жовтня 1910                         | Стрілець. політвиховник                                             | Месники-3                           | Син Василя та Єви. В лавах УПА з весни 1944 р. 24 березня 1948 р. в Ряшеві засуджений до смертної кари. 2 квітня 1948 р. помилуваний (вирок замінено на довічне ув'язнення). Звільнений літом 1956 року. |
| 169 | «Коваленко» Козак Юрко                                    | с. Замх на Білгорайщині                                                                                  | 5 грудня 1910 — 15 вересня 1945       | Чотовий                                                             | Месники-3                           | Закінчив 4 класи початкової школи. Рільник. Загинув під час акції на залізничну станцію в Олешичах. Похований в м. Олешичі Любачівського повіту. |
| 170 | «Сук» Козир Микола                                        | с. Заліська Воля Ярославського повіту                                                                    | (?).1922 — (?).09.1947                | Ройовий                                                             | Месники-4                           | В лавах УПА з осені 1945 р. Загинув у бою з солдатами ВП у селі Заліська Воля. |
| 171 | «Козар» Козій Григорій                                    | с. Люблинець Новий Любачівського повіту                                                                  | 1 лютого 1925 — 2 березня 1945        | Стрілець, боєць 2-ї чоти                                            | Месники-2                           | В лавах УПА з 7 жовтня 1944 р. Загинув у бою із спецвідділом НКВД у с. Грушка Томашівського повіту. Похований у с. Монастир Любачівського повіту. |
| 172 | «Клен» Козій Дмитро                                       | с. Люблинець Новий Любачівського повіту                                                                  | 3 листопада 1911 — 2 березня 1945     | Стрілець, боєць 2=ї чоти                                            | Месники-2                           | В лавах УПА з 20 квітня 1944 р. Загинув у бою із спецвідділом НКВД у с. Грушка Томашівського повіту. Похований у с. Монастир Любачівського повіту. |
| 173 | «(?)» Козій Микола                                        | с. Гораєць Любачівського повіту                                                                          | (?).1921                              | Стрілець                                                            | Месники-3                           | В лавах УПА з осені 1944 р. Через хворобу був звільнений із сотні. З 1946 р.- в Україні. Репресований не був. |
| 174 | «Банада» Козій Олекса                                     | с. Люблинець Новий Любачівського повіту                                                                  | 15 березня 1922 — 2 березня 1945      | Стрілець, боєць 1-ї чоти                                            | Месники-2                           | В лавах УПА з 15 листопада 1944 року. Загинув у бою із спецвідділом НКВД у с. Мриглоди Томашівського повіту. Похований у с. Люблинець Новий Любачівського повіту. |
| 175 | «В'юн» Колач Олександр                                    | с. Гаї Ярославського повіту                                                                              | (?).1923                              | Стрілець, санітар                                                   | Месники-4                           | З весни 1945 р. в лавах УПА, спочатку в СКВ, а з осені 1945 р.- у курені «Месники». Восени 1947 р. перейшов на північні землі Польщі, легалізувався. Репресований не був. |
| 176 | «Карабін» Колега Іван                                     | с. Люблинець Старий Любачівського повіту                                                                 | 8 травня 1924                         | Стрілець, кулеметник                                                | Месники-1                           | Син Михайла та Анастасії. З квітня 1944 р. в лавах УПА. Під час бою на присілку Пискори біля с. Молодич Ярославського повіту був поранений внаслідок розриву кулемета. Восени 1947 р., після розформування куреня, перебрався на західні землі Польщі, де був заарештований. 14 вересня 1948 р. в Ольштині засуджений до смертної кари. 29 листопада 1948 р. — помилуваний, вирок замінено на довічне ув'язнення. Звільнений у 1956 р. Проживає на Помор'ї — Польща. |
| 177 | «Коваленко» Колосівський Теодор                           | с. Нове Село Любачівського повіту                                                                        | 3 березня 1921                        | Стрілець, старший вістун, зв'язковий при команді відтинку «Бастіон» | Сотня «Залізняка»                   | Особистий охоронець командира «Залізняка». Член ОУН з 1942 р. За її наказом вступає на службу до української допоміжної поліції. В лавах УПА з весни 1944 р. З осені 1944 р. — в почоті командира «Залізняка». Живе у США. |
| 178 | «(?)» Коляса Михайло                                      | с. Хотинець Яворівського повіту                                                                          | (?).1922                              | Стрілець                                                            | Месники-4                           | З осені 1945 р.- в лавах УПА. Схоплений восени 1946 р. солдатами ВП та засуджений у Перемишлі на 10 років ув'язнення. Звільнений наприкінці 1950 р. |
| 179 | «Костій» Комар Дмитро                                     | с. Люблинець Старий Любачівського повіту                                                                 | 10 серпня 1922 — 2 березня 1945       | Стрілець, боєць 1-ї чоти                                            | Месники-2                           | В лавах УПА з 9 листопада 1944 року. Загинув у бою із спецвідділом НКВД у с. Мриглоди Томашівського повіту. Похований у с. Монастир Любачівського повіту. |
| 180 | «Кіт» Комар Федір                                         | с. Люблинець Старий Любачівського повіту                                                                 | (?).1927                              | Ройовий                                                             | Месники-1                           | Член ОУН з 1943 р. Учасник УНС в рідному селі. З весни 1944 р. в лавах УПА. Служив у почоті командира «Залізняка» і командира «Бойка». Зі зброєю в руках разом з іншими повстанцями перейшов до американської окупаційної зони в Німеччині. Живе у США. |
| 181 | «Крилатий» Копоть Іван                                    | на Равщині                                                                                               | (?).1920 — літо 1947                  | Стрілець, інтендант                                                 | Месники-1                           | В лавах УПА з весни 1944 р. Загинув у бою з солдатами ВП біля присілку Пискори с. Молодич Ярославського повіту. |
| 182 | «Бистрий» Кордупель Андрій                                | с. Гораєць Любачівського повіту                                                                          | (?).1921 — 2 червня 1945              | Стрілець, розвідник                                                 | Месники-3                           | Закінчив 5 класів початкової школи. Рільник. Загинув у засідці біля присілка Косопуди села Жуків, влаштованій місцевими поляками під керівництвом Антона Ваврува. Похований в с. Жуків Любачівського повіту. |
| 183 | «Корняк» Кордупель Іван                                   | с. Жуків Любачівського повіту                                                                            | (?).1917                              | Стрілець, боєць 1-го рою 3-ї чоти                                   | Месники-3                           | В лавах УПА з осені 1944 року. Схоплений солдатами ВП та засуджений на 15 років тюрми. Звільнений літом 1956 р. |
| 184 | «Олень» Кордупель Ілько                                   | с. Гораєць Любачівського повіту                                                                          | (?).1918                              | Стрілець, ланковий                                                  | Месники-3                           | В лавах УПА з осені 1944 р. Живе у Польщі. |
| 185 | «Береза», «Луг», «Луговий» Кордупель (Кульчицький) Петро  | с. Гораєць Любачівського повіту                                                                          | 8 червня 1927                         | Стрілець, санітар                                                   | Месники-3                           | Син Юрія та Анастасії. Після закінчення вселюдної школи в Любачеві працював у Чесанові, пізніше — у Судовій Вишні. Від квітня 1944 р. — член УНС в с. Горайцю, а від березня 1945 р. в лавах УПА. В 1947 р. у с. Горайцю схоплений солдатами ВП. 14 серпня 1947 р. в Ряшеві засуджений до смертної кари. 19 серпня 1947 р. вирок замінено на 15 років ув'язнення. Ув'язнення відбував у Штумі й Потуліцах. Звільнений у червні 1956 р. В 1959 р. прийняв прізвище по мамі — Кульчицький. Живе у Польщі. |
| 186 | «(?)» Котовський Василь                                   | с. Люблинець Новий Любачівського повіту                                                                  | (?).1923 — (?).06.1947                | Стрілець                                                            | Месники-2                           | Член ОУН з 1941 р. Учасник УНС в рідному селі. З осені 1944 р. в лавах УПА. Загинув у бою з солдатами ВП у селі Вербиця. |
| 187 | «Копито» Котовський (Фецьо) Григорій                      | с. Люблинець Новий Любачівського повіту                                                                  | (?).1921                              | Стрілець                                                            | Месники-1                           | Учасник УНС в рідному селі. З осені 1944 року в лавах УПА. У 1947 р. перейшов на радянську Україну, легалізувався під прізвищем Фецьо. Живе на Львівщині. Репресований не був. |
| 188 | «Краян» Кравчук Іван                                      | на Холмщині                                                                                              | (?).1916                              | Чотовий                                                             | Месники-1                           | В лавах УПА з весни 1944 р. Літом 1945 р. направлений для підпільної роботи на Холмщину. Подальша доля невідома. |
| 189 | «Дубовик» Красник Григорій                                | с. Подемщина Любачівського повіту                                                                        | 13 липня 1923 — 8 липня 1947          | Стрілець                                                            | Месники-2                           | Син Івана і Катерини. В лавах УПА з весни 1945 р. 3 липня 1947 р. в Ряшеві засуджений до смертної кари. Там же страчений. |
| 190 | «Сук» Красуляк Іван                                       | м. Любачів                                                                                               | 22 червня 1919 — 21 квітня 1946       | Стрілець, жандарм                                                   | Месники-1                           | Закінчив 7 класів початкової школи. Рільник. 1941—1944 рр.- служив в українській поліції. Загинув у бою із спецвідділами НКВД на присілку Пискори біля с. Молодич Ярославського повіту. Похований в селі Молодич Ярославського повіту. |
| 191 | «Чорноморець» Красуляк Петро                              | (?) | (?).1921                              | Стрілець                                                            | Месники-2                           | В лавах УПА з весни 1945 р. Подальша доля невідома. |
| 192 | «Хміль» Криса Петро                                       | с. Піддубці Рава-Руського повіту, тепер с. Піддубне Львівської області                                   | (?).1922                              | Стрілець, політвиховник                                             | Месники-4                           | В лавах УПА з весни 1945 р. Літом 1947 р. перейшов на Україну, де і живе. |
| 193 | «Кочан» Кровцун Дмитро                                    | с. Хотилюб Любачівського повіту                                                                          | 10 жовтня 1926 — 27 грудня 1946       | Стрілець                                                            | Месники                             | Закінчив 4 класи початкової школи. Рільник. Загинув у засідці, влаштованій ВП на присілку Прокині біля с. Люблинця Нового. Похований у с. Люблинець Новий Любачівського повіту. |
| 194 | «Моряк» Круба Микола                                      | с. Нелипковичі Ярославського повіту                                                                      | (?).1924 — (?).09.1947                | Стрілець                                                            | Месники-4                           | Рільник. В лавах УПА з осені 1945 р., спочатку в СКВ «Медведя», пізніше в курені «Месники». Загинув у бою з солдатами ВП біля села Нова Гребля. |
| 195 | «Карий» Крупський Дмитро                                  | с. Люблинець Старий Любачівського повіту                                                                 | (?).1925                              | Стрілець, жандарм                                                   | Месники-2                           | Син Івана. Член ОУН з 1942 р. З осені 1944 р. в лавах УПА. 5 вересня 1947 р. схоплений у криївці біля села Монастир, заповненій паралітичним газом. 20 листопада 1947 р. в Ряшеві засуджений до смертної кари, 8 грудня 1947 р. — помилуваний (вирок замінено на довічне ув'язнення). Вирок відбував у Штумі. Звільнений у липні 1954 р. Живе у Польщі. |
| 196 | «Сніг» Круп'як Іван                                       | с. Лівча Любачівського повіту                                                                            | (?).1921 — 6 червня 1947              | Стрілець                                                            | Месники-2                           | В лавах УПА з весни 1945 р. Важко поранений наприкінці 1946 р. Загинув в обороні повстанської криївки в селі Журавці на Равщині, розірвав себе гранатою. |
| 197 | «Чорний» Круцько Євген                                    | с. Крупець Любачівського повіту                                                                          | (?).1921 — літо 1947                  | Стрілець                                                            | Месники-2                           | В лавах УПА з весни 1944 р. Загинув у бою з солдатами ВП. |
| 198 | «Карп», «Крет» Круцько Іван                               | с. Нове Село Любачівського повіту                                                                        | 18 червня 1923 — осінь 1995           | Стрілець                                                            | Месники-1                           | Син Михайла і Марії. З березня 1945 р. — в лавах УПА. 14 липня 1947 р. здався ВП. 27 серпня 1947 р. засуджений в Ряшеві на довічне ув'язнення. Звільнений літом 1956 р. Проживав в Єльонках біля Пасленка (Польща). |
| 199 | «Камінь», «Карпо» Кудрик Григорій                         | с. Кам'янка Лісова Рава-Руського повіту, тепер Львівська область                                         | 2 червня 1910 — 5 листопада 1947      | Стрілець, політвиховник                                             | Месники-1                           | Син Івана та Анастазії (з Демчинів). Закінчив Вчительську семінарію у Раві-Руській. Працював учителем у селі Лівча Любачівського повіту. 1932—1933 рр. — мобілізований до Війська Польського. У вересні 1939 р. мобілізований вдруге, учасник оборони Львова від німців. Під час війни вчителював у Лівчі, згодом — шкільний інспектор у Білгораї. 1942 р. звільнений з праці через стан здоров'я, повернувся у рідне село. Організував українську початкову школу, до літа 1944 р. — її керівник. Після приходу большевиків працював учителем початкової школи в Щеп'ятині Томашівського повіту. З квітня 1945 р. — у лавах УПА. З вересня 1945 р. до весни 1946 р. — на лікуванні, пізніше переведений у штаб 27 ТВ «Бастіон» і призначений помічником шефа канцелярії штабу «Ярого» — Степана Ханаса. Вів персональну евіденцію сотень куреня «Месники». Від 12 листопада 1946 р. до травня 1947 р. працював у законспірованому відділі канцелярії штабу у фільварку Дембіна в гміні Угнів Томашівського повіту. Саме тут за наказом командира УПА Воєнної Округи «Сян» пор. «Ореста» — Мирослава Онишкевича збирав і впорядковував матеріали про полеглих вояків УПА Тактичних Відтинків «Лемко», «Бастіон» і «Данилів». З початком акції «Вісла» перейшов у криївку районного провідника ОУН «Ручая» біля села Ульгівок Томашівського повіту. 22 вересня 1947 р. криївку захопили солдати ВП. Попав у полон. 8 жовтня 1947 р.- Військовим районним судом у Любліні засуджений до смертної кари. Вирок виконано у Замостю. Місце поховання не встановлено. |
| 200 | «Когут» Кузик Петро                                       | с. Брусно Нове Любачівського повіту                                                                      | 25 червня 1925 — 8 квітня 1945        | Стрілець                                                            | Месники-1                           | Закінчив 4 класи початкової школи. В лавах УПА з квітня 1944 р. Загинув у бою під час акції на с. В'язівницю. Місце поховання не встановлене. |
| 201 | «Коман» Кузіна Атанас                                     | с. Люблинець Новий Любачівського повіту                                                                  | (?).1914                              | Стрілець                                                            | Месники-2                           | Член ОУН з 1938 р. Учасник УНС в рідному селі. З осені 1944 р. — в лавах УПА. Восени 1947 р. перейшов на північні землі Польщі, легалізувався. Репресований не був. |
| 202 | «(?)» Кузіна Михайло                                      | с. Люблинець Старий Любачівського повіту                                                                 | (?).1927 — (?).06.1947                | Стрілець                                                            | Месники-2                           | Учасник УНС у рідному селі. З весни 1944 р. в лавах УПА. Загинув у бою з солдатами ВП у с. Вербиця. |
| 203 | «(?)» Кузьма Михайло                                      | с. Вербиця Рава-Руського повіту                                                                          | (?).1928 — 8 червня 1947              | Стрілець                                                            | Месники-3                           | Син Івана і Марії. До війни навчався у професійній школі у Раві-Руській. В лавах УПА з осені 1945 р. Загинув у бою з солдатами ВП у с. Вербиця. Похований у с. Вербиця Томашівського повіту. |
| 204 | «Кущак» Кузьо Микола                                      | с. Німстів Любачівського повіту                                                                          | 18 листопада 1917 — 2 березня 1945    | Стрілець, боєць 2-ї чоти                                            | Месники-2                           | В лавах УПА з 18 квітня 1944 р. Загинув у бою із спецвідділом НКВД у с. Грушка Томашівського повіту. Похований у с. Монастир Любачівського повіту. |
| 205 | «Горобець», «Діброва» Кулешко Павло Іванович              | с. Річиця Рава-Руського повіту                                                                           | 3 грудня 1926 — 1 жовтня 1947         | Стрілець                                                            | Месники-2                           | В лавах УПА з осені 1945 р. Схоплений солдатами ВП та засуджений до смертної кари. Страчений у Ряшеві. |
| 206 | «Лис» Кулик Михайло                                       | с. Німстів Любачівського повіту                                                                          | (?).1923                              | Стрілець, станичний, зв'язковий ОУН                                 | Месники-1                           | З осені 1944 р. в лавах УПА. Арештований 27 липня 1945 року. Засуджений до смертної кари, яку через два місяці змінено на тюремний термін. Вирок, майже 8 років, відбував у Вісничі Новім (Польща). Після звільнення виїхав в 1960 році до Америки. Проживає в Канаді. |
| 207 | «Ліщина» Кулочик Микола                                   | с. Підберезя                                                                                             | (?).1900 — 2 березня 1945             | Стрілець, боєць 1-ї чоти                                            | Месники-2                           | В лавах УПА з 25 лютого 1945 р. Загинув у бою із спецвідділом НКВД у с. Мриглоди Томашівського повіту. Похований у с. Монастир Любачівського повіту. |
| 208 | «Кузьма» Кульчицький Іван                                 | с. Гораєць Любачівського повіту                                                                          | 4 лютого 1912 — 23 вересня 1947       | Стрілець                                                            | Месники-2                           | Син Василя. В лавах УПА з весни 1945 р. 28 серпня 1947 р. в Любліні засуджений до смертної кари. Страчений у Замостю. |
| 209 | «Куб» Кунк Олекса                                         | с. Милків Любачівського повіту                                                                           | 5 березня 1923 — 2 березня 1945       | Стрілець, розвідник, боєць 1-ї чоти                                 | Месники-2                           | В лавах УПА з 5 квітня 1944 р. Загинув у бою із спецвідділом НКВД у с. Мриглоди Томашівського повіту. Похований у с. Монастир Любачівського повіту. |
| 210 | «Сорокатий» Куньо Микола                                  | м. Любачів                                                                                               | (?).1918                              | Ройовий                                                             | Месники-1                           | Член ОУН з 1936 р. За її наказом вступив на службу до німецького війська. З весни 1944 р.- в лавах УПА. Після її розформування влітку 1947 року перейшов кордон, 3 роки переховувався в криївці, потім легалізувався по чужому паспорту. Проживав у селі Звертів біля Львова, де і помер. |
| 211 | «Олень» Купецький Панько                                  | с. Оплітна Жовківського повіту, тепер Львівська область                                                  | 21 січня 1926 — 29 липня 1947         | Стрілець                                                            | Месники-2                           | Син Андрія і Катерини. В лавах УПА з осені 1944 р. Схоплений солдатами ВП. 25 липня 1947 р. в Ряшеві засуджений до смертної кари. Там же страчений. |
| 212 | «Гук» Курат Іван                                          | с. Старе Село (присілок Липина) Любачівського повіту                                                     | 15 січня 1922 — 2 березня 1945        | Стрілець, боєць 1-ї чоти                                            | Месники-2                           | В лавах УПА з 31 грудня 1944 р. Загинув у бою із спецвідділом НКВД у с. Мриглоди Томашівського повіту. Похований у с. Монастир Любачівського повіту. |
| 213 | «Крутій» Курило Максим                                    | с. Жуків Любачівського повіту                                                                            | 20 жовтня 1925 — 1 жовтня 1947        | Стрілець, політвиховник                                             | Месники-2                           | Син Івана та Анни. Член ОУН з 1940 р. З весни 1944 р. — в лавах УПА. Схоплений солдатами ВП. 10 вересня 1947 р. в Ряшеві засуджений до смертної кари. Там же страчений. |
| 214 | «Кучма» Куровський Євстахій                               | м. Львів                                                                                                 | (?).1913 — 21 квітня 1946             | Вістун                                                              | Месники-1                           | Закінчив 7 класів початкової школи. Механік. 1941—1944 рр. — служив в українській поліції. Загинув у бою із спецвідділами НКВД на присілку Пискорі біля Молодича Ярославського повіту. |
| 215 | «Карпо» Кушка Іван                                        | с. Жуків Любачівського повіту                                                                            | (?).1914                              | Стрілець                                                            | Сотня «Залізняка»                   | В лавах УПА з весни 1944 р. Після розформування куреня перейшов на Україну, де був заарештований і засуджений. Вирок відбував у таборах Сибіру. Після звільнення переїхав до Польщі. Жив на Бранєвщині, де і помер. |
| 216 | «(?)» Кущак Констянтин                                    | с. Люблинець Новий Любачівського повіту                                                                  | (?).1924                              | Стрілець                                                            | Месники-2                           | Учасник УНС в рідному селі. З весни 1945 р. — в лавах УПА. Перейшов на північні землі Польщі, легалізувався. Репресований не був. |
| 217 | «Джміль» Лабіш Павло                                      | с. Нове Село Любачівського повіту                                                                        | 26 грудня 1923                        | Стрілець                                                            | Месники-1                           | Син Василя та Єви. З березня 1946 р.- в лавах УПА. В березні 1947 р. відправлений на лікування до санпункту в с. Корні. 14 червня 1947 р. здався ВП. 6 вересня 1947 р. засуджений у Ряшеві на довічне ув'язнення. Подальша доля невідома. |
| 218 | «Буревій» Лашин Андрій                                    | с. Жуків Любачівського повіту                                                                            | (?).1920                              | Стрілець                                                            | Месники-2                           | В лавах УПА з весни 1944 р. Літом 1947 р. перейшов на Україну, був засуджений і засланий у Воркуту. Пізніше повернувся до Польщі, де працював на пошті. |
| 219 | «Левко» Лашин Іван                                        | с. Жуків Любачівського повіту                                                                            | (?)                                   | Стрілець                                                            | Месники-2                           | У вересні 1947 р. став на шлях зради, перейшов на бік ворога. Показав місце знаходження криївки, де перебував командир «Шум» та ще кілька стрільців. |
| 220 | «(?)» Левицький Микола                                    | с. Гораєць Любачівського повіту                                                                          | (?).1923                              | Стрілець                                                            | Месники-3                           | В лавах УПА з осені 1944 р. Через хворобу був звільнений із сотні. З 1946 р. — в Україні. |
| 221 | «Крук» Левко Григорій                                     | с. Кобильниця (?) Любачівського повіту                                                                   | (?).1917                              | Сотенний, хорунжий УПА                                              | Месники-4                           | Співорганізатор і учасник українського підпілля. З осені 1945 р. командир сотні «Месники-4» в курені «Месники». Восени 1947 р. з групою повстанців перейшов до американської окупаційної зони, де склали зброю. |
| 222 | «(?)» Левкович Михайло                                    | с. Люблинець Старий Любачівського повіту                                                                 | (?).1924 — 2 березня 1945             | Стрілець                                                            | Месники-2                           | В УПА від 2.11.1944 р. Загинув у бою із спецвідділом НКВД в с. Мриглоди Томашівського повіту. Похований у с. Монастир Любачівського повіту. |
| 223 | «Лев» Левчишин Іван                                       | с. Верхрата Рава-Руського повіту                                                                         | 12 травня 1915 — 28 листопада 1947    | Стрілець, жандарм                                                   | Месники-1, Месники-2                | Син Івана. Після закінчення початкової школи в рідному селі продовжує навчання у ремісничій школі в м. Раві-Руській. У 1939 р. з приходом большевиків переходить за Сян, а в 1941 р. повертається у рідне село і за наказом керівництва ОУН вступає в ряди української допоміжної поліції. З весни 1944 р. — в лавах УПА. Спочатку в сотні «Месники-1», а з листопада 1945 р. — в «Месники-2». 5 вересня 1947 р. схоплений солдатами ВП при викритті криївки командира «Шума» біля села Монастир, заповненій паралітичним газом. 17 листопада 1947 р. в Ряшеві засуджений до смертної кари. Там же страчений. |
| 224 | «Морозенко» Леськів Григорій                              | с. Гораєць Любачівського повіту                                                                          | 3 квітня 1921 — 24 липня 1947         | Стрілець                                                            | Месники-2                           | Син Івана і Катерини. Член ОУН з 1940 р. Учасник УНС у рідному селі. З весни 1944 р.- в лавах УПА. 16 липня 1947 р. в Ряшеві засуджений до смертної кари. Там же страчений. |
| 225 | «Литвин» Лижник Ілля                                      | с. Суха Воля Любачівського повіту                                                                        | 22 липня 1924 — 8 квітня 1945         | Стрілець, санітар                                                   | Месники-1                           | Закінчив 5 класів початкової школи. В лавах УПА з осені 1944 р. Загинув у бою під час акції на с. В'язівницю. Місце поховання не встановлене. |
| 226 | «Луг» Литвин Андрій                                       | с. Хотинець Яворівського повіту                                                                          | 21 січня 1922 — 11 грудня 1946        | Ст. стрілець, ройовий, командир 2-го рою 2-ї чоти                   | Месники-4                           | Закінчив 4 класи початкової школи. Рільник. В лавах УПА з весни 1945 р. Загинув у бою під час оборони повстанської криївки в лісі між селами Млини та Кобильниця. Похований на полі бою. |
| 227 | «Шурай» Литвин Михайло                                    | с. Борхів Любачівського повіту, тепер в гміні Олешичі                                                    | 29 вересня 1928 — 2 березня 1945      | Стрілець, боєць 1-ї чоти                                            | Месники-2                           | В лавах УПА з 29 вересня 1944 року. Загинув у бою із спецвідділом НКВД у с. Мриглоди Томашівського повіту. Похований у с. Монастир Любачівського повіту. |
| 228 | «Любас» Лихач Дмитро                                      | с. Суха Воля Любачівського повіту                                                                        | 21 жовтня 1921 — 2 березня 1945       | Стрілець, боєць 2-ї чоти                                            | Месники-2                           | В лавах УПА з 15 листопада 1944 р. Загинув у бою із спецвідділом НКВД у с. Грушка Томашівського повіту. Похований у с. Монастир Любачівського повіту. |
| 229 | «Бурлака» Лихач Іван                                      | с. Старе Село (присілок Липина) Любачівського повіту                                                     | 18 жовтня 1923                        | Стрілець                                                            | Месники-1, Месники-3                | Син Василя та Анни. В лавах УПА з листопада 1944 р., спочатку у сотні «Месники-1», пізніше — в «Месники-3». Після розформування сотні перебрався на північні землі Польщі. Виданий Василем Жуком, заарештований та засуджений на 15 років тюрми. Звільнений у 1956 р. Проживає на Перемишльщині. |
| 230 | «Черемош» Лициняк Іван                                    | с. Цетуля Ярославського повіту                                                                           | 20 квітня 1925 — 12 червня 1946       | Стрілець                                                            | Месники-2                           | Син Михайла і Параскевії. Закінчив 5 класів початкової школи. Рільник. В лавах УПА з весни 1945 р. Загинув від вибуху міни біля села Башня Горішня Любачівського повіту. Похований у с. Цетуля Ярославського повіту. |
| 231 | «(?)» Лісний Григорій                                     | с. Люблинець Новий Любачівського повіту                                                                  | (?).1923                              | Стрілець                                                            | Месники-2                           | В лавах УПА з 1945 р. Подальша доля невідома. |
| 232 | «Хомик» Лупач Осип                                        | с. Гійче Рава-Руського повіту, тепер у Жовківському районі Львівської області                            | 24 грудня 1923 — 2 березня 1945       | Стрілець, боєць 1-ї чоти                                            | Месники-2                           | В лавах УПА з 24 квітня 1944 року. Загинув у бою із спецвідділом НКВД у с. Мриглоди Томашівського повіту. Похований у с. Монастир Любачівського повіту. |
| 233 | «Калинович» Мазур Григорій                                | с. Карів Рава-Руського повіту, тепер Львівська область                                                   | 15 січня 1912 — 28 квітня 1949        | Сотенний, хорунжий УПА                                              | Месники-1                           | Син Василя та Пелагії. Член ОУН з 1936 р. З квітня 1944 р. в лавах УПА — сотня «Залізняка», де займав пост командира 4-ї повстанської чоти, чоти кіннотників. Після створення куреня «Месники» стає командиром 3-ї чоти сотні «М-3». З березня 1946 р.- командир сотні «М-1», діє на території Ярославщини, зокрема Синявщини, аж до розформування підрозділів УПА на Закерзонні. За час його командування жоден із його підрозділів не зазнав поразки. Всі бойові операції, проведені ним, відзначались значними перемогами над переважаючими силами ворога. У серпні 1947 р. під час переходу польсько-чеського кордону біля м. Рабки поранений у бою чеськими прикордонниками, захоплений у полон і переданий полякам. 10 січня 1949 р. в Ряшеві засуджений до смертної кари. Страчений у Варшаві. |
| 234 | «М'яч» Мазур Олекса                                       | с. Карів Рава-Руського повіту, тепер Львівська область                                                   | 3 квітня 1914 (?) — 2 березня 1945    | Чотовий, командир 1-ї чоти                                          | Месники-2                           | Син Василя та Пелагії. Старший (?) брат «Калиновича» — Григорія Мазура. Був одружений. 1941 р.- учасник похідних груп ОУН на Україну. В лавах УПА від 17 липня 1944 р. Закінчив у 1944 р. старшинський вишкіл УПА. Загинув у бою із спецвідділом НКВД у с. Мриглоди Томашівського повіту. Похований у с. Монастир Любачівського повіту. |
| 235 | «Гончаренко» Максимець Іван                               | с. Башня Горішня Любачівського повіту                                                                    | 26 червня 1926 — 13 серпня 1946       | Стрілець, кулеметник                                                | Месники-1                           | Закінчив 4 класи початкової школи. Рільник. В лавах УПА з весни 1945 р. Загинув у бою (потрапив на засідку ВП) на присілку Місуни біля Дібчі Ярославського повіту. Похований на присілку Місуни біля с. Дібчі Ярославського повіту. |
| 236 | «(?)» Макушка Григорій                                    | с. Жуків Любачівського повіту                                                                            | (?).1911                              | Стрілець                                                            | Месники-1                           | Виконував обов'язки курінного дяка. Дяк у рідному селі та організатор хорів у довколишніх селах. Член ОУН з 1936 р. Учасник УНС в рідному селі. 1941 р. учасник похідних груп на Східну Україну. З осені 1944 р.- в лавах УПА. 1947 р. після розформування куреня перейшов на терени Львівської області, де продовжив боротьбу в УПА. Загинув у с. Мокротин біля Жовкви. |
| 237 | «Мачуга» Макушка Іван                                     | с. Жуків Любачівського повіту                                                                            | 30 червня 1913 — 26 серпня 1947       | Стрілець                                                            | Месники-3                           | Син Ілька та Анни. Схоплений солдатами ВП. 14 серпня 1947 р. в Ряшеві засуджений до смертної кари. Там же страчений. |
| 238 | «Жук» Малиш Іван                                          | с. Млини Яворівського повіту                                                                             | 13 липня 1922 — 5 червня 1946         | Стрілець                                                            | Месники-2                           | Закінчив 4 класи початкової школи. Рільник. Загинув у бою в лісі біля с. Вербиця Томашівського повіту під час облави, влаштованої ВП. Похований у с. Корні Томашівського повіту. |
| 239 | «Мурин» Маркевич Степан                                   | с. Німстів Любачівського повіту                                                                          | (?).1923                              | Стрілець                                                            | Сотня «Залізняка»                   | Виконував обов'язки особистого охоронця командира «Залізняка». Член ОУН з 1940 р. З весни 1944 р.- в лавах УПА. Восени 1947 р. зі зброєю в руках перейшов до американської окупаційної зони в Німеччині. Живе в Австралії. |
| 240 | «Маєвий» Мартинець Ярослав                                | с. Вербиця Рава-Руського повіту                                                                          | 1 лютого 1929 — 16 липня 1946         | Стрілець                                                            | Месники-4                           | Закінчив 5 класів початкової школи. Рільник. Загинув у селі Диків Любачівського повіту. Похований біля лісничівки на присілку Ходані. |
| 241 | «Вітер» Мац Юрій                                          | с. Молодич Ярославського повіту                                                                          | (?).1922 — літо 1947                  | Стрілець                                                            | Месники-1                           | Син Івана і Параскевії. В лавах УПА з весни 1945 р. Під час бою у селі Молодич був поранений в ноги. Щоб не попасти в руки ворога, розірвав себе гранатою. Похований також в рідному селі. |
| 242 | «(?)» Мацелко                                             | с. Коровиця (?) Любачівського повіту                                                                     | (?).1919 — (?).11.1944                | Стрілець                                                            | Сотня «Залізняка»                   | В лавах УПА з весни 1944 р. Загинув під час бою із підрозділами НКВД біля села Потоки. |
| 243 | «Мономах» Мацелко Михайло                                 | (?) | (?).1917                              | Стрілець, лікар                                                     | Месники-3                           | В лавах УПА з весни 1944 р. Літом 1946 р. перейшов на Україну. Подальша доля невідома. |
| 244 | «Вітер» Мацько Дмитро                                     | с. Нове Село Любачівського повіту                                                                        | 27 серпня 1925 — 21 квітня 1946       | Стрілець, кулеметник                                                | Месники-1                           | Закінчив 4 класи початкової школи. Рільник. Під час війни — член 1-ї української дивізії УНА «Галичина». Загинув у бою із спецвідділами НКВД на присілку Пискорі біля Молодича Ярославського повіту. Похований в с. Молодич Ярославського повіту. |
| 245 | «Шпак» Мелех Петро                                        | с. Заліська Воля Ярославського повіту                                                                    | 7 серпня 1926 — 10 червня 1947        | Стрілець                                                            | Месники-4                           | Син Теодора та Марії. В лавах УПА з осені 1945 р. Схоплений солдатами ВП. 25 липня 1947 р. в Ряшеві засуджений до смертної кари і, (за непідтвердженим джерелом інформації), того самого дня страчений. |
| 246 | «Борис» Милинь Дмитро                                     | с. Млини Яворівського повіту                                                                             | 12 жовтня 1926 — 21 травня 1946       | Стрілець                                                            | Месники                             | Закінчив 5 класів початкової школи. Рільник. Загинув під час атаки ВП на Люблинецький ліс. Похований в с. Люблинець Новий Любачівського повіту. |
| 247 | «(?)» Мислик Григорій                                     | с. Люблинець Новий Любачівського повіту                                                                  | (?).1921 — (?).07.1947                | Стрілець                                                            | Месники-1                           | Учасник УНС в рідному селі. З осені 1944 р.- в лавах УПА. Загинув у бою з солдатами ВП біля с. Сусець (?). |
| 248 | «Козачук» Митко Дмитро                                    | м. Любачів                                                                                               | 22 жовтня 1920 — 2 березня 1945       | Стрілець, боєць 2-ї чоти                                            | Месники-2                           | В лавах УПА з 14 лютого 1945 р. Загинув у бою із спецвідділом НКВД у с. Грушка Томашівського повіту. Похований в с. Монастир Любачівського повіту. |
| 249 | «Мідь» Митко Дмитро                                       | с. Люблинець Новий Любачівського повіту                                                                  | 26 серпня 1912 — 8 квітня 1945        | Стрілець                                                            | Месники-1                           | Закінчив 6 класів початкової школи. Член ОУН з 1938 р. Співорганізатор УНС в рідному селі. В лавах УПА з осені 1944 р. Загинув у бою під час акції на с. В'язівницю. Місце поховання не встановлене. |
| 250 | «Мак» Митко Іван                                          | с. Люблинець Новий Любачівського повіту                                                                  | (?).1922 — 8 січня 1945               | Стрілець                                                            | Месники-1                           | 1942-1943 рр. — навчався у механічній школі в Любачеві. З осені 1943 р. мобілізований до «баудінсту», звідки весною 1944 р. втік. Під час втечі поранений у ногу польськими партизанами. З осені 1944 р.- в лавах УПА. Загинув у бою із спецвідділами НКВД на присілку Люблинця Нового — Тепилах. |
| 251 | «Липа» Михайлушко Михайло                                 | с. Червона Воля Ярославського повіту                                                                     | 12 вересня 1920                       | Стрілець                                                            | Месники-4, Месники-1                | Син Степана та Софії. З 15 листопада 1945 р.- в лавах УПА, сотня «Месники-4», від грудня 1946 р.- сотня «Месники-1». 1 червня 1947 р. здався ВП і співпрацював з ним у боротьбі проти УПА. 3 вересня 1947 р. засуджений на 10 років ув'язнення. Подальша доля невідома. |
| 252 | «Голуб» Михалович Михайло                                 | с. Краковець Яворівського повіту, тепер Львівська область                                                | (?) — 24 жовтня 1945                  | Чотовий                                                             | Месники-3                           | Закінчив 7 класів початкової і 3 класи — професійної школи. Загинув під час акції на Кобильницю Любачівського повіту у бою з ВП. Місце поховання не встановлене. |
| 253 | «Байда» Мозіль Микола                                     | м. Олешичі Любачівського повіту                                                                          | 30 червня 1916 — 15 лютого 1946       | Чотовий                                                             | Месники-1                           | Закінчив 6 класів початкової школи. Працював у торгівлі. 1939 р. — стрілець у Війську Польському, а з 1941 р.- десятник в Українському Легіоні. В лавах УПА з весни 1944 р. Загинув у бою з солдатами ВП на присілку Заставні біля Молодича Ярославського повіту. Похований у с. Молодич Ярославського повіту. |
| 254 | «Махно» Молодівець Степан                                 | с. Коровиця Лісова Любачівського повіту                                                                  | 23 липня 1914 — 2 березня 1945        | Стрілець, санітар, боєць 1-ї чоти                                   | Месники-2                           | В лавах УПА з 23 січня 1945 року. Загинув у бою із спецвідділом НКВД у с. Мриглоди Томашівського повіту. Похований у с. Монастир Любачівського повіту. |
| 255 | «Мак» Молодовець Володимир                                | с. Гута Стара Любачівського повіту                                                                       | (?)1918                               | Стрілець                                                            | Месники-1                           | З початком війни на службі в українській допоміжній поліції. З весни 1944 р. — в лавах УПА. Літом 1947 р. перейшов на Україну. Подальша доля невідома. |
| 256 | «Кіс» Молодовець Григорій                                 | с. Брусно (?) Любачівського повіту                                                                       | 1 жовтня 1922 — 17 жовтня 1947        | Стрілець, кулеметник                                                | Месники-2                           | Син Михайла. В лавах УПА з весни 1944 р. Схоплений солдатами ВП. 25 липня 1947 р. в Ряшеві засуджений до смертної кари. Там же страчений. |
| 257 | «Буревій» Молодовець (Молдавець) Степан                   | с. Лівча Любачівського повіту                                                                            | (?)1921 — (?).06.1947                 | Стрілець                                                            | Месники-2                           | В лавах УПА з осені 1944 р. Загинув у бою з солдатами ВП в селі Корні Томашівського повіту. Похований там же. |
| 258 | «Мак» Москалюк Іван                                       | с. Шельпаки Збаражського повіту, тепер в Підволочиському районі Тернопільської області                   | 18 січня 1922 — 26 вересня 1947       | Стрілець                                                            | Месники-1                           | Син Петра. Закінчив середню школу. З початком війни на службі в українській допоміжній поліції. З весни 1944 р. — в лавах УПА. В 1945 р. був важко поранений в легені, лікувався у Верхраті. Після розформування куреня в 1947 р. разом з двома повстанцями пішов на «Східні Пруси». 26 вересня 1947 р. в с. Тужа Вєлька Дзялдовського повіту, під час спроби міліції затримати їх, отримав поранення і застрелився з автомата ППШ. Один із повстанців утік, другого зловили. Похований в м. Дзялдово на Ольштинщині, Польща. |
| 259 | «Байда» Мох (Мах) Степан                                  | с. Старе Село (присілок Липина) Любачівського повіту                                                     | 23 квітня 1922 — 1 серпня 1946        | Стрілець, снайпер                                                   | Месники-3                           | Закінчив 4 класи початкової школи. Рільник. В лавах УПА з весни 1945 р. Загинув у бою з солдатами ВП біля села Забіла Любачівського повіту. Похований в с. Старе Село Любачівського повіту. |
| 260 | «Мурава» Мричко                                           | с. Нове Село Любачівського повіту                                                                        | 1 жовтня 1910 — 22 листопада 1945     | Вістун, ланковий                                                    | Месники-3                           | Закінчив 7 класів початкової школи. Загинув у Сурохові Ярославського повіту під час акції на залізничний міст на річці Шкло. Місце поховання не встановлене. |
| 261 | «Малина» Мричко Семен (Осип)                              | с. Нове Село Любачівського повіту                                                                        | 8 серпня 1921 — 22 листопада 1946     | Вістун, санітар                                                     | Месники-3                           | Закінчив 6 класів початкової школи. Рільник. В лавах УПА з весни 1944 р. Важко пораненого у бою в селі Молодич Ярославського повіту, його забрали вояки ВП до Жапалова, де помер. Похований в с. Жапалів Ярославського повіту. |
| 262 | «Крутій» Мудрий Михайло                                   | с. Діброва Любачівського повіту                                                                          | 15 листопада 1922 — 2 березня 1945    | Стрілець, боєць 2-ї чоти                                            | Месники-2                           | В лавах УПА з 15 лютого 1945 р. Загинув у бою із спецвідділом НКВД у с. Грушка Томашівського повіту. Похований у с. Монастир Любачівського повіту. |
| 263 | «Черемош» Назар Дмитро                                    | с. Вербиця Рава-Руського повіту                                                                          | (?).1915 — 29 жовтня 1947             | Стрілець                                                            | Месники-2                           | В лавах УПА з весни 1944 р. 10 жовтня 1947 р. заарештований і засуджений до смертної кари. Страчений у Замостю. |
| 264 | «Кулик» Невдячний Льонгин                                 | с. Лази Ярославського повіту                                                                             | 10 липня 1927 — 20 травня 1946        | Стрілець                                                            | Месники-2                           | Закінчив 4 класи початкової школи. Рільник. В лавах УПА з весни 1945 р. Важко поранений під час бою з ВП. Застрелився, щоб не попасти в руки ворога. Похований в с. Люблинець Новий Любачівського повіту. |
| 265 | «Нерва» Никеруй Михайло                                   | с. Дібча Ярославського повіту                                                                            | (?).1926 — (?).1956                   | Стрілець                                                            | Месники-1                           | В 1942—1944 рр. навчався в Українській торговельній школі м. Ярослава. З весни 1945 р.- в лавах УПА. В 1946 р. під час одного з боїв поранений, лікувався. Повернувся у відділ. Заарештований та засуджений на довічне ув'язнення. Вирок відбував у Барчеві. Звільнений 1955 р., повернувся до Перемишля. Був одружений. Загинув трагічно. |
| 266 | «Жарко» Оверко Василь                                     | с. Жуків Любачівського повіту                                                                            | (?).1922 — (?).1948                   | Стрілець                                                            | Месники-2                           | В лавах УПА від осені 1944 р. Засуджений до смертної кари і страчений в Ольштині. |
| 267 | «Оріх» Оверко Дмитро                                      | с. Люблинець Старий Любачівського повіту                                                                 | (?).1921 — (?).09.1947                | Стрілець                                                            | Месники-3                           | В лавах УПА від осені 1944 р. Загинув у бою з солдатами ВП біля с. Вовчі Ями. |
| 268 | «Оріх» Одинець Василь                                     | м. Яготин на Полтавщині, тепер районний центр Київської області                                          | 1 лютого 1912 — 11 червня 1947        | Чотовий                                                             | Месники-4                           | В лавах УПА від весни 1944 р. Схоплений солдатами ВП. 11 червня 1947 р. в Ряшеві засуджений до смертної кари. Там же страчений. |
| 269 | «Ґонта» Ожібко Іван                                       | с. Хотинець Яворівського повіту                                                                          | (?).1927 — (?).1946                   | Стрілець                                                            | Месники-4                           | В лавах УПА від осені 1945 р. Загинув у бою з солдатами в с. Ніновичі. |
| 270 | «Олень» Омелян Володимир                                  | с. Піддубці Рава-Руського повіту, тепер с. Піддубне Львівської області                                   | 10 квітня 1925 — 1 жовтня 1947        | Стрілець, кулеметник                                                | Месники-2                           | Син Василя та Параскевії. В лавах УПА з весни 1945 р. 10 вересня 1947 р. в Ряшеві засуджений до смертної кари. Там же страчений. |
| 271 | «Груша» Онишко Степан                                     | с. Дахнів Любачівського повіту                                                                           | 8 жовтня 1921 — 24 липня 1947         | Стрілець, кулеметник                                                | Месники-3                           | Син Василя та Катерини. Член ОУН з 1941 р. Під час війни — член 1-ї української дивізії УНА «Галичина». Учасник бою під Бродами. З осені 1944 р. в лавах УПА. Схоплений солдатами ВП. 11 липня 1947 р. в Ряшеві засуджений до смертної кари. Там же страчений. |
| 272 | «Точило» Онишко Теодор                                    | с. Суха Воля (присілок Онишки) Любачівського повіту                                                      | 25 лютого 1917 — 22 листопада 1946    | Вістун, ройовий                                                     | Месники-1                           | Закінчив 4 класи початкової школи. Кравець. 1941—1944 рр. служив в українській поліції. Загинув у с. Молодич, де перебував на лікуванні. |
| 273 | «Крук» Охрін Степан                                       | с. Вербиця Рава-Руського повіту                                                                          | (?).1929 — 8 червня 1947              | Стрілець                                                            | Месники-3                           | В лавах УПА з осені 1945 р. Загинув у бою з солдатами ВП в с. Вербиця. Похований в с. Вербиця Томашівського повіту. |
| 274 | «Дунай» Паламар Семен                                     | с. Башня (?) Любачівського повіту                                                                        | (?).1922 — 5 вересня 1947             | Стрілець                                                            | Месники-2                           | В лавах УПА з осені 1944 р. Загинув у криївці біля с. Монастир, заповненій паралітичним газом. |
| 275 | «Шпрота» Паливода Петро                                   | на Грубешівщині                                                                                          | (?).1922 — літо 1947                  | Ройовий                                                             | Месники-1                           | В лавах УПА з весни 1944 р. Загинув у бою з солдатами ВП на Синявщині. |
| 276 | «(?)» Палчинський Юрій                                    | с. Нове Село Любачівського повіту                                                                        | (?).1926 — (?).04.1947                | Стрілець                                                            | Месники-1                           | В лавах УПА з осені 1944 р. Схоплений солдатами ВП. Засуджений і страчений у Ряшеві. |
| 277 | «Павлюк» Палюшок Михайло                                  | с. Вербиця Рава-Руського повіту                                                                          | (?).1930                              | Стрілець                                                            | Месники-3                           | З осені 1945 р.- в лавах УПА. В червні 1947 р. схоплений солдатами ВП та засуджений до смертної кари, але, з огляду на молодий вік, вирок замінено на 10 років тюрми. Вирок відбував у Вісничу Новім. Звільнений у травні 1953 р. Пізніше мобілізований до польського війська і відправлений на вугільні шахти, де відпрацював два роки. Живе у Польщі. |
| 278 | «Чуйкевич» Палюшок (Полюшок) Теодор (Федір Павлович)      | с. Вербиця (присілок Вілька Вербицька) Рава-Руського повіту                                              | 24 червня 1928                        | Стрілець                                                            | Месники-3                           | Син Павла та Марії. Учасник УНС у рідному селі. З березня 1945 р. — в лавах УПА. Вишкіл проходив під Милковом. У лютому 1947 р. відправлений на лікування від запалення легенів у м. Олешичі, де був схоплений солдатами ВП. 22 квітня 1947 р. у Перемишлі засуджений до смертної кари, замінену згодом на 15 років тюрми. У вересні 1947 р. відправлений на територію УРСР, у м. Львів, тюрма Лонцького. Пізніше — табори Архангельської області і Казахстану. Звільнений у червні 1954 р. Проживає у Львові. |
| 279 | «Вулан» Панасик Іван                                      | с. Люблинець Новий Любачівського повіту                                                                  | (?).1923 — 2 березня 1945             | Стрілець                                                            | Месники-2                           | Член ОУН з 1942 р. Учасник УНС в рідному селі. З 2 листопада 1944 р.- в лавах УПА. Загинув у бою із спецвідділом НКВД в с. Мриглоди Томашівського повіту. Похований в с. Монастир Любачівського повіту. |
| 280 | «(?)» Паралюх Григорій                                    | с. Люблинець Новий Любачівського повіту                                                                  | (?).1924 — 2 березня 1945             | Стрілець                                                            | Месники-2                           | В УПА від 2.11.1944 р. Загинув у бою із спецвідділом НКВД в с. Мриглоди Томашівського повіту. Похований в с. Монастир Любачівського повіту. |
| 281 | «Мур» Пасемко Іван                                        | с. Заліська Воля Ярославського повіту                                                                    | (?).1925 — (?).09.1947                | Стрілець, жандарм                                                   | Месники-4                           | В лавах УПА з осені 1945 р. Загинув у бою з солдатами ВП між селами Заліська Воля та Ніновичі. |
| 282 | «Піп» Пастернак Дмитро                                    | с. Люблинець Старий Любачівського повіту                                                                 | (?).1924                              | Стрілець, розвідник                                                 | Месники-3                           | Учасник УНС в рідному селі. В лавах УПА з осені 1944 р. Дезертирував із сотні. Проживав біля Гданська у Польщі. |
| 283 | «Пилип» Патрила Іван                                      | с. Хотилюб Любачівського повіту                                                                          | 14 квітня 1920 — 19 листопада 1946    | Вістун, жандарм                                                     |                                     | Закінчив 4 класи початкової школи. Рільник. Під час війни — член 1-ї української дивізії УНА «Галичина». Загинув у бою з солдатами ВП у с. Ветлин Ярославського повіту. Важко поранений, підірвав себе гранатою, щоб не попасти в руки ворога. Похований у с. Ветлин Ярославського повіту. |
| 284 | «Птах» Пилипець Іван                                      | с. Люблинець Новий Любачівського повіту                                                                  | 12 березня 1914 — 21 квітня 1946      | Ройовий                                                             | Месники-1                           | Закінчив 4 класи початкової школи. Рільник. 1935 р. — служив у Війську Польському. Член ОУН з 1938 р. Співорганізатор і учасник УНС в рідному селі. З осені 1944 р. — в лавах УПА. Загинув у бою із спецвідділами НКВД на присілку Пискори біля Молодича Ярославського повіту. Похований у с. Молодич Ярославського повіту. |
| 285 | «(?)» Пилипцьо Іван                                       | с. Люблинець Старий Любачівського повіту                                                                 | (?).1924 — 2 березня 1945             | Стрілець                                                            | Месники-2                           | В УПА від 2.11.1944 р. Загинув у бою із спецвідділом НКВД в с. Мриглоди Томашівського повіту. Похований у с. Монастир Любачівського повіту. |
| 286 | «Сталевий» Пирко Степан (Василь)                          | с. Лівча Любачівського повіту                                                                            | 1 лютого 1922                         | Стрілець, охоронець                                                 | Сотня «Залізняка», Месники          | З початком війни на службі в українській допоміжній поліції. З весни 1944 р. — в лавах УПА. Служив в охороні командира «Залізняка». Живе у США. |
| 287 | «Горошко» Пирч Іван                                       | с. Запрекопя Любачівського повіту                                                                        | 23 червня 1923 — 28 жовтня 1948       | Стрілець, кулеметник                                                | Месники-3                           | Син Петра та Пелагії. Учасник бою на лісничівці Крива Палка (був поранений). 1947 р. разом з іншими повстанцями пробивався рейдом на Захід через Словаччину. 19 листопада 1947 р. на території Чехословаччини, в селі Мале Штахлє, попав у полон. 21 травня 1948 р. був депортований до Польщі. 7 вересня 1948 р. засуджений у Ряшеві до смертної кари. Страчений у Перемишлі. |
| 288 | «Пилип» Питулай Олександр                                 | с. Нове Село Любачівського повіту                                                                        | (?).1921 — літо 1947                  | Стрілець                                                            | Месники-1                           | З 1942 р. на службі в українській допоміжній поліції. З весни 1944 р.- в лавах УПА. Загинув у бою з солдатами ВП на Синявщині. |
| 289 | «Пуд» Піддубчишин Василь Тимофійович                      | с. Карів Рава-Руського повіту, тепер Львівська область                                                   | 23 липня 1913 — 2 березня 1945        | Бунчужний, командир рою 1-ї чоти                                    | Месники-2                           | Син Тимка та Анастазії. 1942—1943 рр. служив в українській поліції. В лавах УПА з 18 лип.ня 1944 р. Загинув у бою із спецвідділом НКВД у с. Мриглоди Томашівського повіту. Похований у с. Монастир Любачівського повіту. |
| 290 | «Опанас» Піддубчишин Михайло                              | с. Карів Рава-Руського повіту, тепер Львівська область                                                   | (?).1919 — 29 жовтня 1947             | Стрілець                                                            | Месники-2                           | Син Атанасія та Марії. Проживав у с. Вербиці Томашівського повіту. З весни 1944 р.- в лавах УПА. Після розформування куреня переховувався разом з п'ятьма повстанцями. В жовтні 1947 р. двоє з них добровільно здалися ВП, видавши місце криївки. 10.10.1947 р.- засуджений до смертної кари. Страчений у Томашеві Любельському. |
| 291 | «Малий» Піддубчишин Павло                                 | с. Карів Рава-Руського повіту, тепер Львівська область                                                   | (?).1923 — літо 1946                  | Стрілець                                                            | Месники-2                           | Син Атанасія та Марії. Брат Михайла Піддубчишина. В лавах УПА з весни 1944 р. Загинув у бою з солдатами ВП в лісі під с. Новосілки біля Угніва. |
| 292 | «Мило» Піпка Олександр                                    | с. Улазів Любачівського повіту                                                                           | (?).1922 — (?).09.1947                | Стрілець                                                            | Месники-2                           | Член ОУН з 1939 р. З весни 1944 р. — в лавах УПА. У сотні командира «Залізняка» виконував обов'язки особистого охоронця. Загинув у бою з солдатами ВП біля с. Монастир. |
| 293 | «Птах» Піпка Петро                                        | с. Німстів Любачівського повіту                                                                          | 4 грудня 1920 — 2 березня 1945        | Стрілець, боєць 2-ї чоти                                            | Месники-2                           | В лавах УПА з 1 листопада 1944 р. Загинув у бою із спецвідділом НКВД у с. Грушка Томашівського повіту. Похований у с. Монастир Любачівського повіту. |
| 294 | «Перстень» Плаксій Михайло                                | с. Улазів Любачівського повіту                                                                           | (?).1920 — 15 травня 1944             | Стрілець                                                            | Месники-1                           | Закінчив 4 класи початкової школи. В лавах УПА від 1 квітня 1944 р. Загинув у бою з калмицькими підрозділами німецької армії біля Нового Села. Похований у с. Нове Село Любачівського повіту. |
| 295 | «Орел» Подільчак Дмитро                                   | с. Коровиця Голодівська Любачівського повіту                                                             | 8 листопада 1923 — 30 травня 1946     | Стрілець, жандарм                                                   | Месники-3                           | Закінчив 5 класів початкової школи. Рільник. В лавах УПА з весни 1944 р. Загинув у засідці біля Старого Села Любачівського повіту, влаштованій ВП. Важко поранений, застрілився. Похований у лісі біля присілка Щебивовки с. Сурмачівка. |
| 296 | «Дон» Пона Михайло                                        | с. Хотинець Яворівського повіту                                                                          | (?).1920                              | Ройовий, командир 3-го рою 1-ї чоти                                 | Месники-4                           | Організатор підпільних збройних формувань ОУН-УПА в 1942—1944 рр. Восени 1945 р. разом з командиром «Круком» організовує сотню «Месники-4» в курені «Месники» і від початку й до її розформування займає пост командира 3-го рою 1-ї чоти командира «Влодка». Після розформування сотні разом з іншими повстанцями зі зброєю переходить на радянську Україну. Заарештований на Львівщині у липні 1955 р. і в березні 1956 р. переданий Польщі. Засуджений у Варшаві на 10 років ув'язнення. Попав під амністію і в липні 1956 р. звільнений. Живе у Польщі. |
| 297 | «Залізняк» Пона Петро                                     | с. Хотинець Яворівського повіту                                                                          | (?).1926                              | Стрілець, жандарм                                                   | Месники-4                           | В 1942—1944 рр. навчався в Українській торговельній школі в м. Ярославі. З осені 1945 р. — в лавах УПА. Літом 1946 р. — важко поранений у бою з солдатами ВП біля присілка Халупки, що недалеко Заліської Волі. Заарештований на північних землях Польщі та засуджений на довічне ув'язнення. Вирок відбував від 1949 р. у Барчеві та Стшельцах Опольських. Звільнений восени 1958 року. |
| 298 | «Прут» Порада Василь                                      | м. Любачів                                                                                               | 12 жовтня 1922 — 22 листопада 1945    | Стрілець, політвиховник                                             | Месники-3                           | Закінчив 7 класів початкової школи і 1 клас торговельної школи. 1943 р. — боєць 1-ї української дивізії УНА «Галичина». Загинув у Сурохові Ярославського повіту під час акції на залізничний міст на річці Шкло. Місце поховання не встановлене. |
| 299 | «(?)» Поцюх Степан                                        | с. Люблинець Новий Любачівського повіту                                                                  | (?).1921 — 15 лютого 1946             | Стрілець                                                            | Месники-1                           | Учасник УНС в рідному селі. З осені 1944 р. — в лавах УПА. Загинув у бою з солдатами ВП на присілку Заставні біля Молодича Ярославського повіту. |
| 300 | «Степовий» Притула Григорій                               | с. Вербиця Рава-Руського повіту                                                                          | (?).1916                              | Стрілець                                                            | ?                                   | Від жовтня 1942 р. до червня 1943 р. на примусовій роботі в «баудінсті» — будівельному німецькому формуванні. З лютого 1944 р. в лавах УПА — сотня «Бродяги», курінь «Галайди», сотня «Скали», курінь «Ореста», згодом — курінь «Месники». В липні 1950 р.- заарештований на західних землях Польщі та засуджений на 15 років тюрми. Вирок відбував у Вронках і Рацібожу. Звільнений весною 1956 р. |
| 301 | «Май» Притула Михайло                                     | с. Вербиця Рава-Руського повіту                                                                          | (?).1929                              | Стрілець                                                            | Месники-3                           | В лавах УПА з березня 1946 р. У червні 1946 р. схоплений солдатами ВП біля с. Радави на Ярославщині. Засуджений у Ряшеві на 10 років ув'язнення. Вирок відбував у Ряшеві, Штумі та Явожні. Звільнений у грудні 1951 р. Проживає на Бранєвщині — Польща. |
| 302 | «Юр» Притула Роман                                        | с. Вербиця Рава-Руського повіту                                                                          | (?).1927 — 10 червня 1947             | Стрілець                                                            | Месники-3                           | Син Семена. Рільник. В лавах УПА з весни 1945 р. Загинув у бою з солдатами ВП у с. Корні. |
| 303 | «Пух» Притула Яремко                                      | с. Голе Равське Рава-Руського повіту, тепер с. Равське в Жовківському районі Львівської області          | 22 липня 1911 — 11 березня 1946       | Стрілець, інтендант                                                 | Месники-3                           | Закінчив 4 класи початкової школи. Рільник. 1933 р.- стрілець у Війську Польському. 1941—1944 рр.- в українській поліції. Загинув у селі Фельдбах біля Кобильниці Руської під час засідки, влаштованої чотою «Бича» на відділ ВП. Похований у с. М'якиш Новий Ярославського повіту, тепер Польща. |
| 304 | «Турчин» Прут Роман                                       | с. Піддубці Рава-Руського повіту, тепер с. Піддубне в Сокальському районі Львівської області             | 10 червня 1910 — 5 червня 1946        | Вістун, ройовий                                                     | Месники-2                           | Закінчив 4 класи початкової школи. Рільник. 1941—1944 рр. служив в українській поліції. Загинув у бою в лісі біля с. Вербиця під час облави, влаштованої ВП. Похований в с. Корні Томашівського повіту, тепер Польща. |
| 305 | «Зубатий» Пука Василь                                     | м. Любачів                                                                                               | 11 лютого 1923 — 21 квітня 1946       | Ройовий                                                             | Месники-1                           | Закінчив 7 класів початкової школи. Швець. В лавах УПА з весни 1944 р. Загинув у бою із спецвідділами НКВД на присілку Пискори біля Молодича. Похований у с. Молодич Ярославського повіту, тепер Польща. |
| 306 | «Пень» Пушкар Микола                                      | с. Вербиця Рава-Руського повіту                                                                          | 15 грудня 1905 — 2 березня 1945       | Ройовий, командир рою 1-ї чоти                                      | Месники-2                           | В лавах УПА з 1 квітня 1944 р. Загинув у бою із спецвідділом НКВД у с. Мриглоди Томашівського повіту. Похований у с. Монастир Любачівського повіту. |
| 307 | «Шурко» Пушкар Ярослав                                    | с. Вербиця Рава-Руського повіту                                                                          | 2 квітня 1927 — 5 червня 1946         | Ст. стрілець, санітар                                               | Месники-2                           | Син Стефана. Закінчив 6 класів початкової школи. Рільник. Загинув у бою в лісі біля с. Вербиця під час облави, влаштованої ВП. Похований у с. Вербиця Томашівського повіту. |
| 308 | «Ротмир» Равський Іван                                    | с. Люблинець Старий Любачівського повіту                                                                 | 27 лютого 1917 — 26 серпня 1947       | Ройовий                                                             | Месники-1                           | Син Григорія і Єви. Член ОУН з 1938 р. та організатор підпільних структур ОУН-УПА на Любачівщині. Учасник УНС в рідному селі. З весни 1944 р. — в лавах УПА. Схоплений солдатами ВП. 11 серпня 1947 р. в Ряшеві засуджений до смертної кари. Там же страчений. |
| 309 | «Рудий» Равський Микола                                   | с. Люблинець Старий Любачівського повіту                                                                 | (?).1925                              | Стрілець                                                            | Месники-1                           | Учасник УНС у рідному селі. З осені 1944 р. — в лавах УПА. В бою з солдатами ВП на присілку Заставні біля Молодича поранений. У 1948 р. заарештований на західних землях Польщі та засуджений до 10 років ув'язнення. Вирок відбував у Голєнові. Звільнений у 1953 році. |
| 310 | «Рура» Равчак Андрій                                      | с. Люблинець Старий Любачівського повіту                                                                 | (?).1923 — (?).06.1947                | Стрілець                                                            | Месники-2                           | Член ОУН з 1942 р. Учасник УНС в рідному селі. З осені 1944 р.- в лавах УПА. Загинув у бою з солдатами ВП у с. Журавці Томашівського повіту. |
| 311 | «Шумний» Ревакович Володимир                              | с. Буців Перемишльського повіту, тепер в Мостиському районі Львівської області                           | 20 липня 1917 — (?).1986              | Стрілець                                                            | Месники-2                           | В лавах УПА від весни 1944 р. Літом 1947 р. при переході польсько-чеського кордону у Чехословаччині був поранений, захоплений у полон і переданий Польщі. Засуджений у Ряшеві до смертної кари, яку замінено на довічне ув'язнення. Вирок відбував у в'язниці в Голєнові. Звільнений літом 1956 р. Одружився і проживав у Ліцбарку Вармінськім. |
| 312 | «Гора» Рибель Василь                                      | м. Любачів                                                                                               | 11 лютого 1923 — 22 листопада 1945    | Стрілець                                                            | Месники-3                           | Закінчив 4 класи початкової школи. Рільник. Загинув у Сурохові Ярославського повіту під час акції на залізничний міст на річці Шкло. Місце поховання не встановлене. |
| 313 | «Хміль» Романик Іван                                      | с. Млини Яворівського повіту                                                                             | 16 лютого 1924 — 9 квітня 1946        | Стрілець, кулеметник                                                | Месники-3                           | Закінчив 6 класів початкової школи. Рільник. У лавах УПА з весни 1945 р. Загинув у бою із спецвідділами військ НКВД на присілку Мельники біля с. Кобильниці Руської Любачівського повіту. Похований на присілку Мельники біля с. Кобильниці Руської Любачівського повіту. |
| 314 | «Риба» Рошко Іван                                         | с. Башня Долішня Любачівського повіту, тепер в гміні Любачів                                             | 25 січня 1925 — 2 березня 1945        | Стрілець, боєць 2-ї чоти                                            | Месники-2                           | В лавах УПА з 1 січня 1944 р. Загинув у бою із спецвідділом НКВД у с. Грушка Томашівського повіту. Похований в с. Монастир Любачівського повіту. |
| 315 | «Орел» Савчук Володимир                                   | с. Литовиж в Іваничівському районі Волинської області                                                    | 27 серпня 1920 — 2 березня 1945       | Стрілець, боєць 2-ї чоти                                            | Месники-2                           | В лавах УПА з 17 листопада 1944 р. Загинув у бою із спецвідділом НКВД у с. Грушка Томашівського повіту. Похований в с. Монастир Любачівського повіту. |
| 316 | «Савур» Салик Василь                                      | с. Люблинець Старий Любачівського повіту                                                                 | 2 лютого 1922 — 26 серпня 1947        | Стрілець                                                            | Месники-1                           | Син Миколи та Катерини. Член ОУН з 1942 р. Учасник УНС в рідному селі. З осені 1944 р.- в лавах УПА. Схоплений солдатами ВП. 11 серпня 1947 р. в Ряшеві засуджений до смертної кари. Там же страчений. |
| 317 | «Дуб» Санайко Григорій                                    | с. Люблинець Новий Любачівського повіту                                                                  | 5 березня 1916 — 2 березня 1945       | Стрілець, боєць 1-ї чоти                                            | Месники-2                           | В лавах УПА з 9 жовтня 1944 р. Загинув у бою із спецвідділом НКВД у с. Мриглоди Томашівського повіту. Похований у с. Монастир Любачівського повіту, тепер Польща. |
| 318 | «Каль» Сарамак (?)                                        | с. Улазів Любачівського повіту                                                                           | (?).1921                              | Стрілець                                                            | Месники-1                           | В лавах УПА з осені 1944 р. В 1948 р. заарештований на північних землях Польщі та засуджений на 10 років ув'язнення. Вирок відбував у Барчеві. Виступав під прізвищем Сарамак. |
| 319 | «Олексій» Сахарко Василь                                  | с. Піддубці Рава-Руського повіту, тепер с. Піддубне Львівської області                                   | (?).1928 — (?).06.1947                | Стрілець                                                            | Месники-3                           | В лавах УПА з осені 1945 р. Загинув у бою з солдатами ВП біля с. Піддубці. |
| 320 | «Сніп», «Сук» Сид Василь                                  | с. Нове Село Любачівського повіту                                                                        | 13 березня 1922                       | Стрілець                                                            | Месники-3                           | Син Степана і Єви. В лавах УПА з осені 1944 р. Схоплений солдатами ВП. 12 серпня 1947 р. в Ряшеві засуджений до смертної кари. Вирок замінено на довічне ув'язнення. Звільнений літом 1956 року. Проживає у Сілезії. |
| 321 | «Суслик» Сидор Микола                                     | м. Рава-Руська, тепер Львівська область                                                                  | 22 листопада 1921 — 2 березня 1945    | Ройовий, командир рою 2-ї чоти                                      | Месники-2                           | В лавах УПА з 7 квітня 1944 р. Загинув у бою із спецвідділом НКВД у с. Грушка Томашівського повіту. Похований у с. Монастир Любачівського повіту. |
| 322 | «Мороз» Сикула Р.(?)                                      | (?) | (?)                                   | Стрілець                                                            | Месники-2                           | Подальша доля невідома. |
| 323 | «Сірко» Сич Михайло                                       | с. Суха Воля (присілок Онишки) Любачівського повіту                                                      | 23 жовтня 1927 — 2 липня 1947         | Стрілець                                                            | Месники-2                           | Син Андрія та Анни. В лавах УПА з весни 1945 р. Схоплений солдатами ВП. 27 червня 1947 р. в Ряшеві засуджений до смертної кари. Там же страчений. |
| 324 | «(?)» Сич Олександр                                       | с. Ляшки Ярославського повіту                                                                            | (?).1914                              | Стрілець                                                            | Месники-4                           | Член ОУН з 1938 р. З осені 1944 р. — в лавах УПА, спочатку як член підпільної сітки ОУН-УПА, а з осені 1945 р.- в курені «Месники». Схоплений солдатами ВП весною 1947 р. та засуджений до смертної кари. Вирок замінено на 15 років тюрми. Ув'язнення відбував у Голєнові. Звільнений у листопаді 1953 року. |
| 325 | «Дуля» Скотинський Дмитро                                 | с. Люблинець Новий Любачівського повіту                                                                  | 6 квітня 1926 — 12 червня 1946        | Стрілець                                                            | Месники-2                           | Закінчив 4 класи початкової школи. Рільник. Загинув від вибуху міни біля с. Башня Горішня Любачівського повіту. Похований у с. Синявка Любачівського повіту, тепер Польща. |
| 326 | «Скрипка» Скриль Степан                                   | с. Люблинець Старий Любачівського повіту                                                                 | 12 червня 1924 — 2 березня 1945       | Стрілець, боєць 1-ї чоти                                            | Месники-2                           | В лавах УПА з 8 листопада 1944 р. Загинув у бою із спецвідділом НКВД у с. Мриглоди Томашівського повіту. Похований у с. Монастир Любачівського повіту. |
| 327 | «Сорока» Скрипець Петро                                   | с. Диків Старий Любачівського повіту                                                                     | 7 липня 1921 — 2 березня 1945         | Стрілець, боєць 1-ї чоти                                            | Месники-2                           | В лавах УПА від 10 листопада 1944 р. Загинув у бою із спецвідділом НКВД у с. Мриглоди Томашівського повіту. Похований у с. Монастир Любачівського повіту. |
| 328 | «Комар» Смагай Іван                                       | с. Суха Воля Любачівського повіту                                                                        | 22 жовтня 1924 — 9 квітня 1946        | Ройовий                                                             | Месники-3                           | Закінчив 4 класи початкової школи. Рільник. В лавах УПА з весни 1945 р. Загинув у бою із спецвідділами військ НКВД на присілку Мельники біля с. Кобильниці Руської Любачівського повіту. Похований там же. |
| 329 | «Галамай» Снігур Іван                                     | м. Любачів                                                                                               | (?).1920 — 5 вересня 1947             | Стрілець                                                            | Месники-2                           | В лавах УПА з весни 1944 р. Загинув у криївці біля с. Монастир, заповненій паралітичним газом. |
| 330 | «Січевський» Сокіл Василь                                 | с. Башня Долішня Любачівського повіту                                                                    | 10 лютого 1924 — 26 грудня 1946       | Вістун, кулеметник                                                  | Месники-1                           | Закінчив 6 класів початкової школи. Рільник. Загинув на присілку Новини біля Майдану Синявського, помилково застрелений членами місцевого СКВ. Похований у с. Молодич Ярославського повіту. |
| 331 | «Морозенко», «Соловій» Солій Степан                       | с. Креховичі Долинського повіту, тепер в Рожнятівському районі Івано-Франківської області                | 14 квітня 1924 — 25 липня 1946        | Вістун, бунчужний                                                   | Месники-4                           | Закінчив 7 класів початкової школи. Під час війни — член 1-ї української дивізії УНА «Галичина». В лавах УПА з квітня 1944 р. Загинув у бою з солдатами ВП у лісі біля Нового Села Любачівського повіту. Похований на присілку Гримаки біля с. Тимці Любачівського повіту, тепер Польща. |
| 332 | «Дуб» Солодуха Микола                                     | с. Вербиця Рава-Руського повіту                                                                          | (?).1930 — (?).09.1947                | Стрілець                                                            | Месники-3                           | В лавах УПА з осені 1945 р. Загинув у бою із солдатами НКВД біля м. Жовкви на Львівщині. |
| 333 | «Ярко», «Ярмола» Солодуха Микола                          | с. Борки Тарнопільського повіту, тепер смт Великі Бірки у Тернопільському районі, Тернопільської області | 4 травня 1930                         | Стрілець                                                            | Месники-4, Месники-1                | Син Михайла та Анни. З червня 1946 р.- в лавах УПА, сотня «Месники-4», від липня 1946 р.- сотня «Месники-1» (чота «Ігоря», рій «Ротмира»). 2 лютого 1947 р. дезертирував із сотні. 9 червня 1947 р. здався ВП. 26 серпня 1947 р. в Ряшеві засуджений на 10 років ув'язнення. Подальша доля невідома. |
| 334 | «Чумак» Солтис Павло                                      | с. Ператин Радехівського повіту, тепер с. Пиратин у Радехівському районі Львівської області              | 25 травня 1922 — 29 липня 1947        | Стрілець                                                            | Месники-2                           | Син Григорія та Катерини. В лавах УПА з весни 1944 р. Схоплений солдатами ВП. 25 липня 1947 р. в Ряшеві засуджений до смертної кари. Там же страчений. |
| 335 | «Крук» Стасик Іван                                        | с. Гораєць Любачівського повіту                                                                          | (?).1917                              | Чотовий                                                             | Месники-1                           | В лавах УПА з осені 1944 р. У 1947 р. перейшов на Україну, був заарештований і засуджений. Вирок відбував у Сибіру. |
| 336 | «Шумовий» Стасик Степан                                   | с. Гораєць Любачівського повіту                                                                          | (?).1922                              | Стрілець                                                            | Месники-2                           | Брат Івана Стасика. В лавах УПА з осені 1944 р. 16 липня 1947 р. в Ряшеві засуджений на 15 років ув'язнення. Подальша доля невідома. |
| 337 | «Стецяк» Сташко Іван                                      | м. Любачів                                                                                               | 16 липня 1914 — 2 березня 1945        | Стрілець, боєць 1-ї чоти                                            | Месники-2                           | В лавах УПА з 7 квітня 1944 року. Загинув у бою із спецвідділом НКВД у с. Мриглоди Томашівського повіту. Похований у с. Монастир Любачівського повіту. |
| 338 | «Сум», «Щупак» Стельмах Михайло                           | с. Опака Любачівського повіту                                                                            | 20 листопада 1925 — 26 листопада 1945 | Стрілець, кулеметник                                                | Месники-3                           | Закінчив 4 класи початкової школи. Під час війни — член 1-ї української дивізії УНА «Галичина». В бою на Кривій Палці був поранений у голову і від отриманих ран помер. Похований у лісі біля присілка Щебивовки с. Сурмачівка Ярославського повіту. |
| 339 | «Чорний» Стех Микола                                      | с. Вербиця Рава-Руського повіту                                                                          | (?).1921                              | Стрілець, боєць 3-го рою 2-ї чоти                                   | Месники-3                           | В лавах УПА з весни 1945 року. В червні 1945 р. схоплений солдатами ВП та засуджений до смертної кари. Вирок замінено на довічне ув'язнення. Вирок відбував у Штумі. Звільнений восени 1954 р. |
| 340 | «Орлик» Стецишин Євген                                    | с. Лукавець Любачівського повіту                                                                         | 21 грудня 1916 — 28 листопада 1947    | Бунчужний                                                           | Месники-2                           | Син Григорія. Член ОУН з 1938 р., організатор підпільних структур ОУН-УПА на території Любачівщини та Ярославщини. З весни 1944 р. в лавах УПА. 5 вересня 1947 р. схоплений солдатами ВП у криївці біля с. Монастир, заповненій паралітичним газом. 18 листопада 1947 р. в Ряшеві засуджений до смертної кари. Там же страчений. |
| 341 | «Сад» Судин Григорій                                      | с. Люблинець Новий Любачівського повіту                                                                  | 1 січня 1918 — 2 березня 1945         | Стрілець, боєць 1-ї чоти                                            | Месники-2                           | В лавах УПА з 15 вересня 1944 року. Загинув у бою із спецвідділом НКВД у с. Мриглоди Томашівського повіту. Похований у с. Монастир Любачівського повіту. |
| 342 | «Сокіл» Судин Степан                                      | с. Люблинець Новий Любачівського повіту                                                                  | (?).1921                              | Стрілець                                                            | Месники-1                           | Член ОУН з 1940 р. Учасник УНС в рідному селі. З осені 1944 р.- в лавах УПА. Схоплений солдатами ВП у листопаді 1946 року на Ярославщині та переданий Радянському Союзу. Засуджений на 15 років тюрми. Вирок відбував у таборах Сибіру. Звільнений літом 1956 року. |
| 343 | «Скірка», «Чех» Сухожак Павло                             | с. Заліська Воля Ярославського повіту                                                                    | (?).1927 — 11 грудня 1946             | Ройовий, командир 2-го рою 2-ї чоти                                 | Месники-4                           | В лавах УПА з весни 1945 р. Загинув у бою під час оборони повстанської криївки в лісі між селами Млини та Кобильниця. |
| 344 | «Сливка» Сьома Іван                                       | с. Опака Любачівського повіту                                                                            | 5 жовтня 1921 — 1 жовтня 1947         | Стрілець                                                            | Месники-1                           | В лавах УПА з осені 1944 р. У вересні 1947 р. схоплений солдатами ВП та засуджений до смертної кари. Страчений у Ряшеві. |
| 345 | «Савич» Сярчинський Дмитро                                | м. Угнів Рава-Руського повіту, тепер в Сокальському районі Львівської області                            | 6 вересня 1906 — 1 жовтня 1947        | Бунчужний                                                           | Месники-2                           | Син Михайла та Параскевії. В лавах УПА з весни 1944 р.- бунчужний 2-ї чоти сотні «Месники-2». Схоплений солдатами ВП і засуджений до смертної кари. Страчений у Ряшеві. |
| 346 | «Сизий» Табака Василь                                     | с. Старе Село Любачівського повіту                                                                       | 21 січня 1925 — 1 серпня 1946         | Стрілець                                                            | Месники-3                           | Закінчив 4 класи початкової школи. Рільник. Загинув у бою з солдатами ВП біля с. Забіла Любачівського повіту. Похований у с. Старе Село Любачівського повіту. |
| 347 | «Туча» Тарабань Микола                                    | с. Будомир Любачівського повіту, тепер в гміні Любачів                                                   | (?).1921                              | Сотенний                                                            | Месники-3                           | Під час війни — член 1-ї української дивізії УНА «Галичина», де служив у підрозділі артилерії. Від весни 1944 р. — в лавах УПА. З 30 травня 1946 р. — командир сотні «М-2». Легендарний учасник і переможець багатьох боїв з німецькими та комуністичними загарбниками на Закерзонні. Літом 1947 р. з групою повстанців перейшов до американської окупаційної зони, де склали зброю. Живе у США. |
| 348 | «Степ», «Степовий» Тилявський Мирослав                    | м. Любачів                                                                                               | (?).1916 — 21 листопада 1945          | Бунчужний, булавний                                                 | Месники-1                           | Поручник УПА. Закінчив гімназію. В лавах УПА з липня 1944 р. Загинув у бою з солдатами ВП під час акції на с. Дахнів. Похований в с. Молодич Ярославського повіту. |
| 349 | «Калина» Тимець (?)                                       | с. Гораєць Любачівського повіту                                                                          | (?).1925                              | Стрілець                                                            | Месники-3                           | В лавах УПА з весни 1945 р. Живе у Польщі. |
| 350 | «Тихий» Тимець Іван                                       | с. Гораєць Любачівського повіту                                                                          | (?).1920                              | Стрілець, лікар                                                     | Месники-2                           | В 1942—1944 рр.- студент медицини Львівського університету. Від осені 1944 р.- в лавах УПА. Подальша доля невідома. |
| 351 | «Трач» Тимець Теодор                                      | с. Улазів Любачівського повіту                                                                           | 1 лютого 1915 — 5 липня 1946          | Стрілець, ланковий                                                  | Месники-1                           | Закінчив 4 класи початкової школи. Рільник. 1935—1936 рр.- служив у Війську Польському. Важко поранений у бою з солдатами ВП на присілку Лехмани біля с. Дібчі Ярославського повіту. Помер від ран. Похований в с. Молодич Ярославського повіту. |
| 352 | «(?)» Тимчина Йосафат                                     | с. Вербиця Рава-Руського повіту                                                                          | (?).1908                              | Бунчужний                                                           | Месники-2, Месники-4                | Багатолітній член ОУН. Пропав безвісти у червні 1947 року. |
| 353 | «(?)» Тимчина Теодор                                      | с. Вербиця Рава-Руського повіту                                                                          | (?).1929                              | Стрілець                                                            | Месники-2                           | Пропав безвісти у червні 1947 року. |
| 354 | «Дуб» Трохан Степан                                       | с. Лівча Любачівського повіту                                                                            | (?).1920 — (?) літо 1944              | Чотовий                                                             | Месники-2                           | В лавах УПА з осені 1944 року. Загинув у бою з військами ВП на Равщині. |
| 355 | «(?)» Трухан Іван                                         | с. Ніновичі Ярославського повіту                                                                         | (?).1926 — 6 червня 1947              | Стрілець                                                            | Месники-4                           | Син Онишка і Параскевії. В лавах УПА з осені 1945 р. Схоплений солдатами ВП. 3 червня 1947 р. в Ряшеві засуджений до смертної кари і (за непідтвердженим джерелом інформації) того самого дня страчений. |
| 356 | «Лейба» Туркіль Михайло                                   | с. Німстів Любачівського повіту                                                                          | 18 жовтня 1921 — 2 липня 1945         | Стрілець, розвідник                                                 | Месники-1                           | Закінчив 5 класів початкової школи. В лавах УПА з листопада 1944 р. Загинув під час розвідки у с. Милків. Похований у с. Милків Любачівського повіту. |
| 357 | «Прут» Турко Іван                                         | с. Хотинець Яворівського повіту                                                                          | (?).1924 — (?).10.1946                | Стрілець                                                            | Месники-4                           | В лавах УПА з осені 1945 р. Загинув у бою з солдатами ВП у с. Хотинець. |
| 358 | «Явір» Усневич Ілля                                       | с. Коростів Стрийського повіту, тепер в Сколівському районі Львівської області                           | 10 листопада 1926 — 1 жовтня 1947     | Стрілець                                                            | Месники-2                           | Син Михайла і Пелагії. Проживав у с. Річиця Рава-Руського повіту. В лавах УПА з весни 1945 р. Схоплений солдатами ВП. 10 вересня 1947 р. в Ряшеві засуджений до смертної кари. Там же страчений. |
| 359 | «Бойко», «Умань» Ухань Михайло                            | м. Ужгород                                                                                               | (?).1920                              | Сотенний                                                            | Месники-2, Месники-1                | З початком війни на службі в українській допоміжній поліції. Від весни 1944 р. — в лавах УПА, бунчужний у сотні «Залізняка». З 16 липня до 15 вересня 1945 р. — командир сотні «Месники-2», а з половини листопада 1945 р. — сотні «Месники-1». 1 лютого 1946 р. важко поранений під час випробовування гранати, виготовленої у партизанській зброярні, відійшов на Львівщину на лікування. Подальша доля невідома. |
| 360 | «Циган» Фалас Григорій                                    | м. Олешичі Любачівського повіту                                                                          | (?).1919 — 23 вересня 1945            | Ст. вістун, сапер                                                   | Месники-2                           | Інструктор мінерства сотні «Месники-3». Закінчив 7 класів початкової школи. Під час війни — старший вістун 1-ї української дивізії УНА «Галичина». Загинув внаслідок вибуху міни на присілку Полянка біля с. Ришкова Воля Ярославського повіту. Похований там же. |
| 361 | «Медвідь» Фах Дмитро                                      | с. Жуків Любачівського повіту                                                                            | 11 листопада 1925 — 2 березня 1945    | Стрілець, боєць 1-ї чоти                                            | Месники-2                           | В лавах УПА з 20 серпня 1944 року. Загинув у бою із спецвідділом НКВД у с. Мриглоди Томашівського повіту. Похований у с. Монастир Любачівського повіту. |
| 362 | «Шрам» Фащук Василь                                       | с. Вербиця Рава-Руського повіту                                                                          | (?).1928 — 8 червня 1947              | Стрілець                                                            | Месники-3                           | В лавах УПА з осені 1945 р. Загинув у бою з солдатами ВП у с. Вербиця. Похований у с. Вербиця Томашівського повіту. |
| 363 | «(?)» Ференц Кузьма                                       | (?) | (?) — (?) літо 1947                   | Стрілець                                                            | Месники-2                           | Загинув у бою з солдатами ВП в с. Прісся. |
| 364 | «Вільховий» Ференц Микола                                 | с. Башня Долішня Любачівського повіту                                                                    | 15 липня 1917 — 2 березня 1945        | Стрілець                                                            | Месники-2                           | В лавах УПА з 7 листопада 1944 р. Член I чоти. Загинув у бою із спецвідділом НКВД у с. Мриглоди Томашівського повіту. Похований у с. Монастир Любачівського повіту. |
| 365 | «Левко» Ферніла (?) Михайло                               | с. Гута Стара Любачівського повіту                                                                       | 22 квітня 1927 — 2 березня 1945       | Стрілець, боєць 1-ї чоти                                            | Месники-2                           | В лавах УПА з 31 грудня 1944 р. Загинув у бою із спецвідділом НКВД у с. Мриглоди Томашівського повіту. Похований у с. Монастир Любачівського повіту. |
| 366 | «Фербель» Фецьо Василь                                    | с. Люблинець Старий Любачівського повіту                                                                 | (?).1925                              | Стрілець                                                            | Месники-2                           | Член ОУН з 1942 р. Учасник УНС в рідному селі. З осені 1944 р.- в лавах УПА. Восени 1947 р. здався солдатам ВП та був засуджений на довічне ув'язнення. Вирок відбував у Штумі. Звільнений у березні 1955 року. |
| 367 | «Фукс» Фецьо Микола                                       | с. Улазів Любачівського повіту                                                                           | 19 грудня 1921 — (?)                  | Стрілець, боєць 2-го рою 1-ї чоти                                   | Месники-3                           | Син Михайла та Анастасії. Після розформування куреня перейшов на Ольштинщину, де був заарештований. 14 вересня 1948 р. засуджений до смертної кари. 29 листопада 1948 р. — помилуваний (вирок замінено на довічне ув'язнення). Покарання відбував у Барчеві. Звільнений у 1956 р. Жив на Кошалінщині, де і помер. |
| 368 | «Горинь» Фещин Микола                                     | с. Кобильниця (?) Любачівського повіту                                                                   | (?).1918 — (?).1948                   | Інтендант                                                           | Месники-4                           | В лавах УПА з осені 1944 р. Загинув у бою при переході польсько-українського кордону. |
| 369 | «Жовтодзьоб» Філь Андрій                                  | с. Лази Ярославського повіту                                                                             | (?).05.1926 — 22 квітня 1947          | Стрілець                                                            | Месники-4                           | Син Степана і Катерини. Навчався у школі мистецтва у Перемишлі. В лавах УПА з осені 1945 р. Тяжко поранений у бою із солдатами ВП у с. Гаї недалеко від с. Ніновичі. Вивезений у с. Лази, де помер від ран. Похований у с. Лази Ярославського повіту, тепер Польща. |
| 370 | «Мотика» Філь Іван                                        | с. Жуків (присілок Філі) Любачівського повіту                                                            | (?).1918 — (?).06.1946                | Стрілець, жандарм                                                   | Месники-3                           | В лавах УПА від весни 1944 р. 30 травня 1946 р. біля Старого Села Любачівського повіту в бою з Військом Польським разом з бунчужним «Скалою» потрапив у полон. Повернувся до сотні дуже скатований. На допиті зізнався: його поляки відпустили, щоб він убив сотенного «Тучу», або якогось іншого командира. За наказом командира «Залізняка» його розстріляли, хоча більшість стрільців сотні не схвалила такого рішення. |
| 371 | «Шварц», «Шеремета» Філь Іван (Ґула Степан)               | с. Жуків Любачівського повіту                                                                            | 17 червня 1925                        | Стрілець, політвиховник                                             | Месники-3                           | Син Андрія та Анастазії. Член ОУН з 1941 р. В 1941—1944 рр. — навчався в українській гімназії в м. Ярославі. З осені 1944 р. — в лавах УПА, сотня «Залізняка». Літом 1947 р. разом з іншими повстанцями перейшов до американської окупаційної зони в Німеччині. З 1950 р. проживає у США. |
| 372 | «Ярич» Філь Іван                                          | с. Люблинець Новий Любачівського повіту                                                                  | (?).1920 — (?)                        | Стрілець                                                            | Месники-1                           | В лавах УПА з осені 1944 року. Загинув у бою з солдатами ВП в лісі над річкою Танвою. |
| 373 | «Різун» Фус Євген                                         | с. Журавці Рава-Руського повіту                                                                          | 10 червня 1925 — 2 березня 1945       | Стрілець, боєць 2-ї чоти                                            | Месники-2                           | В лавах УПА з 15 лютого 1945 р. Загинув у бою із спецвідділом НКВД у с. Грушка Томашівського повіту. Похований у с. Монастир Любачівського повіту. |
| 374 | «Залізняк» Ханас Дмитро                                   | с. Башня Долішня Любачівського повіту                                                                    | (?).1920                              | Стрілець, жандарм                                                   | Сотня «Залізняка»                   | До війни перебував у рідному селі. В 1942 р. мобілізований до «баундісту» у Раві-Руській. З серпня 1943 р. вступає в лави УПА і проходить вишкіл у Пархоцьких лісах недалеко Великих Мостів Жовківського повіту. Весною 1944 р. повертається в рідні сторони і стає стрільцем сотні «Залізняка». Восени 1944 року переведений до цивільної сітки СКВ. В 1945 р. схоплений солдатами ВП і засуджений до смертної кари. Вирок замінено на 15 років тюрми. Покарання відбував у Перемишлі, Ряшеві, Кракові, Вронках і Плоцку. Звільнений у 1954 році. |
| 375 | «Харченко» Ханас Микола                                   | с. Опака Любачівського повіту                                                                            | 6 листопада 1924 — 2 березня 1945     | Стрілець, боєць 1-ї чоти                                            | Месники-2                           | В лавах УПА з 10 листопада 1944 року. Загинув у бою із спецвідділом НКВД у с. Мриглоди Томашівського повіту. Похований у с. Монастир Любачівського повіту. |
| 376 | «Палій», «Ярий» Ханас Степан                              | с. Башня Долішня Любачівського повіту                                                                    | (?).1912                              | Стрілець, політвиховник                                             | Месники-3                           | В лавах УПА з серпня 1944 р., спочатку як політвиховник сотні «Месники-2», а з літа 1945 до 1947 р.- шеф канцелярії штабу ТВ «Бастіон». Восени 1947 р. разом з командиром сотні «Калиновичем» зробив спробу перейти на Захід. На польсько-словацькому кордоні їхня група попала у засідку. За одними джерелами він загинув у бою, за іншими — поранений попав у полон, депортований до Польщі, де був замучений у в'язниці разом з «Калиновичем». Однак його прізвища немає серед українців, засуджених до смертної кари, страчених і померлих у в'язницях Польщі в 1944—1956 рр. |
| 377 | «Худ», «Хут» Хіта (Хита) Іван                             | с. Футори Любачівського повіту                                                                           | 10 листопада 1910 — 11 грудня 1946    | Ройовий, командир 1-го рою 3-ї чоти                                 | Месники-4                           | Закінчив 4 класи початкової школи. Рільник. 1934—1935 рр. служив стрільцем у Війську Польському. В лавах УПА з осені 1944 р. 11 грудня 1946 р. — важко поранений під час оборони повстанської криївки в лісі між селами Млини та Кобильниця, потрапив у полон. Помер від ран. Похований у с. Ляшки Ярославського повіту, тепер Польща. |
| 378 | «Голуб» Хіта (Магера) Микола                              | с. Футори Любачівського повіту                                                                           | 12 грудня 1914                        | Чотовий                                                             | Месники-3                           | Син Василя та Параскевії. В лавах УПА з весни 1944 р., сотня «Залізняка». 31 грудня 1948 р. в Ряшеві засуджений до смертної кари. 27 березня 1949 р. — помилуваний (вирок замінено на 15 років ув'язнення). Вирок відбував у Барчеві. Звільнений літом 1956 року. |
| 379 | «Хмара» Хомиця Михайло                                    | с. Башня Горішня Любачівського повіту                                                                    | 28 березня 1924 — 2 березня 1945      | Стрілець, боєць 2-ї чоти                                            | Месники-2                           | В лавах УПА з 1 листопада 1944 р. Загинув у бою із спецвідділом НКВД у с. Грушка Томашівського повіту. Похований у с. Монастир Любачівського повіту. |
| 380 | «Богун» Хруник Іван                                       | с. Ляшки Ярославського повіту                                                                            | (?).1924 — 11 грудня 1946             | Стрілець                                                            | Месники-4                           | Син Онишка і Анни (з Копер). В лавах УПА з осені 1945 р. Загинув під час оборони повстанської криївки в лісі між селами Млини і Кобильниця. |
| 381 | «Жабка» Худий Степан                                      | с. Хотилюб Любачівського повіту                                                                          | 30 грудня 1918 — 12 березня 1946      | Стрілець, кулеметник                                                | Месники-2                           | Закінчив 4 класи початкової школи. Рільник. Загинув від вибуху міни біля с. Башня Горішня Любачівського повіту. Похований у с. Синявка Любачівського повіту, тепер Польща. |
| 382 | «Цегла» Цибульський Василь                                | с. Люблинець Старий Любачівського повіту                                                                 | (?).1920                              | Стрілець                                                            | Месники-1                           | Член ОУН з 1940 р. Учасник УНС в рідному селі. З осені 1944 р. — в лавах УПА. Заарештований при переході польсько-українського кордону. Засуджений. Вирок відбував у сибірських таборах. Звільнений у 1956 році. |
| 383 | «Цікай» Ціп Олекса                                        | с. Грабовець Ярославського повіту                                                                        | 11 квітня 1921 — 2 березня 1945       | Стрілець, політвиховник                                             | Месники-2                           | В лавах УПА з 1 квітня 1944 р. Політвиховник I чоти. Загинув у бою із спецвідділом НКВД у с. Мриглоди Томашівського повіту. Похований у с. Монастир Любачівського повіту. |
| 384 | «Чубатий» Чабан Іван                                      | с. Люблинець Старий Любачівського повіту                                                                 | (?).1921                              | Стрілець                                                            | Месники-1                           | Член ОУН з 1940 р. Учасник УНС в рідному селі. З осені 1944 р. — в лавах УПА. В бою під час акції на с. В'язівниця поранений. Заарештований на північних землях Польщі та засуджений на 15 років тюрми. Вирок відбував у Барчеві та Рацібожу. Звільнений літом 1956 року. |
| 385 | «Чепіга» Чепіль Іван                                      | с. Верхрата Рава-Руського повіту                                                                         | (?).1925 — (?).06.1947                | Стрілець, боєць 2-го рою 2-ї чоти                                   | Месники-3                           | В лавах УПА від осені 1945 року. Загинув у бою з солдатами ВП біля с. Вербиця. |
| 386 | «Богун» Черна Йосип                                       | с. Горинець Любачівського повіту                                                                         | (?).1920 — 28 листопада 1947          | Стрілець                                                            | Месники-2                           | В лавах УПА з весни 1944 року. 5 вересня 1947 року схоплений солдатами ВП у криївці біля с. Монастир, заповненій паралітичним газом. Засуджений до смертної кари. Страчений у Ряшеві. |
| 387 | «Грушка» Чнил (?) Дмитро                                  | (?) | 24 жовтня 1921 — 9 листопада 1945     | Стрілець                                                            |                                     | Закінчив 4 класи початкової школи. Рільник. Загинув у с. Сурмачівка. Похований у с. Сурмачівка Ярославського повіту, тепер Польща. |
| 388 | «Лан» Чорний                                              | с. Прісся Рава-Руського повіту                                                                           | (?) — (?)                             | Стрілець                                                            | Месники-2                           | Подальша доля невідома. |
| 389 | «Маєвий» Чорний Володимир                                 | с. Тимці Любачівського повіту                                                                            | (?).1921                              | Стрілець, санітар                                                   | Месники-3                           | В лавах УПА з весни 1944 року. Живе у Франції. |
| 390 | «Бич» Чорній Василь                                       | с. Прісся Рава-Руського повіту                                                                           | (?).1909                              | Чотовий                                                             | Месники-3                           | З початком війни на службі в українській допоміжній поліції. Від весни 1944 року — в лавах УПА, рушникар у сотні «Залізняка». Після розпуску куреня перебрався на Ольштинщину в село біля Ґіжицька. Був заарештований та засуджений на 10 років ув'язнення. Вирок відбував у Барчеві. Звільнений літом 1954 року. |
| 391 | «(?)» Чорній Григорій                                     | с. Прісся Рава-Руського повіту                                                                           | (?).1924                              | Стрілець                                                            | Месники-2                           | Брат Михайла Чорнія. В лавах УПА з осені 1944 р. 1947 року — перейшов на Україну, був заарештований і засланий у Сибір. В 70-х рр.- у Сибіру, в Красноярську. |
| 392 | «Лен» Чорній Михайло                                      | с. Прісся Рава-Руського повіту                                                                           | (?).1921                              | Стрілець                                                            | Месники-2                           | Брат Григорія Чорнія. В лавах УПА з осені 1944 р. 1947 р.- перейшов на Україну, був заарештований і засланий у Сибір. В 70-х рр. — у Сибіру, в Красноярську. |
| 393 | «Чумак» Чура Михайло                                      | с. Дахнів Любачівського повіту                                                                           | (?).1922 — (?).1947                   | Ройовий                                                             | Месники-1                           | Загинув у Львові за невідомих обставин. |
| 394 | «Грім» Шабат Дмитро                                       | с. Цетуля Ярославського повіту                                                                           | (?).1922 — (?).04.1946                | Стрілець, зв'язковий                                                | Месники-1                           | Син Івана та Катерини. Рільник. В лавах УПА від весни 1945 р. Загинув у бою із спецвідділами НКВД на присілку Пискори біля Молодича Ярославського повіту. Похований у с. Молодич Ярославського повіту, тепер Польща. |
| 395 | «Шрам» Шавара Володимир                                   | с. Воля Велика Любачівського повіту                                                                      | 15 липня 1922 — 2 березня 1945        | Стрілець, боєць 2-ї чоти                                            | Месники-2                           | В УПА від 12.11.1944 р. Загинув у бою із спецвідділом НКВД у с. Грушка Томашівського повіту. Похований у с. Монастир Любачівського повіту. |
| 396 | «(?)» Шилипило Іван                                       | с. Вербиця Рава-Руського повіту                                                                          | (?).1928 — (?).09.1947                | Стрілець                                                            | Месники-3                           | В лавах УПА з осені 1945 р. Загинув у бою з солдатами ВП біля с. Річиця. |
| 397 | «Шолом» Шиманський Андрій                                 | с. Люблинець Старий Любачівського повіту                                                                 | 10 лютого 1924 — 2 березня 1945       | Стрілець, боєць 1-ї чоти                                            | Месники-2                           | В лавах УПА з 7 жовтня 1944 року. Загинув у бою із спецвідділом НКВД у с. Мриглоди Томашівського повіту. Похований у с. Монастир Любачівського повіту. |
| 398 | «Шум» Шиманський Іван                                     | с. Люблинець Новий Любачівського повіту                                                                  | (?).1913 — 5 вересня 1947             | Сотенний, хорунжий УПА                                              | Месники-2                           | Хорунжий УПА. В 1934—1936 рр. служив у підрозділах кавалерії польського війська у м. Ланьцуті. Член та організатор ОУН, УНС на теренах Любачівщини і Чесанівщини. В 1944—1947 рр. — заступник командира «Залізняка» куреня «Месники» та командир сотні «Месники-1», а з листопада 1945 р.- «Месники-2». Загинув у криївці біля с. Монастир, зраджений стрільцем «Левком». |
| 399 | «Веселий» Шимечко Роман                                   | с. Гораєць Любачівського повіту                                                                          | 15 листопада 1924 — 10 травня 1947    | Ройовий                                                             | Месники-2                           | Син Степана і Марії. В лавах УПА з весни 1945 р. 25 квітня 1947 р. в Перемишлі засуджений до смертної кари. Страчений у Перемишлі. |
| 400 | «Сірко» Школяр Лука (Соломка)                             | с. Річки Рава-Руського повіту, тепер у Жовківському районі Львівської області                            | 16 червня 1913 — 5 червня 1946        | Вістун, політвиховник                                               | Месники-2                           | Закінчив 6 класів початкової школи. Рільник. 1941—1944 рр. служив в українській поліції. З весни 1944 року — в лавах УПА. Загинув у бою в лісі біля с. Вербиця Томашівського повіту під час облави, влаштованої ВП.Похований у с. Корні Томашівського повіту, тепер Польща. |
| 401 | «Зимний» Шмір Теодор                                      | с. Улицько Рава-Руського повіту, тепер с. Середкевичі в Яворівському районі Львівської області           | (?).02.1926 — 2 березня 1945          | Стрілець, боєць 1-ї чоти                                            | Месники-2                           | В лавах УПА з 4 лютого 1945 року. Загинув у бою із спецвідділом НКВД у с. Мриглоди Томашівського повіту. Похований у с. Монастир Любачівського повіту. |
| 402 | «Лисиця» Шостак Михайло (Микола)                          | м. Олешичі Любачівського повіту                                                                          | 10 грудня 1922 — 7 лютого 1949        | Бунчужний                                                           | Месники-1                           | Син Марка і Гелени. В лавах УПА з весни 1944 року. Спочатку жандарм у сотні «Месники-3», пізніше бунчужний — «Месники-1». У серпні 1947 року під час переходу польсько-чеського кордону разом із сотенним «Калиновичем» був заарештований і переданий полякам. 23 вересня 1948 року в Ряшеві засуджений до смертної кари. Страчений у Перемишлі. |
| 403 | «Дубровик», «Залізняк» Шпонтак Іван                       | с. Вовкове, Ужгородського району                                                                         | 12 серпня 1919 — 14 квітня 1989       | Курінний                                                            | Месники                             | Командир куреня УПА «Месники» та Тактичного Відтинку «Бастіон», шеф Штабу військової округи «Сян» на Закерзонні. Вчитель за професією. 1939 р. — учасник боїв з мадярами на Закарпатській Україні. У жовтні 1941 р., за наказом ОУН, вступає на службу у допоміжну українську поліцію у Львові, пізніше — заступник начальника у Раві-Руській. Весною 1944 року разом із своїм підрозділом поліції переходить у ряди УПА. Стає командиром повстанської сотні УПА «Месники», а згодом куреня УПА «Месники». На цьому посту перебував до вересня 1947 року. Після розпуску збройних формувань УПА переходить до Великих Капушан, що на Словаччині, де перебуває до 1959 року. В 1960 році владою Чехословаччини виданий Польщі та засуджений до смертної кари, яку замінено на довічне ув'язнення. Звільнений після 20 років перебування в польських тюрмах. Похований в с. Великі Капушани на Словаччині. |
| 404 | «Шум» Шумський Микола                                     | с. Цівків Любачівського повіту                                                                           | (?).1922 — (?).10.1945                | Стрілець                                                            | Месники-2                           | В лавах УПА з осені 1944 р. Загинув у бою з солдатами ВП біля с. Брусно Любачівського повіту. |
| 405 | «Підкова» Щирба Василь                                    | с. Нове Село Любачівського повіту                                                                        | (?).1914 — (?).02.1947                | Сотенний                                                            | Месники-1                           | Член ОУН з 1938 р. Співорганізатор підпільної сітки ОУН-УПА на терені Любачівщини. З весни 1944 р. — в лавах УПА, командир 3-ї чоти сотні «Месники-1», а з 2 лютого 1946 р., після поранення «Бойка», — командир сотні. Після невдалого бою на присілку Заставні біля Молодича Ярославського повіту з березня 1946 року переведений командиром 1-ї чоти у сотню «Месники-3». Загинув від розриву власної гранати при викритті криївки у Новому Селі солдатами ВП. |
| 406 | «Юрків» Юрейко Олекса                                     | с. Опака Любачівського повіту                                                                            | 28 березня 1923 — 2 березня 1945      | Стрілець, кулеметник, боєць 1-ї чоти                                | Месники-2                           | В лавах УПА з 28 березня 1944 року. Загинув у бою із спецвідділом НКВД у с. Мриглоди Томашівського повіту. Похований у с. Монастир Любачівського повіту. |
| 407 | «Зелений», «Мільо» Якубович Дмитро                        | с. Хотинець Яворівського повіту                                                                          | 15 червня 1920 — 11 червня 1947       | Стрілець                                                            | Месники-4                           | Син Григорія та Марії. В лавах УПА з весни 1945 р. Схоплений солдатами ВП. 11 червня 1947 р. в Ряшеві засуджений до смертної кари і (за непідтвердженим джерелом інформації) того самого дня страчений. |
| 408 | «Місяць» Якубович Микола                                  | с. Заліська Воля Ярославського повіту                                                                    | (?).1921 — (?).1948                   | Ройовий                                                             | Месники-4                           | В лавах УПА з весни 1945 р. Загинув у бою з солдатами ВП у с. Ніновичі Ярославського повіту в обороні повстанської криївки, підірвав себе гранатою. Похований у с. Ніновичі Ярославського повіту. |
| 409 | «Ялівець» Ялоха Іван                                      | с. Коровиця (?) Любачівського повіту                                                                     | (?).1918 — (?) літо 1947              | Стрілець, жандарм                                                   | Сотня «Залізняка»                   | З початком війни на службі в українській допоміжній поліції. Від весни 1944 р.- в лавах УПА, польова жандармерія сотні «Залізняка». Весною 1944 року переведений у відділ Служби Безпеки Надрайону «Батурин». Загинув у бою біля с. Радруж. |
| 410 | «Листок» Янковський                                       | с. Новосілки Рава-Руського повіту                                                                        | (?).1915 — (?).06.1947                | Чотовий                                                             | Месники-2                           | В лавах УПА з весни 1944 р. Загинув у бою з солдатами ВП біля с. Річиця Томашівського повіту. |
| 411 | «Яцко» Ярема Дмитро                                       | с. Брусно Старе Любачівського повіту                                                                     | 6 липня 1926 — 2 березня 1945         | Стрілець, боєць 1-ї чоти                                            | Месники-2                           | В лавах УПА з 1 лютого 1945 року. Загинув у бою із спецвідділом НКВД у с. Мриглоди Томашівського повіту. Похований у с. Монастир Любачівського повіту. |
| 412 | «Бір», «Ігор» Яремко Левко                                | с. Жапалів Ярославського повіту                                                                          | (?).1923 — (?).02.1947                | Чотовий                                                             | Месники-1                           | Навчався у торговельній школі у м. Ярославі. Член ОУН з 1941 року. Під час війни — член 1-ї української дивізії УНА «Галичина». Учасник битви під Бродами. З осені 1944 року — в лавах УПА. Загинув у бою з солдатами ВП у с. Цетуля. Похований у с. Цетуля Ярославського повіту, тепер Польща. |
| 413 | «Яр» Ярмола Василь                                        | с. Вербиця Рава-Руського повіту                                                                          | (?).1915 — (?).07 або 08.1947         | Сотенний                                                            | Месники-4                           | Член ОУН від 1936 р. За її наказом вступає до української допоміжної поліції. З весни 1944 р.- в лавах УПА, командир 3-ї чоти сотні «Залізняка», пізніше — командир 1-ї чоти сотні «Месники-1». Літом 1945 р. організовує четверту сотню куреня «Месники» — «М-4» і стає її командиром. У жовтні 1946 року переведений до 28 Тактичного Відтинка «Данилів», де був призначений командиром сотні «Вовки-1». За непідтвердженим джерелом інформації загинув на терені Грубешівщини (в серпні 1947 року). |
| 414 | «Гуцул» Ярмола Михайло                                    | с. Вербиця Рава-Руського повіту                                                                          | (?).1927 — (?).10.1946                | Стрілець                                                            | Месники-3                           | В лавах УПА з осені 1945 року. Загинув у бою з солдатами ВП біля с. Махнів. |
| 415 | «Америка»                                                 | (?) | (?)                                   | Чотовий                                                             | Месники-4                           | Чотовий сотні «М-4» з літа 1945 року. Подольша доля невідома. |
| 416 | «Бей»                                                     | (?) | (?).1918                              | Чотовий                                                             | Месники-3                           | З початком війни на службі в українській допоміжній поліції. З весни 1944 р.- в лавах УПА, спочатку рушникар в сотні «М-3», а з осені — командир чоти. Восени 1947 р. з групою повстанців перейшов до американської окупаційної зони, де склали зброю. |
| 417 | «Беркут»                                                  | с. Дениська Рава-Руського повіту                                                                         | (?).1927 — (?).06.1947                | Стрілець                                                            | Месники-3                           | В лавах УПА від осені 1945 року. Загинув у бою з солдатами ВП біля села Річиця. |
| 418 | «Білий»                                                   | с. Гута Стара Любачівського повіту                                                                       | (?).1920                              | Стрілець, кухар                                                     | Месники-1                           | В лавах УПА з осені 1944 року. Подальша доля невідома. |
| 419 | «Біс»                                                     | (?) | (?).1918                              | Сотенний                                                            | Месники-2, Месники-3                | З початком війни на службі в українській допоміжній поліції. Від весни 1944 р.- в лавах УПА, курінь «Залізняка». З 13 квітня 1945 р. відійшов з відділу на лікування. Пізніше працював у підпільній сітці УПА на Перемишльщині. Подальша доля невідома. |
| 420 | «Борис»                                                   | (?) | (?) — 29 червня 1946                  | Стрілець                                                            | Месники-4                           | Загинув у бою з солдатами ВП на присілку Халупки Хотинецькі біля с. Заліська Воля Ярославського повіту. Похований у с. Заліська Воля Ярославського повіту, тепер Польща. |
| 421 | «Бродяга»                                                 | (?) | (?)                                   | Стрілець, рушникар                                                  | Месники-3                           | В лавах УПА з осені 1944 року. Подальша доля невідома. |
| 422 | «Бук»                                                     | (?) | (?).1926                              | Стрілець, амуніційний                                               | Месники-3                           | В лавах УПА з весни 1945 року. Подальша доля невідома. |
| 423 | «Булавич»                                                 | с. Борова Гора Любачівського повіту                                                                      | (?).1921                              | Стрілець, кулеметник                                                | Месники-3                           | В лавах УПА з осені 1944 року. Подальша доля невідома. |
| 424 | «Бурлай»                                                  | (?) | (?) — (?).06.1947                     | Ройовий                                                             | Месники-2                           | Загинув у бою з солдатами ВП біля с. Вербиця. |
| 425 | «Бурлака»                                                 | (?) | (?).1920                              | Стрілець, жандарм                                                   | Месники-1                           | Подальша доля невідома. |
| 426 | «Бур'ян»                                                  | (?) | (?)                                   | Стрілець, боєць 2-го рою 1-ї чоти                                   | Месники-3                           | Подальша доля невідома. |
| 427 | «Вартовий»                                                | с. Дахнів Любачівського повіту                                                                           | (?).1922                              | Стрілець                                                            | Месники-2                           | В лавах УПА з осені 1944 року. Подальша доля невідома. |
| 428 | «Вартовий»                                                | (?) | (?).1918                              | Чотовий                                                             | Месники-3                           | В лавах УПА з весни 1944 року. Подальша доля невідома. |
| 429 | «Васильовський»                                           | (?) | (?) — 8 січня 1945                    | Стрілець                                                            | Месники-1                           | Загинув у бою із спецгрупою НКВС на присілку с. Люблинця Нового — Тепилах. |
| 430 | «Ведмідь»                                                 | (?) | (?)                                   | Стрілець, боєць 3-го рою 3-ї чоти                                   | Месники-3                           | Подальша доля невідома. |
| 431 | «Верба»                                                   | с. Корні Рава-Руського повіту                                                                            | (?)                                   | Стрілець                                                            | Месники-2                           | Подальша доля невідома. |
| 432 | «Верба»                                                   | (?) | (?)                                   | Стрілець, боєць 2-го рою 3-ї чоти                                   | Месники-3                           | Подальша доля невідома. |
| 433 | «Верес»                                                   | (?) | (?).1923 — (?).05.1946                | Стрілець                                                            | Месники-2                           | В лавах УПА з осені 1944 року. Загинув у бою із спецвідділом НКВД біля с. Брусно Любачівського повіту. |
| 434 | «Винниченко»                                              | с. Піддубці Рава-Руського повіту, тепер с. Піддубне Львівської області                                   | (?).1926 — (?).04.1947                | Стрілець, Боєць 1-го рою 3-ї чоти                                   | Месники-3                           | В лавах УПА від осені 1945 року. Загинув у бою із солдатами ВП біля с. Борова Гора. |
| 435 | «Вишня»                                                   | с. Вербиця Рава-Руського повіту                                                                          | (?).1924 — (?).02.1947                | Стрілець                                                            | Месники-1                           | В лавах УПА від осені 1944 р. Загинув у бою із солдатами ВП біля присілка Храпи коло с. Молодич Ярославського повіту. |
| 436 | «Вишня»                                                   | (?) | (?).1925                              | Стрілець, кухар                                                     | Месники-3                           | В лавах УПА з весни 1945 року. Подальша доля невідома. |
| 437 | «Вій»                                                     | с. Грушів Любачівського повіту                                                                           | (?).1923 — 5 вересня 1947             | Стрілець                                                            | Месники-2                           | В лавах УПА з осені 1944 р. Загинув у криївці біля села Монастир. |
| 438 | «Вовк», ім'я Андрій                                       | с. Лази Ярославського повіту                                                                             | (?).1921 — (?).01.1947                | Ройовий                                                             | Месники-2                           | Загинув у бою з солдатами ВП в селі Старе Село Любачівського повіту. |
| 439 | «Володко», ім'я Степан                                    | с. Малковичі Перемишльського повіту                                                                      | (?).1923                              | Чотовий, командир 1-ї чоти                                          | Месники-4                           | Був хоробрим вояком і добрим командиром. Після розформування підрозділів УПА опинився на Ольштинщині. Працював лісником. Загинув від кулі свого товариша Івана Більського, уродженця с. Хотинець Ярославського повіту. |
| 440 | «Ворон»                                                   | с. Гута Зломи Любачівського повіту                                                                       | (?).1924                              | Стрілець                                                            | Месники-2                           | В лавах УПА з весни 1945 р. Подальша доля невідома. |
| 441 | «Гірний»                                                  | (?) | (?)                                   | Стрілець, боєць 1-го рою 3-ї чоти                                   | Месники-3                           | В лавах УПА з весни 1945 року. Подальша доля невідома. |
| 442 | «Гірняк»                                                  | (?) | (?)                                   | Стрілець, боєць 2-го рою 3-ї чоти                                   | Месники-3                           | Подальша доля невідома. |
| 443 | «Гладкий»                                                 | (?) | (?).1921                              | Стрілець, кулеметник, боєць 3-го рою 2-ї чоти                       | Месники-3                           | В лавах УПА з осені 1944 року. Подальша доля невідома. |
| 444 | «Гопак»                                                   | с. Гораєць Любачівського повіту                                                                          | (?).1918 — (?).06.1947                | Стрілець, жандарм                                                   | Месники-2                           | В лавах УПА з весни 1944 р. Загинув у бою з солдатами ВП біля с. Річиця. |
| 445 | «Горох»                                                   | (?) | (?)                                   | Стрілець, боєць 3-го рою 3-ї чоти                                   | Месники-3                           | Подальша доля невідома. |
| 446 | «Горошко»                                                 | (?) | (?).1922                              | Стрілець, кулеметник, боєць 2-го рою 1-ї чоти                       | Месники-3                           | В лавах УПА з весни 1945 року. Подальша доля невідома. |
| 447 | «Грім»                                                    | (?) | (?)                                   | Стрілець, боєць 2-го рою 3-ї чоти                                   | Месники-3                           | Подальша доля невідома. |
| 448 | «Грушка»                                                  | (?) | 5 квітня 1920 — 11 грудня 1946        | Стрілець, кулеметник                                                | Месники-4                           | Закінчив 5 класів початкової школи. Рільник. Під час війни був мобілізований до Червоної Армії. З осені 1945 року — в лавах УПА. Загинув у бою під час оборони повстанської криївки в лісі між селами Млини та Кобильниця. Похований на полі бою. |
| 449 | «Гулявець»                                                | (?) | (?)                                   | Стрілець, боєць 1-го рою 3-ї чоти                                   | Месники-3                           | Подальша доля невідома. |
| 450 | «Гусак»                                                   | с. Будомир Любачівського повіту                                                                          | (?).1922                              | Стрілець, боєць 2-го рою 2-ї чоти                                   | Месники-3                           | В лавах УПА з весни 1945 року. Подальша доля невідома. |
| 451 | «Денис»                                                   | (?) | 1 березня 1924 — 11 грудня 1946       | Стрілець                                                            | Месники-4                           | Закінчив 7 класів початкової школи. Рільник. В лавах УПА з осені 1945 р. Загинув у бою під час оборони повстанської криївки в лісі між селами Млини та Кобильниця. Похований на полі бою. |
| 452 | «Деркач»                                                  | на Білгорайщині                                                                                          | (?).1914                              | Стрілець, політвиховник                                             | Сотня «Залізняка»                   | З початком війни на службі в українській допоміжній поліції. З весни 1944 р.- в лавах УПА. Восени 1944 р. відійшов на Львівщину. Подальша доля невідома. |
| 453 | «Джміль»                                                  | (?) | (?).1924                              | Стрілець                                                            | Месники-2                           | В лавах УПА з весни 1945 р. Подальша доля невідома. |
| 454 | «Довбуш»                                                  | с. Старе Село Любачівського повіту                                                                       | (?).1923 — 25 липня 1946              | Стрілець, кулеметник                                                | Месники-4                           | В лавах УПА від весни 1945 року. Загинув у бою з солдатами ВП у лісі біля Нового Села Любачівського повіту. |
| 455 | «Дон»                                                     | (?) | (?)                                   | Стрілець, боєць 2-го рою 3-ї чоти                                   | Месники-3                           | Подальша доля невідома. |
| 456 | «Дощевик», ім'я Микола                                    | с. Млини Яворівського повіту                                                                             | 9 серпня 1928 — 9 листопада 1945      | Стрілець                                                            | Месники-3                           | Закінчив 4 класи початкової школи. Загинув під час облави ВП на присілку Бахорі Ярославського повіту. Похований на присілку Бахорі Ярославського повіту, тепер Польща. |
| 457 | «Дуб»                                                     | (?) | (?) — (?).02.1947                     | Стрілець                                                            | Месники-1                           | Загинув в бою з солдатами ВП на лісовій поляні між селами Дібча та Цівків. |
| 458 | «Дунай»                                                   | с. Ульгівок Рава-Руського повіту                                                                         | (?).1923                              | Стрілець                                                            | Месники-3                           | В лавах УПА з весни 1945 року. Подальша доля невідома. |
| 459 | «Жайворонок»                                              | с. Гораєць Любачівського повіту                                                                          | (?).1923                              | Стрілець, кулеметник, боєць 1-го рою 1-ї чоти                       | Месники-3                           | Весною 1946 року відійшов у рідні сторони на лікування. Пізніше повернувся до сотні, де перебував до її розформування. Восени 1946 року йому присвоєно звання старшого вістуна. Подальша доля невідома. |
| 460 | «Завірюха»                                                | (?) | 19 вересня 1929 — 11 грудня 1946      | Стрілець                                                            | Месники-4                           | Закінчив 5 класів початкової школи. Рільник. В лавах УПА з осені 1945 року. Загинув в бою під час оборони повстанської криївки у лісі між селами Млини та Кобильниця. Похований на полі бою. |
| 461 | «Загірний»                                                | на Равщині                                                                                               | (?).1916                              | Ройовий                                                             | Месники-4                           | В лавах УПА з осені 1944 року. Подальша доля невідома. |
| 462 | «Зелений»                                                 | (?) | (?)                                   | Стрілець, боєць 3-го рою 3-ї чоти                                   | Месники-3                           | Подальша доля невідома. |
| 463 | «Знак» Зачковський Михайло                                | c.Лани, Львівська обл., Щирецький рн.                                                                    | 10.02.1921-12.09.2011                 | Інтендант                                                           | Месники-3                           | В лавах УПА з весни 1944 року. Уникнув репресій |
| 464 | «Зозуля»                                                  | с. Салаші Рава-Руського повіту, тепер в Яворівському районі Львівської області                           | (?).1923                              | Стрілець                                                            | Месники-2                           | В лавах УПА з весни 1945 року. Подальша доля невідома. |
| 465 | «Зозуля»                                                  | с. Ніновичі Ярославського повіту                                                                         | (?).1925                              | Стрілець, боєць 1-го рою 3-ї чоти                                   | Месники-3                           | В лавах УПА з весни 1945 року. Подальша доля невідома. |
| 466 | «Зорян»                                                   | с. Вербиця Рава-Руського повіту                                                                          | (?).1924 — (?).02.1947                | Стрілець                                                            | Месники-1                           | В лавах УПА від осені 1944 р. Загинув у бою з солдатами ВП біля присілка Храпи коло с. Молодич Ярославського повіту. |
| 467 | «Зорян»                                                   | (?) | (?)                                   | Стрілець, боєць 1-го рою 3-ї чоти                                   | Месники-3                           | Подальша доля невідома. |
| 468 | «Зорян» Середа Стефан Миколайович                         | Верхрата                                                                                                 | 1924- (?)                             | Стрілець, чотовий інтендант боєць 3-го рою 3-ї чоти                 | Месники-3                           | Загинув в бою. Місце поховання невідоме. |
| 469 | «Ігор»                                                    | (?) | (?)                                   | Чотовий, командир 3-ї чоти                                          | Месники-4                           | Подальша доля невідома. |
| 470 | «Іскра»                                                   | (?) | (?)                                   | Стрілець, боєць 1-го рою 3-ї чоти                                   | Месники-3                           | Подальша доля невідома. |
| 471 | «Кас'ян»                                                  | с. Вербиця Рава-Руського повіту                                                                          | (?).1923                              | Ройовий, командир 1-го рою 2-ї чоти                                 | Месники-4                           | Подальша доля невідома. |
| 472 | «Кінь»                                                    | (?) | (?).1923                              | Стрілець                                                            | Месники-2                           | В лавах УПА з весни 1945 року. Подальша доля невідома. |
| 473 | «Клен»                                                    | (?) | (?).1917 — (?).06.1947                | Стрілець                                                            | Месники-2                           | В лавах УПА з весни 1944 р. Загинув у бою з солдатами ВП біля с. Журавці. |
| 474 | «Клен»                                                    | с. Млини Яворівського повіту                                                                             | (?)                                   | Стрілець                                                            | Месники-4                           | Подальша доля невідома. |
| 475 | «Козак»                                                   | на Равщині                                                                                               | (?).1922                              | Ройовий                                                             | Месники-3                           | В лавах УПА з осені 1944 року, був у почоті командира «Залізняка». Подальша доля невідома. |
| 476 | «Козак»                                                   | с. Тимці Любачівського повіту                                                                            | (?).1921                              | Стрілець, санітар                                                   | Месники-3                           | В лавах УПА з осені 1944 року. Подальша доля невідома. |
| 477 | «Козуб»                                                   | м. Олешичі Любачівського повіту                                                                          | (?).1922                              | Стрілець, санітар                                                   | Месники-3                           | В лавах УПА з весни 1945 р. Подальша доля невідома. |
| 478 | «Комар»                                                   | с. Заліська Воля Ярославського повіту                                                                    | (?) — 29 червня 1946                  | Стрілець                                                            | Месники-4                           | Загинув у бою з солдатами ВП на присілку Халупки Хотинецькі біля с. Заліська Воля Ярославського повіту. |
| 479 | «Коник»                                                   | (?) | (?)                                   | Стрілець, боєць 2-го рою 3-ї чоти                                   | Месники-3                           | Подальша доля невідома. |
| 480 | «Корінь»                                                  | (?) | (?)                                   | Стрілець, боєць 2-го рою 3-ї чоти                                   | Месники-3                           | Подальша доля невідома. |
| 481 | «Кріс»                                                    | (?) | (?)                                   | Стрілець, боєць 1-го рою 2-ї чоти                                   | Месники-3                           | Подальша доля невідома. |
| 482 | «Крук»                                                    | с. Молодич (присілок Пискори) Ярославського повіту                                                       | (?).1922 — (?).04.1946                | Стрілець                                                            | Месники-1                           | В лавах УПА від весни 1945 р. Загинув у бою із спецвідділами НКВД біля присілка Пискори Ярославського повіту. |
| 483 | «Куліш»                                                   | с. Млини Яворівського повіту                                                                             | (?).1916                              | Стрілець                                                            | Месники-3                           | В лавах УПА з весни 1945 року. Подальша доля невідома. |
| 484 | «Лан»                                                     | (?) | (?).1921                              | Ройовий, командир 3-го рою 2-ї чоти                                 | Месники-2                           | В лавах УПА з весни 1945 року. Подальша доля невідома. |
| 485 | «Лев»                                                     | (?) | (?)                                   | Стрілець, боєць 1-го рою 2-ї чоти                                   | Месники-3                           | Подальша доля невідома. |
| 486 | «Ливун»                                                   | (?) | (?)                                   | Стрілець, санітар                                                   | Месники-2                           | Подальша доля невідома. |
| 487 | «Лис»                                                     | (?) | (?).1920                              | Бунчужний                                                           | Месники-3                           | В лавах УПА з осені 1944 року. Подальша доля невідома. |
| 488 | «Лихо»                                                    | (?) | (?)                                   | Стрілець, боєць 2-го рою 2-ї чоти                                   | Месники-3                           | Подальша доля невідома. |
| 489 | «Лісний»                                                  | (?) | 7 лютого 1926 — 11 грудня 1946        | Стрілець                                                            | Месники-4                           | Закінчив 7 класів початкової школи. Рільник. В лавах УПА з осені 1945 р. Загинув у бою під час оборони повстанської криївки в лісі між селами Млини та Кобильниця. Похований на полі бою. |
| 490 | «Лісний»                                                  | (?) | (?)                                   | Стрілець, боєць 2-го рою 1-ї чоти                                   | Месники-3                           | Подальша доля невідома. |
| 491 | «Луг»                                                     | (?) | (?)                                   | Ройовий, командир 3-го рою 2-ї чоти                                 | Месники-1                           | Подальша доля невідома. |
| 492 | «Лук»                                                     | (?) | (?)                                   | Стрілець, боєць 2-го рою 2-ї чоти                                   | Месники-3                           | Подальша доля невідома. |
| 493 | «Малий»                                                   | (?) | (?)                                   | Стрілець, боєць 2-го рою 3-ї чоти                                   | Месники-3                           | Подальша доля невідома. |
| 494 | «Малинович»                                               | с. Піддубці Рава-Руського повіту, тепер с. Піддубне Львівської області                                   | (?).1928 — (?).06.1947                | Стрілець, боєць 1-го рою 3-ї чоти                                   | Месники-3                           | В лавах УПА від осені 1945 року. Загинув у бою біля села Піддубці. |
| 495 | «Марна», «Сарна»                                          | с. Радруж Рава-Руського повіту                                                                           | (?).1923                              | Стрілець                                                            | Месники-2                           | В лавах УПА з весни 1945 р. Подальша доля невідома. |
| 496 | «Марченко»                                                | (?) | (?).1922                              | Стрілець, жандарм                                                   | Месники-3                           | В лавах УПА з осені 1944 року. Подальша доля невідома. |
| 497 | «Метелик», «Петренко»                                     | (?) | (?)                                   | Сотенний                                                            | Месники-2                           | Командир сотні «Месники-2» у листопаді — грудні 1944 року. Подальша доля невідома. |
| 498 | «Мех», ім'я Іван                                          | с. Старе Село Любачівського повіту                                                                       | (?).1922 — (?).02.1947                | Стрілець                                                            | Месники-3                           | Загинув у бою з солдатами ВП. Похований у с. Старе Село Любачівського повіту. |
| 499 | «Меч»                                                     | (?) | (?)                                   | Стрілець, боєць 2-го рою 3-ї чоти                                   | Месники-3                           | Подальша доля невідома. |
| 500 | «Мирний»                                                  | (?) | (?).1925                              | Стрілець, боєць 2-го рою 2-ї чоти                                   | Месники-3                           | В лавах УПА з весни 1945 року. Подальша доля невідома. |
| 501 | «Мирон»                                                   | (?) | (?).1920                              | Чотовий                                                             | Месники-1                           | В лавах УПА з весни 1944 року. Подальша доля невідома. |
| 502 | «Мирон»                                                   | (?) | (?)                                   | Чотовий                                                             | Месники-4                           | Чотовий сотні «Месники-4» з літа 1945 р. Подальша доля невідома. |
| 503 | «Місяць»                                                  | (?) | (?)                                   | Стрілець, боєць 1-го рою 3-ї чоти                                   | Месники-3                           | Подальша доля невідома. |
| 504 | «Мороз»                                                   | (?) | (?)                                   | Стрілець, боєць 3-го рою 3-ї чоти                                   | Месники-3                           | Подальша доля невідома. |
| 505 | «Моряк»                                                   | (?) | (?)                                   | Чотовий, командир 1-ї чоти                                          | Месники-4                           | Подальша доля невідома. |
| 506 | «Мох»                                                     | (?) | (?)                                   | Стрілець, боєць 1-го рою 3-ї чоти                                   | Месники-3                           | Подальша доля невідома. |
| 507 | «Музика»                                                  | (?) | (?)                                   | Стрілець, боєць 1-го рою 2-ї чоти                                   | Месники-3                           | Подальша доля невідома. |
| 508 | «Мур»                                                     | (?) | (?)                                   | Ройовий, командир 1-го рою 3-ї чоти                                 | Месники-1                           | Подальша доля невідома. |
| 509 | «Муха»                                                    | (?) | (?).1923                              | Стрілець, амуніційний                                               | Месники-3                           | Подальша доля невідома. |
| 510 | «Най»                                                     | (?) | (?)                                   | Стрілець, боєць 2-го рою 1-ї чоти                                   | Месники-3                           | Подальша доля невідома. |
| 511 | «Недуга»                                                  | (?) | (?)                                   | Стрілець, боєць 3-го рою 3-ї чоти                                   | Месники-3                           | Подальша доля невідома. |
| 512 | «Незнайко»                                                | с. Млини Яворівського повіту                                                                             | (?).1924                              | Стрілець, боєць 1-го рою 3-ї чоти                                   | Месники-3                           | В лавах УПА з весни 1945 року. Подальша доля невідома. |
| 513 | «Ніс»                                                     | (?) | (?)                                   | Стрілець, боєць 2-го рою 1-ї чоти                                   | Месники-3                           | Подальша доля невідома. |
| 514 | «Орел»                                                    | с. Добра Ярославського повіту                                                                            | (?).1922 — (?).11.1945                | Стрілець, кулеметник                                                | Месники-3                           | В лавах УПА з весни 1945 року. Загинув у бою з солдатами ВП в лісі між Старим Селом і Сурмачівкою. |
| 515 | «Орленко»                                                 | с. Гораєць Любачівського повіту                                                                          | (?).1922 — (?).06.1947                | Стрілець                                                            | Месники-2                           | В лавах УПА з осені 1944 р. Загинув у бою з солдатами ВП у с. Корні. |
| 516 | «Орлик»                                                   | с. Старе Село (присілок Липина) Любачівського повіту                                                     | (?).1924 — (?).02.1947                | Стрілець, снайпер                                                   | Месники-3                           | В лавах УПА від весни 1945 року. У вільні хвилини писав вірші. Загинув у бою з солдатами ВП. |
| 517 | «Орчик»                                                   | с. Жуків (присілок Долини) Любачівського повіту                                                          | (?).1922                              | Стрілець, розвідник                                                 | Месники-4                           | В лавах УПА з осені 1944 року. Відійшов з командиром «Яром» на Грубешівщину. Подальша доля невідома. |
| 518 | «Острий»                                                  | (?) | (?)                                   | Стрілець, боєць 1-го рою 3-ї чоти                                   | Месники-3                           | Подальша доля невідома. |
| 519 | «Пах»                                                     | (?) | (?)                                   | Стрілець, боєць 1-го рою 3-ї чоти                                   | Месники-3                           | Подальша доля невідома. |
| 520 | «Перець»                                                  | (?) | (?).1925                              | Стрілець, боєць 2-го рою 2-ї чоти                                   | Месники-3                           | В лавах УПА з весни 1945 року. Подальша доля невідома. |
| 521 | «Перун»                                                   | (?) | (?)                                   | Стрілець, боєць 1-го рою 3-ї чоти                                   | Месники-3                           | Подальша доля невідома. |
| 522 | «Піх»                                                     | с. Молодовичі Перемишльського повіту                                                                     | (?).1923                              | Стрілець, політвиховник                                             | Месники-2                           | В лавах УПА з осені 1944 р. Подальша доля невідома. |
| 523 | «Птах»                                                    | (?) | (?)                                   | Стрілець, боєць 1-го рою 3-ї чоти                                   | Месники-3                           | Подальша доля невідома. |
| 524 | «Пугач»                                                   | с. Старе Село Любачівського повіту                                                                       | (?).1928                              | Стрілець                                                            | Месники-3                           | В лавах УПА з осені 1945 р. Подальша доля невідома. |
| 525 | «Рибак»                                                   | (?) | (?) — (?).06.1947                     | Стрілець                                                            | Месники-2                           | Загинув у бою з солдатами ВП біля с. Корні. |
| 526 | «Савка»                                                   | с. Нове Село Любачівського повіту                                                                        | (?).1918 — (?)                        | Ройовий, командир 1-го рою 3-ї чоти                                 | Месники-3                           | В лавах УПА з осені 1944 року. За непідтвердженим джерелом інформації — страчений у Ряшеві. |
| 527 | «Сич»                                                     | (?) | (?).1923 — (?).07.1947                | Стрілець                                                            | Месники-1                           | В лавах УПА з весни 1945 року. Загинув у бою з солдатами ВП біля присілка Пискори Ярославського повіту. |
| 528 | «Скала»                                                   | с. Улазів Любачівського повіту                                                                           | (?).1922                              | Стрілець                                                            | Месники-2                           | В лавах УПА з весни 1945 року. Подальша доля невідома. |
| 529 | «Слота»                                                   | с. Німстів Любачівського повіту                                                                          | (?).1922                              | Стрілець, санітар                                                   | Месники-3                           | В лавах УПА з весни 1945 року. Подальша доля невідома. |
| 530 | «Смерека»                                                 | м. Любачів                                                                                               | (?).1921                              | Ройовий, командир 2-го рою 3-ї чоти                                 | Месники-2                           | В лавах УПА з осені 1944 р. Подальша доля невідома. |
| 531 | «Смерека»                                                 | с. Синявка Любачівського повіту                                                                          | (?).1920                              | Стрілець, інтендант 1-ї чоти                                        | Месники-3                           | В лавах УПА з весни 1945 року. Подальша доля невідома. |
| 532 | «Сніг»                                                    | с. Поздяч Перемишльського повіту                                                                         | (?).1918                              | Бунчужний                                                           | Месники-4                           | В лавах УПА з осені 1944 року. Подальша доля невідома. |
| 533 | «Сніг»                                                    | (?) | (?)                                   | Стрілець, політвиховник                                             | Месники-2                           | В лавах УПА з 1944 р. У вересні 1947 р. перебував у криївці командира «Шума», але покинув її незадовго перед її викриттям. Подальша доля невідома. |
| 534 | «Соболь»                                                  | (?) | (?).1923                              | Ройовий, командир 2-го рою 2-ї чоти                                 | Месники-3                           | В лавах УПА з весни 1945 року. Подальша доля невідома. |
| 535 | «Сова»                                                    | (?) | (?)                                   | Стрілець, боєць 1-го рою 2-ї чоти                                   | Месники-3                           | Подальша доля невідома. |
| 536 | «Сокіл»                                                   | на Любачівщині                                                                                           | (?).1922 — (?).04.1947                | Стрілець, боєць 2-го рою 2-ї чоти                                   | Месники-3                           | В лавах УПА від весни 1945 року. Загинув у бою з солдатами ВП біля с. Суха Воля. |
| 537 | «Сокіл»                                                   | (?) | (?).1924                              | Стрілець                                                            | Месники-3                           | В лавах УПА з весни 1945 року. Подальша доля невідома. |
| 538 | «Соловій»                                                 | с. Піддубці Рава-Руського повіту, тепер с. Піддубне Львівської області                                   | (?).1928 — (?).06.1947                | Стрілець                                                            | Месники-3                           | В лавах УПА від осені 1945 року. Загинув у бою з солдатами ВП біля с. Піддубці. |
| 539 | «Сорока»                                                  | с. Башня (?) Любачівського повіту                                                                        | (?).1925                              | Стрілець                                                            | Месники-2                           | В лавах УПА з весни 1945 року. Подальша доля невідома. |
| 540 | «Сосна»                                                   | (?) | (?)                                   | Стрілець, боєць 3-го рою 3-ї чоти                                   | Месники-3                           | Подальша доля невідома. |
| 541 | «Старий»                                                  | м. Любачів                                                                                               | (?).1918 — (?).06.1947                | Ройовий                                                             | Месники-2                           | В лавах УПА з весни 1944 року. Загинув у бою з солдатами ВП біля с. Річиця. |
| 542 | «Старий»                                                  | (?) | (?).1923                              | Стрілець, кухар                                                     | Месники-3                           | В лавах УПА з весни 1945 року. Подальша доля невідома. |
| 543 | «Стренч»                                                  | (?) | (?).1922                              | Ройовий, командир 1-го рою 3-ї чоти                                 | Месники-2                           | В лавах УПА з осені 1944 року. Подальша доля невідома. |
| 544 | «Стріла»                                                  | (?) | (?).1920                              | Ройовий, командир 2-го рою 1-ї чоти                                 | Месники-2                           | В лавах УПА з осені 1944 року. Подальша доля невідома. |
| 545 | «Тис»                                                     | (?) | (?) — (?).06.1947                     | Стрілець                                                            | Месники-2                           | Загинув у бою з солдатами ВП біля с. Корні. |
| 546 | «Тиса»                                                    | (?) | (?).1919                              | Ройовий, командир 2-го рою 1-ї чоти                                 | Месники-3                           | В лавах УПА з осені 1944 р. Подальша доля невідома. |
| 547 | «Тополя»                                                  | (?) | (?)                                   | Стрілець, боєць 3-го рою 3-ї чоти                                   | Месники-3                           | Подальша доля невідома. |
| 548 | «Тосік», ім'я Михайло                                     | присілок Смілківці Любачівського повіту                                                                  | 2 квітня 1926 — 15 вересня 1945       | Стрілець                                                            | Месники-3                           | Закінчив 4 класи початкової школи. Рільник. Загинув під час акції на залізничну станцію в Олешичах. Похований в м. Олешичі Любачівського повіту, тепер Польща. |
| 549 | «Тупий»                                                   | (?) | (?)                                   | Стрілець, боєць 3-го рою 2-ї чоти                                   | Месники-3                           | Подальша доля невідома. |
| 550 | «Федоренко»                                               | м. Любачів                                                                                               | (?).1926                              | Стрілець                                                            | Месники-3                           | В лавах УПА з весни 1945 року. Подальша доля невідома. |
| 551 | «Хвильовий»                                               | (?) | (?)                                   | Ройовий                                                             | Месники-3                           | Подальша доля невідома. |
| 552 | «Хмара»                                                   | (?) | 10 квітня 1928 — 11 грудня 1946       | Стрілець                                                            | Месники-4                           | Закінчив 7 класів початкової школи. Рільник. В лавах УПА з осені 1945 р. Загинув у бою під час оборони повстанської криївки в лісі між селами Млини та Кобильниця. Похований на полі бою. |
| 553 | «Хмара»                                                   | (?) | (?)                                   | Ройовий                                                             | Месники-3                           | Подальша доля невідома. |
| 554 | «Хміль»                                                   | (?) | (?)                                   | Чотовий                                                             | Месники-3                           | Подальша доля невідома. |
| 555 | «Чумак»                                                   | с. Заліська Воля Ярославського повіту                                                                    | (?) — 29 червня 1946                  | Стрілець                                                            | Месники-4                           | Загинув у бою з солдатами ВП на присілку Халупки Хотинецькі біля с. Заліська Воля Ярославського повіту. |
| 556 | «Шаж»                                                     | (?) | (?).1921 — 8 січня 1945               | Стрілець                                                            | Месники-1                           | В лавах УПА від весни 1944 р. Загинув у бою із спецвідділом НКВД на присілку Люблинця Нового — Тепилах. |
| 557 | «Шах»                                                     | (?) | (?)                                   | Стрілець                                                            | Месники-4                           | 16 березня 1946 року дезертирував із сотні разом із стрільцем «Ярославом». Їх обох упіймав місцевий СКВ і передав Польовій Жандармерії УПА. Засуджений польовим судом сотні. Подальша доля невідома. |
| 558 | «Шмига»                                                   | с. Борова Гора Любачівського повіту                                                                      | (?).1924                              | Стрілець, амуніційний                                               | Месники-3                           | В лавах УПА з весни 1945 року. Подальша доля невідома. |
| 559 | «Шпак»                                                    | с. Річиця Рава-Руського повіту                                                                           | (?).1924                              | Стрілець                                                            | Месники-2                           | В лавах УПА з весни 1945 р. Подальша доля невідома. |
| 560 | «Шпак»                                                    | м. Любачів                                                                                               | (?).1915                              | Чотовий, командир 3-ї чоти                                          | Сотня «Залізняка»                   | В лавах УПА з березня 1944 р. Під час бою з большевиками весною 1944 року не проявив належної хоробрості, за що був знятий з посади командира чоти. Подальша доля невідома. |
| 561 | «Шпак»                                                    | (?) | (?)                                   | Стрілець, боєць 3-го рою 2-ї чоти                                   | Месники-3                           | Подальша доля невідома. |
| 562 | «Штих»                                                    | (?) | (?)                                   | Стрілець, боєць 1-го рою 2-ї чоти                                   | Месники-3                           | Подальша доля невідома. |
| 563 | «Шуліка»                                                  | (?) | (?)                                   | Стрілець, боєць 3-го рою 2-ї чоти                                   | Месники-3                           | Подальша доля невідома. |
| 564 | «Шумський», ім'я Володимир                                | м. Любачів                                                                                               | (?).1918                              | Ройовий, командир 3-го рою 1-ї чоти                                 | Месники-2                           | В лавах УПА з весни 1944 року. Подальша доля невідома. |
| 565 | «Ярослав»                                                 | (?) | (?) — 16 березня 1946                 | Стрілець, політвиховник                                             | Месники-4                           | 16 березня 1946 р. дезертирував із сотні разом із стрільцем «Шахом». Їх обох упіймав місцевий СКВ і передав Польовій Жандармерії УПА. При повторній спробі втекти був важко поранений і того самого дня помер. |
| 566 | «Яструб»                                                  | с. Гораєць Любачівського повіту                                                                          | (?).1923 — 25 травня 1947             | Стрілець                                                            | Месники-1                           | В лавах УПА від осені 1944 року. Під час бою з солдатами ВП біля с. Німстів був важко поранений. У безвихідній ситуації підірвав себе гранатою. |
| 567 | «Яструб»                                                  | с. Корні Рава-Руського повіту                                                                            | (?).1927                              | Стрілець                                                            | Месники-3                           | В лавах УПА з весни 1945 р. Подальша доля невідома. |
| 568 | «Яструб»                                                  | с. Заліська Воля Ярославського повіту                                                                    | (?) — 29 червня 1946                  | Стрілець                                                            | Месники-4                           | Загинув у бою з солдатами ВП на присілку Халупки Хотинецькі біля с. Заліська Воля. |
| 569 | «Козак» Кордан Андрій                                     | с. Вислок-Горішній Сяноцького повіту Львівського воєводства                                              | 28 серпня 1923 — (?).1986             | Стрілець                                                            | Сотня «Залізняка», Месники          | |